# Artemisia Gentileschi
Artemisia Gentileschi (Nữ. US: /ˌdʒɛntɪˈlɛski, -tiːˈ-/, tiếng Ý: [arteˈmiːzja dʒentiˈleski]; sinh ngày 08 tháng 07 năm 1593 – mất năm 1652/1653 hoặc 1656) nghệ danh Artemisia Lomi là một họa sĩ Baroque Ý, một trong những họa sĩ nổi danh, có ảnh hưởng bậc nhất thế giới thế kỷ XVII theo phong cách Caravaggio.
Artemisia Gentileschi là một nữ họa gia chuyên nghiệp, phong cách đại diện cho tầng lớp những người phụ nữ, phản ánh tình thế xã hội trong thời đại và cuộc đời, tác giả của nhiều họa phẩm đặc biệt như: Judith Slaying Holofernes, Susanna and the Elders, Judith and her Maidservant được bảo tồn ở nhiều nơi trên thế giới cho đến ngày nay.
Năm 2020, cô được Google Doodle kỷ niệm sinh nhật 427, được tổ chức triển lãm trưng bày ở London.

## Lịch sử
Đương thời, nữ lưu có rất ít có có cơ hội được theo đuổi đam mê hội họa, nhưng bắt đầu xuất hiện các họa nữ chuyên nghiệp, Artemisia là người phụ nữ đầu tiên trở thành thành viên của Accademia di Belle Arti di Firenze, Viện Mỹ thuật Firenze và Accademia delle Arti del Disegno, Viện Nghệ thuật hội họa.
Hội họa Artemisia đặc biệt định hướng tới bối cảnh nữ anh hùng, những câu chuyện tập trung vào phái nữ về truyền thuyết thần thoại, phúng dụ, Kinh Thánh, bao gồm cả nhân vật nạn nhân, chiến binh, nội dung bạo lực. Những họa phẩm nổi tiếng của cô có thể kể tới Susanna (sách Daniel) phiên bản 1610 tại Pommersfelden, Judith Slaying Holofernes phiên bản 1614 - 1620 tại phòng trưng bày Uffizi, Judith and Her Maidservant phiên bản 1625 tại Viện Hội họa Detroit (DIA).
Artemisia lừng danh về khả năng thể hiện các khía cạnh của phái nữ, miêu tả tự nhiên, ấn tượng hóa màu sắc về cả bối cảnh và độ kịch tính của tác phẩm.
Cuộc đời của Artemisia có nhiều điểm đặc biệt. Artemisia bị cưỡng hiếp bởi Agostino Tassi khi còn là một cô gái trẻ, nhiều năm tham gia phiên tòa xét xử kẻ hiếp dâm, khiến cho hình ảnh họa sĩ nghệ thuật và thành tựu của cô bị lu mờ khi còn sống. Trong thời gian dài, Artemisia thu hút sự hiếu kỳ, nhưng những đánh giá về cuộc sống và nghệ thuật của cô mãi thế kỷ XX mới được các học giả xem xét lại. Và bây giờ, Artemisia được khẳng định là một trong những họa sĩ tiến bộ và biểu cảm nhất trong thế hệ của cô.
Năm 2020, cuộc triển lãm riêng biệt tưởng nhớ Artemisia được dự kiến tổ chức tại Bảo tàng Quốc gia, Luân Đôn nhưng đang tạm hoãn vì tình trạng diễn biến của Đại dịch COVID-19.

## Thời thanh xuân

### Thiếu thời

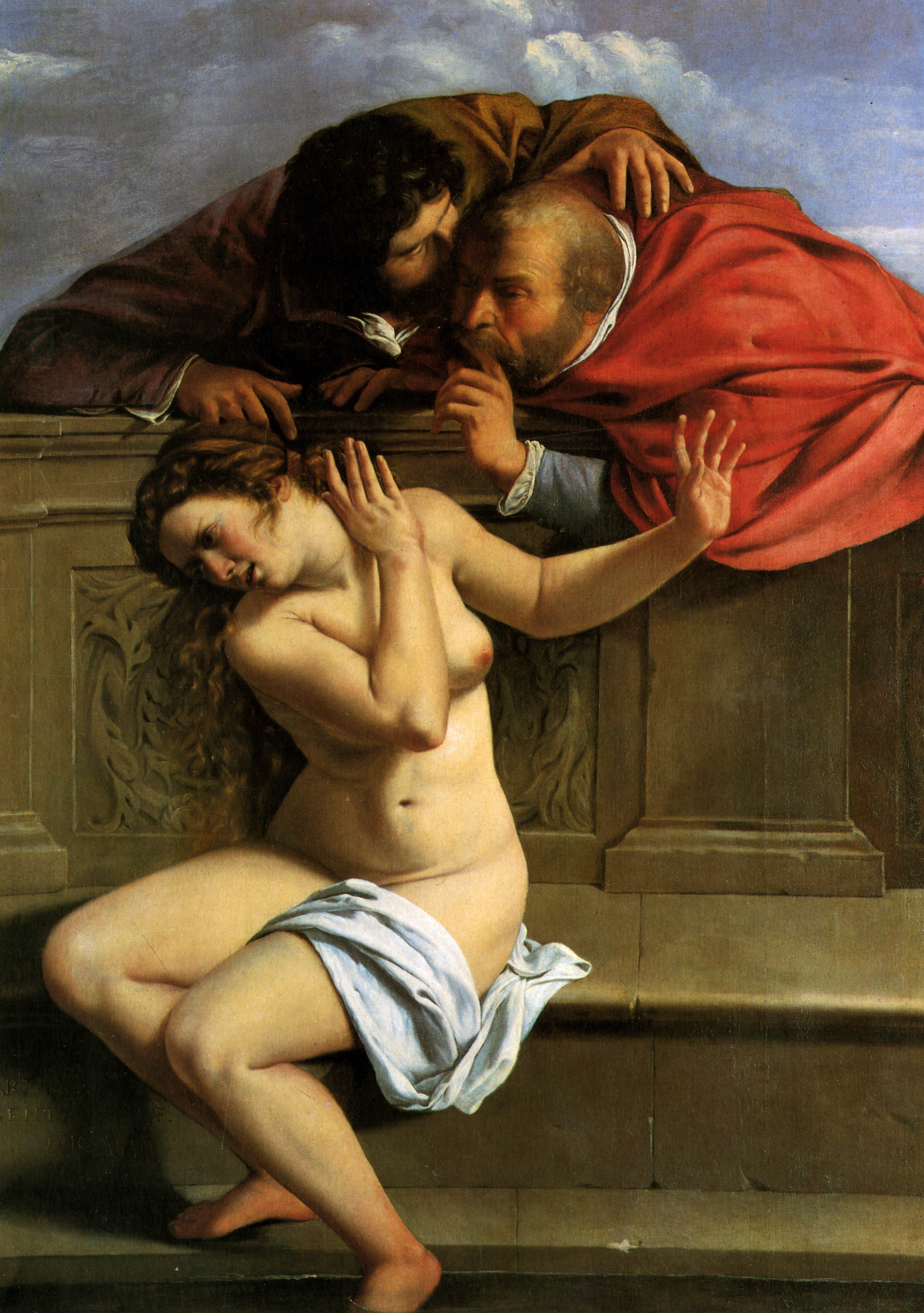
Họa phẩm: Susanna and the Elders năm 1610, bức đầu tiên của Artemisia Gentileschi. Về Susanna, Kinh Thánh Cựu ước Daniel chương 13. Lưu trữ tại bộ sưu tập Nhà Schönborn, Pommersfelden

Artemisia Gentileschi sinh ra tại Roma ngày 08 tháng 07 năm 1593, trong khi giấy khai sinh ghi rằng cô sinh năm 1590. Cô là con gái cả của Orazio Gentileschi, họa sĩ vùng Toscana và mẹ là Prudenzia di Ottaviano Montoni. Thuở thiếu thời của cô và gia đình có nhiều điểm ảnh hưởng, khó khăn cho cuộc đời về thể chất lẫn tinh thần. Cha cô, Orazio hoạt động hội họa, đã từng phải ngồi tù năm 1603 cùng người bạn Caravaggio, khi xúc phạm Giovanni Baglione qua những lời thơ. Năm 1605, mẹ qua đời khi cô 12 tuổi.
Thời bé, Artemisia được giới thiệu vẽ tranh trong xưởng của cha cô, cô cho thấy sự nhiệt tình và tài năng hơn nhiều so với các em của mình, gia đình làm việc cùng. Cô học vẽ, cách pha trộn màu sắc và cách vẽ. Đến năm 1612, khi chưa tròn mười chín tuổi, cha cô tự hào về tài năng hội họa của con gái, tuyên bố rằng trong nghề nghiệp vẽ tranh mà cô đã thực hành trong ba năm, không ai sánh bằng.
Vì phong cách của cha cô lấy cảm hứng từ Caravaggio trong thời kỳ đó, phong cách của Artemisia cũng chịu ảnh hưởng lớn bởi ông. Tuy nhiên, cách tiếp cận vấn đề của Artemisia khác với cha. Tranh của cô rất tự nhiên trong khi tranh của Orazio được lý tưởng hóa. Đồng thời, Artemisia đã phản đối thái độ truyền thống và tâm lý phục tùng mang tính tẩy não, đối mặt những ghen tị của người khác với tài năng của mình. Bằng cách ứng phó mạnh mẽ đó, cô dần có được sự tôn trọng và công nhận cho công việc của bản thân.
Tác phẩm đầu tiên còn sót lại của Artemisia khi cô mười bảy tuổi là Susanna and the Elders (năm 1610, bộ sưu tập Nhà Schönborn ở Pommersfelden, Bamberg, Bayern). Bức tranh mô tả câu chuyện trong Kinh Thánh về Susanna, hướng tới thúc đẩy tính công bằng nhân ái Thiên Chúa đối với phái nữ. Vào thời điểm đó, một số người bị ảnh hưởng bởi những quan niệm sai lầm phổ biến, đã nghi ngờ rằng cô được cha mình giúp đỡ. Bức tranh cho thấy Artemisia đã đồng hóa chủ nghĩa hiện thực của Caravaggio mà không thờ ơ với ngôn ngữ của Annibale Carracci và trường Bologna.

### Vấn đề với Agostino Tassi
Năm 1611, Orazio bắt đầu làm việc với Agostino Tassi để trang trí các hầm của Casino delle Muse bên trong Palazzo Pallavicini-Rospigliosi ở Roma. Sau đó, ông đã thuê họa sĩ để dạy kèm cho con gái mình. Trong buổi dạy kèm này, Tassi đã hãm hiếp Artemisia. Một người đàn ông khác là Cosimo Quorli cũng tham gia.

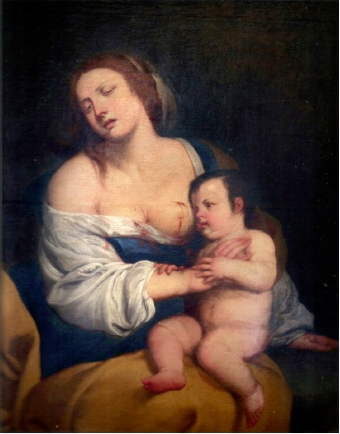
Họa phẩm: Mother and child của Artemisia, năm 1612. Kích cỡ 106,6x91,4 cm.

Sau khi bị hãm hiếp, Artemisia bắt đầu có quan hệ tình dục với Tassi, khi mà Tassi hứa sẽ kết hôn để khôi phục nhân phẩm và đảm bảo tương lai của cô. Sau đó, Tassi đã từ bỏ lời hứa sẽ kết hôn với Artemisia. Chín tháng sau khi bị hãm hiếp, khi biết rằng Artemisia và Tassi sẽ không kết hôn, cha cô là Orazio đã buộc tội chống lại Tassi. Orazio cũng tuyên bố rằng Tassi đã đánh cắp một bức tranh Judith từ gia đình Gentileschi. Vụ án này mang ý chính là việc Tassi đã hãm hiếp lấy trinh tiết của Artemisia. Nếu Artemisia không còn là một trinh nữ trước khi Tassi cưỡng hiếp cô, thì nhà Gentileschi sẽ không thể buộc tội.
Trong phiên tòa kéo dài bảy tháng sau đó, cơ quan điều tra phát hiện ra rằng Tassi có nhiều vấn đề, gồm ngoại tình với chị dâu, lên kế hoạch giết vợ mình và ăn cắp một số bức tranh của Orazio. Vào cuối phiên tòa, Tassi nhận án lưu đày khỏi Roma, nhưng bản án không bao giờ được thực hiện. Artemisia đã bị tra tấn bằng vít có tai vặn thumbscrews, được nữ hộ sinh kiểm tra xem liệu có còn trinh tiết không tại phiên tòa, nhằm mục đích xác minh lời khai của mình.
Thời trẻ, Artemisia có cuộc sống chủ yếu xung quanh những người phái nam kể từ khi mẹ qua đời năm cô 12 tuổi. Khi Artemisia 17 tuổi, Orazio cho thuê căn hộ trên lầu của nhà họ cho một người thuê nhà là Tuzia. Artemisia kết bạn với Tuzia. Tuy nhiên, Tuzia đã cho phép Agostino Tassi và Cosimo Quorli nhiều lần vào nhà Artemisia trong nhiều dịp. Ngày xảy ra vụ hãm hiếp, Artemisia đã khóc vì sự giúp đỡ của Tuzia, nhưng Tuzia chỉ đơn giản phớt lờ Artemisia và giả vờ rằng cô không biết chuyện gì xảy ra. Artemisia cảm thấy bị Tuzia phản bội, Tuzia đã tạo điều kiện cho vụ cưỡng hiếp của Tassi như một người đồng lõa. Năm 1976, bức tranh Mother and child, được phát hiện tại Crows Nest, New South Wales, Sydney, New South Wales, Australia. Bức tranh này được cho là được vẽ bởi Artemisia. Đứa bé đã được hiểu là một hình ảnh tham khảo gián tiếp hướng đến Agostino Tassi, kẻ hiếp dâm của cô kể từ năm 1612, chỉ hai năm sau khi bị hãm hiếp. Bức họa mô tả một người phụ nữ mạnh mẽ và đau đớn, làm sáng tỏ khả năng nghệ thuật thống khổ và biểu cảm của cô.

## Sự nghiệp nghệ thuật

### Thời Firenze (1614 - 1620)

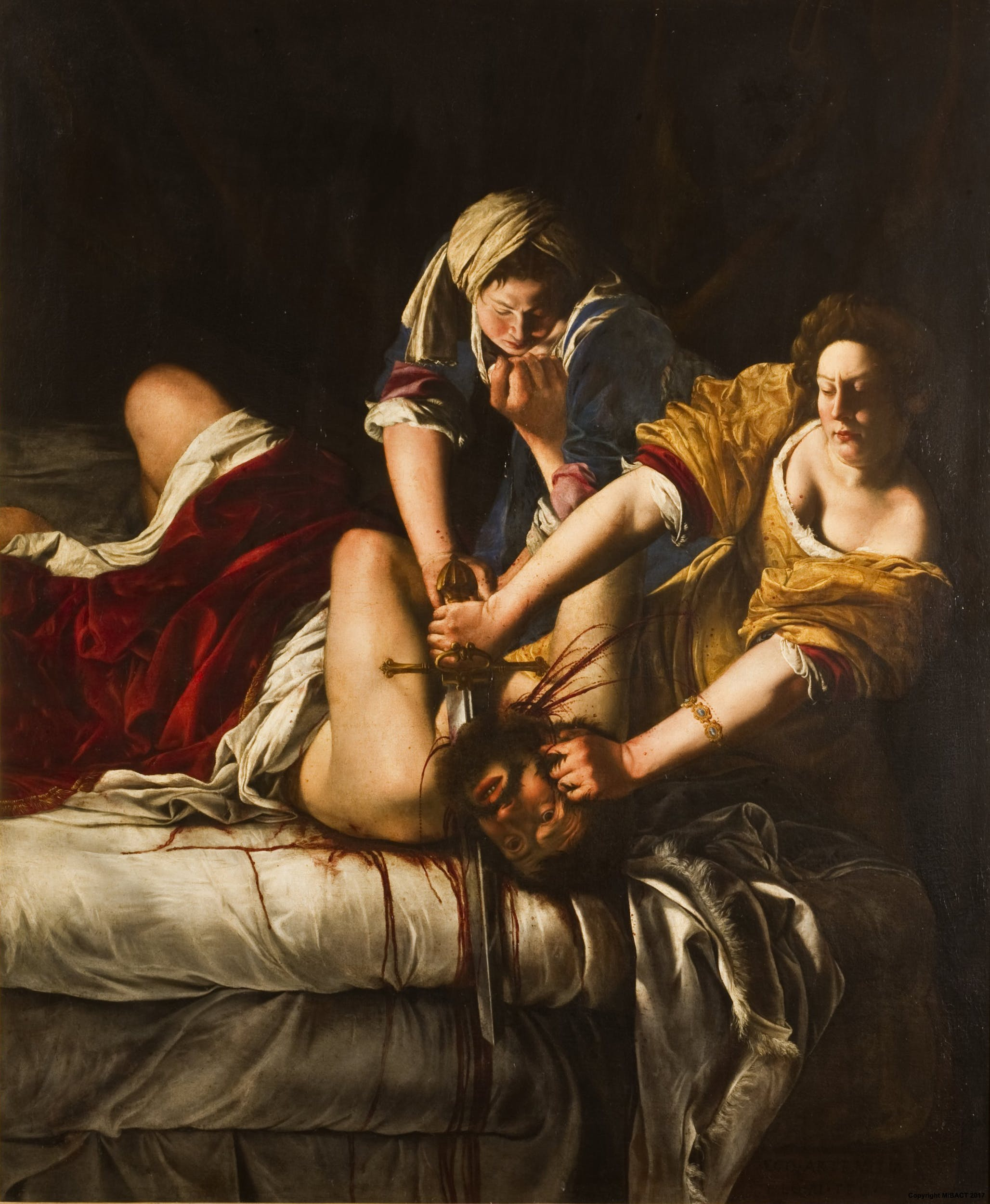
Họa phẩm: Judith Slaying Holofernes, vẽ giai đoạn 1620 - 1621, nay lưu trữ tại Phòng trưng bày Uffizi, Firenze. Kích cỡ 86x120 cm.

Một tháng sau phiên tòa, Orazio đã sắp xếp cho con gái của mình kết hôn với Pierantonio Stiattesi, một nghệ sĩ khiêm tốn đến từ Firenze. Không lâu sau, hai vợ chồng chuyển đến Firenze, nơi Artemisia bắt đầu kiếm sống bằng những tiếp nhận giao dịch vẽ tranh tại Casa Buonarroti. Cô trở thành một họa sĩ quý tộc (court painter) thành công, dưới sự bảo trợ của Nhà Medici và Vua Charles I của Anh. Khi còn ở Firenze, Artemisia và Pierantonio có một cô con gái vào khoảng năm 1618, là Prudentia, còn được biết đến với cái tên Palmira, khiến một số học giả nhầm lẫn rằng Artemisia có hai con gái chứ không phải một. Prudentia được đặt tên theo tên bà ngoại, tức mẹ của Artemisia, người đã chết khi Artemisia năm 1605. Về sau, con gái Prudentia trở thành một họa sĩ, được dạy dỗ bởi mẹ, mặc dù không rõ công việc của cô.
Ở Firenze, Artemisia đã đạt được những thành công đáng kể. Cô là người phụ nữ đầu tiên được nhận vào Accademia delle Arti del Disegno, là Học viện Nghệ thuật Vẽ của Firenze. Cô duy trì mối quan hệ tốt với các nghệ sĩ được kính trọng nhất trong thời đại của mình, như Cristofano Allori, thu hút được sự ưu ái và bảo trợ của những người có ảnh hưởng, bắt đầu với Cosimo II de' Medici, Đại công tước xứ Toscana, đặc biệt là Nữ Đại Công tước Christina của Lorraine. Vào thế kỷ XVIII, họa phẩm Judith Behead Holofernes đã trở thành tài sản của Nữ Đại Công tước Anna Maria Luisa de' Medici, người che giấu việc này.

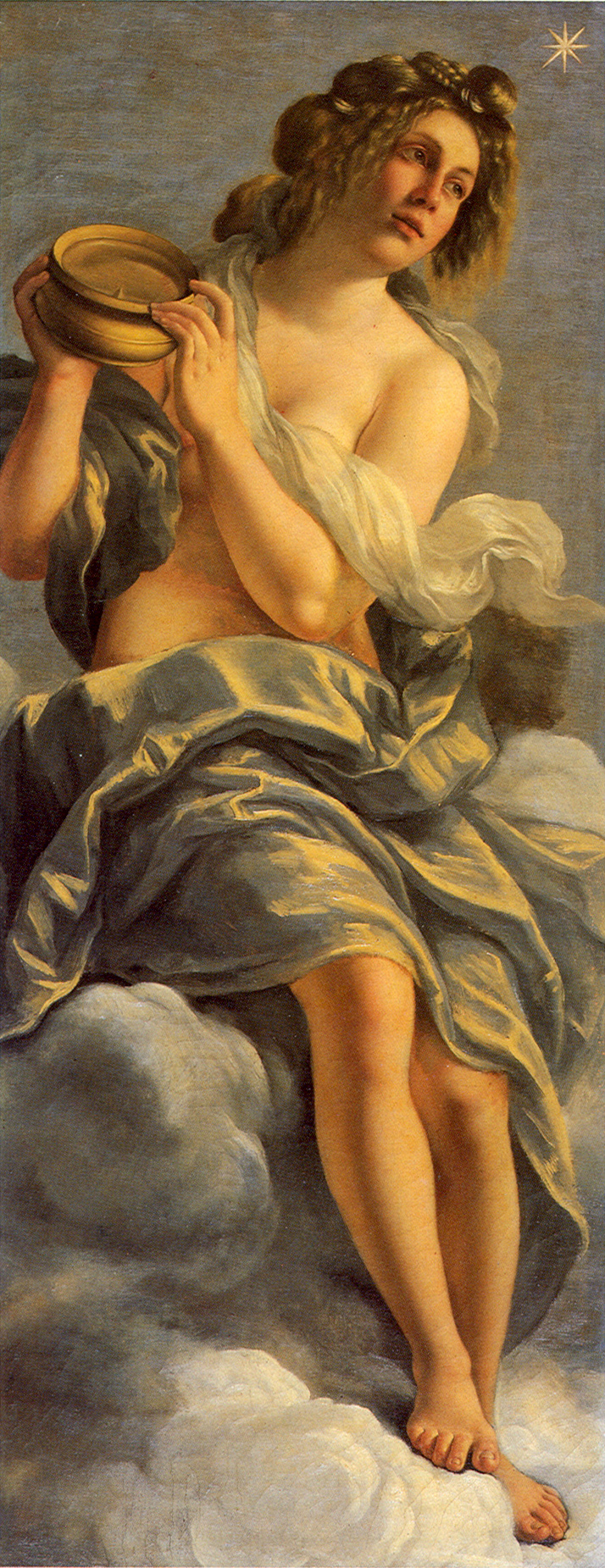
Họa phẩm: Allegory of Inclination, miêu tả tài năng thiên bẩm tại Casa Buonarroti, Firenze. Vẽ giai đoạn 1615 - 1616.

Thời thanh niên này, Artemisia có mối quan hệ bằng hữu với Galileo Galilei, cả hai cùng là thành viên của Accademia delle Arti del Disegno, cũng có liên kết phục vụ nhất định với Đại công tước xứ Toscana. Sự quen biết của cô với Galileo Galilei, gân đây được minh chứng từ một bức thư mà cô đã viết gửi cho nhà khoa học năm 1635, xuất phát từ những năm sống ở Firenze của cô. Điều đặc biệt có thể nói tới là Artemisia đã học hỏi lý thuyết chuyển động đạn (projectile motion) được khám phá bởi Galileo Galilei để áp dụng vào nét vẽ máu bởi vũ lực trong họa phẩm Judith Slaying Holofernes của mình. Năm 1615, cô được Michelangelo Buonarroti Trẻ (cháu trai của Michelangelo) quý mến và mời hợp tác. Lúc đó Michelangelo Trẻ bận rộn với việc xây dựng Casa Buonarroti để chúc tụng cho những người họ hàng đáng chú ý của mình, tưởng nhớ và kính trọng nhân vật Phục Hưng Michelangelo, ông đã nhờ Artemisia, cùng với các nghệ sĩ Firenze khác bao gồm Agostino Ciampelli, Sigismondo Coccapani và Zanobi Rosi cùng hỗ trợ đóng góp bức tranh trên trần nhà. Artemisia khi đó cũng đang mang thai. Mỗi nghệ sĩ được giao nhiệm vụ trình bày một câu chuyện ngụ ngôn về đức tính liên quan đến Michelangelo, và Artemisia phụ trách Allegory of Inclination, được trình bày dưới hình dạng một phụ nữ trẻ khỏa thân cầm la bàn. Bức họa nằm trên trần nhà tầng hai, đại diện cho đức tính tài năng thiên bẩm. Hình tượng trong bức họa được các học giả cho rằng mang sự tương đồng với Artemisia. Thật vậy, trong một số bức tranh của cô, các nữ anh hùng đầy nghị lực của Artemisia giống với những bức chân dung của cô. Và với nét đẹp đặc biệt của bức tranh đó, Artemisia đã được trả công gấp ba lần so với bất kỳ nghệ sĩ nào khác tham gia loạt họa phẩm.
Năm 2011, Francesco Solinas đã phát hiện ra một bộ sưu tập gồm ba mươi bức thư, có niên đại từ khoảng 1616 đến 1620, cung cấp cái nhìn sâu sắc hơn đời sống cá nhân và tình hình tài chính Artemisia ở Firenze. Điều bất ngờ nhất là những bức thư đã cho thấy Artemisia có một mối tình say đắm với quý tộc Firenze giàu có tên Francesco Maria Maringhi. Chồng cô, Stiattesi, nhận thức rõ về mối quan hệ của họ, và đã duy trì thư tín với Maringhi ở mặt sau những bức thư tình của Artemisia. Stiattesi đã chịu đựng điều đó, có thể vì Maringhi là một đồng minh mạnh mẽ, người đã hỗ trợ tài chính cho vợ chồng họ. Tuy nhiên, đến năm 1620, tin đồn về mối quan hệ này đã bắt đầu lan truyền tại tòa án Firenze, và cùng những vấn đề pháp lý, tài chính đang diễn ra, khiến cô phải rời khỏi Firenze, tái định cư ở Roma.
Trong thời Firenze, những tác phẩm đặc sắc của Artemisia có thể kể tới La Conversione della Maddalena (hoán vị của Mary Magdalene), Self-Portrait as a Lute Player (trong bộ sưu tập của Bảo tàng Nghệ thuật Wadsworth Atheneum, Hartford, Connecticut) và Giuditta con la sua ancella (Judith và Maidservant), hiện bảo quản ở Cung điện Pitti. Artemisia cũng đã vẽ một phiên bản thứ hai của Judith beheading Holofernes, hiện được lưu giữ trong Phòng trưng bày Uffizi, Firenze. Còn phiên bản Judith Behinating Holofernes đầu tiên (giai đoạn 1612 - 1613) được bảo quản và trình bày trong Bảo tàng hội họa Museo di Capodimonte, Napoli. Hiện có sáu biến thể về chủ đề Judith Behinating Holofernes. Bên cạnh đó, người ta đã cho rằng trong thời kỳ này, Artemisia cũng đã vẽ Virgin and Child, bức họa hiện đang được bảo quản ở Cung điện Spada, Roma.
Mặc dù thành công về nghệ thuật, nhưng những vấn đề khó khăn tài chính do chồng gây ra, Artemisia đã ly hôn chồng, trở lại Roma không Stiattesi năm 1621.

### Thời trở lại Roma và Venezia (1621 - 1630)

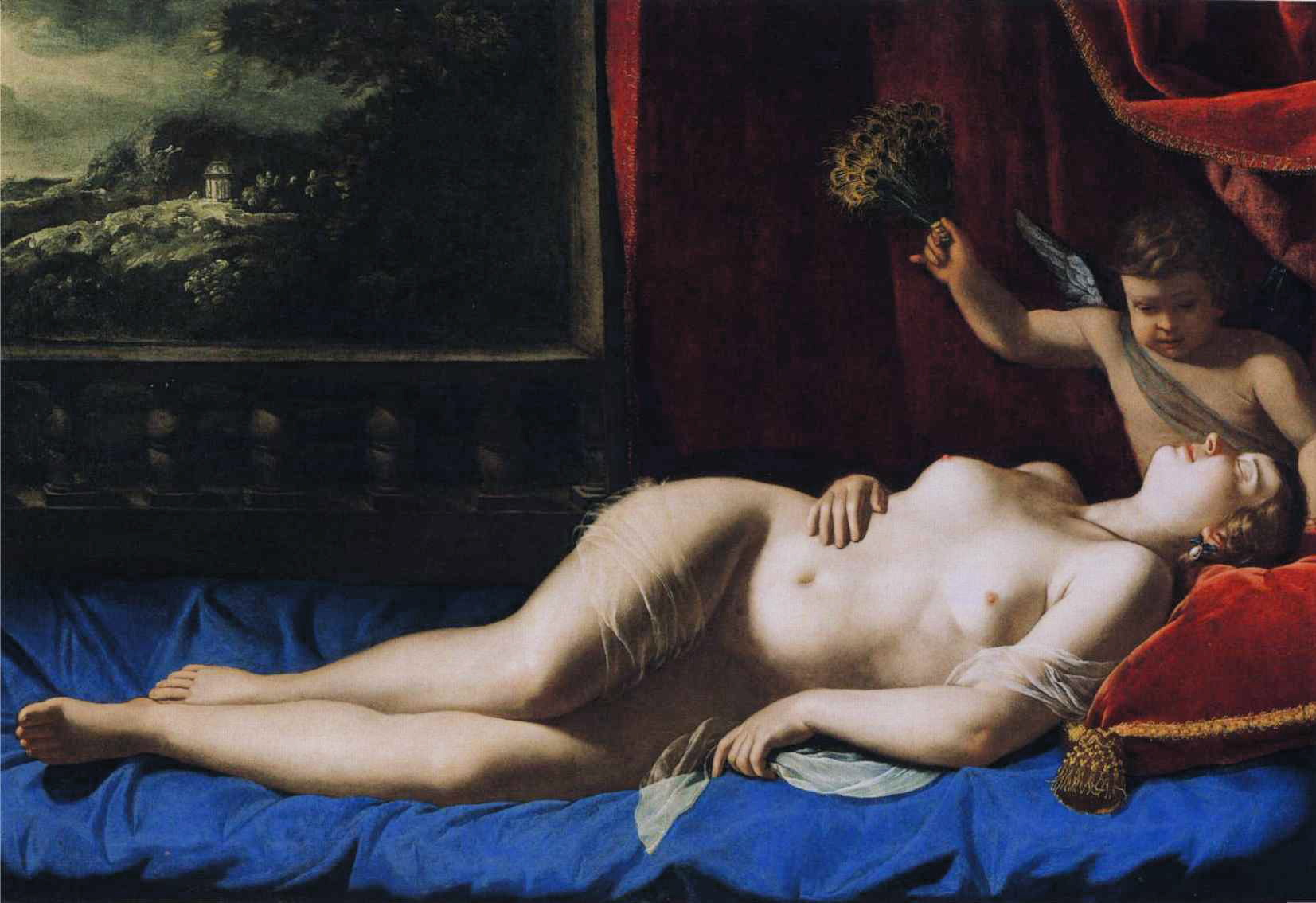
Họa phẩm: Venus and Cupid (Sleeping Venus), vẽ năm 1626 hình ảnh hai mẹ con thần Venus và Cupid. Kích cỡ 96,52x143,83 cm, lưu trữ ở Hoa Kỳ.

Năm 1921, Artemisia rời Firenze, đến Roma cùng năm với cha cô, Orazio khởi hành đến Genova. Có những quan điểm nghiên cứu cho rằng, thời điểm đó Artemisia đã theo cha đến Genova, lần này hai cha con cùng nhau phối hợp làm nổi bật những điểm giống trong phong cách hội họa của họ, khiến các tác phẩm khó phân biệt. Tuy nhiên, nhận định này không đủ bằng chứng, hầu hết các nguồn tư liệu, căn cứ bảo tồn đều ủng hộ quan điểm cho rằng Artemisia vẫn ở Roma, cố gắng tìm nhà và nuôi con gái.
Lúc bấy giờ, phong cách của Caravaggio vẫn có ảnh hưởng lớn, khiến cho nhiều họa sĩ chuyển hoán theo xu hướng này (còn gọi là phong cách Caravaggisti), có thể kể tới Carlo Saraceni (đã trở lại Venezia năm 1620), Bartolomeo Manfredi và Simon Vouet. Cô và Vouet tạo thành một mối quan hệ chuyên nghiệp ảnh hưởng lẫn nhau về phong cách và cùng học hỏi từ phong cách của Caravaggio. Phong cách hội họa ở Roma vào đầu thế kỷ XVII rất đa dạng, tuy nhiên đặc biệt thể hiện tình thái cổ điển hơn bởi các học trò trường Scuola bolognese di pittura của Accademia degli Incamminati và phong cách baroque của Pietro da Cortona.
Tại Roma, Artemisia liên kết với Học viện Desiosi. Cô đã vẽ các bức chân dung mang dòng chữ Pincurare miraculum invidendum facilius quam imitandum, nghĩa là Vẽ một kỳ quan dễ ghen tị hơn là bắt chước. Trong cùng thời gian đó, cô có mối quan hệ bạn bè với Cassiano dal Pozzo, quen biết với Pierre Dumonstier II. Cassiano dal Pozzo là một học giả, người bảo trợ và yêu nghệ thuật, trong khi Pierre Dumonstier II là nghệ sĩ người Pháp từng đến thăm và vẽ một bức tranh Black and red chalk, hình bàn tay phải của Artemisia vào năm 1625. Mặc dù có danh tiếng nghệ thuật, tính cách quyết liệt và nhiều mối quan hệ tốt đẹp, Roma không sinh lợi như cô hy vọng. Phong cách của cô mang giọng điệu thách thức, vừa mạnh mẽ vừa thoải mái. Cô đã vẽ những tác phẩm ít dữ dội hơn, ví dụ như phiên bản thứ hai của Susanna and the Elders (1622). Giai đoạn này, những nổi bật và xuất sắc của cô trong lĩnh vực chân dung, nữ anh hùng Kinh Thánh có xu hướng thu hẹp lại. Cô không nhận được bất kỳ khoản hoa hồng béo bở nào cho các họa phẩm thờ cúng. Việc không có đủ sự sung túc về tài liệu nghệ thuật làm cho tình hình theo đuổi các phong trào của Artemisia trong giai đoạn này trở nên khó khăn.
Từ năm 1627 đến cuối năm 1630, cô chuyển đến Venezia, có lẽ để tìm kiếm những khoản hoa hồng phong phú hơn. Bằng chứng cho điều này là những câu thơ và thư từ được sáng tác để đánh giá cao các tác phẩm của cô và bản thân cô ở Venezia.
Trong thời kỳ trở lại Roma và Venezia, nhiều vấn đề xáo trộn diễn ra, đôi khi khó lòng liên kết khoảng thời gian mà các họa phẩm của cô được vẽ, nhưng vẫn có thể kể tới những bức tranh đặc biệt như Portrait of a Gonfaloniere (vẽ năm 1622, nay được bảo quản ở Cung điện Palazzo d'Accursio, Bologna) và Judith and her Maidservant (vẽ năm 1623 - 1625, ngày nay lưu giữ trong Viện Nghệ thuật Detroit, Michigan). Hội họa Detroit thể hiện tính đáng chú ý về sự tinh thông phong cách chiaroscuro và tenebrism của Artemisia (các phong cách chịu tác động của ánh sáng và bóng tối cực độ), những kỹ thuật của Gerrit van Honthorst, Trophime Bigot và nhiều người Roma nổi tiếng khác. Ngoài ra có họa phẩm khác là Venus and Cupid (Sleeping Venus), hoàn thành năm 1625, nay lưu trữ ở Bảo tàng Mỹ thuật Virginia, Richmond, Virginia và Esther before Ahasuerus, giai đoạn 1620 - 1630, hiện đang lưu trữ ở Viện bảo tàng Mỹ thuật Metropolitan, New York, là minh chứng cho tính đồng hóa về ánh sáng Venezia của Artemisia.

### Thời Napoli và sang Anh (1630 - 1654)

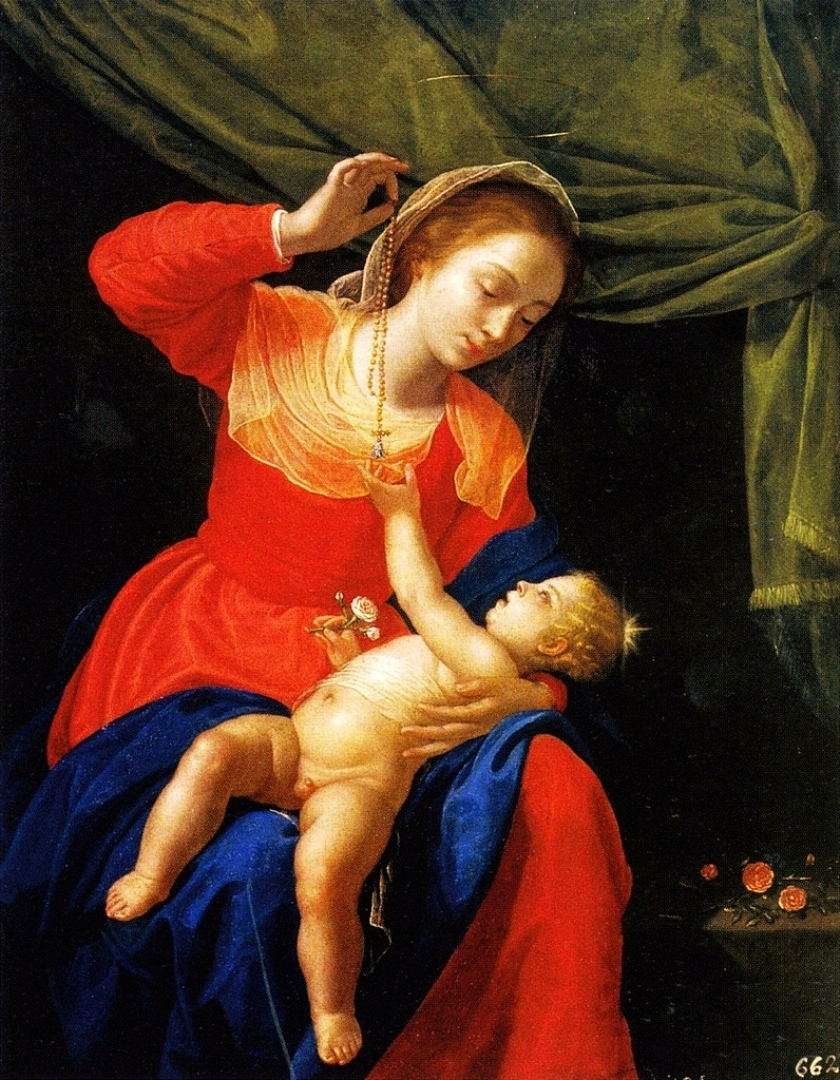
Họa phẩm: Virgin and Child with a Rosary, vẽ năm 1651, nay lưu trữ ở El Escorial, Madrid. Kích cỡ 58x50 cm.

Năm 1630, Artemisia rời Venezia, chuyển đến sinh sống ở Napoli, một thành phố giàu có với cộng đồng những người yêu thích hội họa và nghệ thuật. Cô muốn tìm kiếm những cơ hội sự nghiệp mới và sinh lợi hơn. Sử gia nghệ thuật thế kỷ XVIII Bernardo de 'Dominici trong các bản nghiên cứu của mình đã suy đoán rằng Artemisia đã có danh tiếng ở Napoli trước khi cô đến. Cô đã được mời đến Napoli bởi Fernando Afán de Ribera, Công tước Alcalá de los Gazules, người về sau có ba bức tranh Artemisia, gồm: Penitent Magdalene, Christ Blessing the Children và David with a Harp. Napoli là nơi đặc biệt, nhiều nghệ sĩ khác, bao gồm Caravaggio, Annibale Carracci và Simon Vouet, đã từng ở lại Napoli một thời gian trong cuộc đời của họ. Vào thời điểm đó, Jusepe de Ribera, Massimo Stanzione và Domenichino đang làm việc ở Napoli, và sau đó có thêm Giovanni Lanfranco và nhiều họa sĩ khác hướng về thành phố. Khi Artemisia tới định cư ở tỉnh Napoli, cô được ra mắt dưới dạng Annunciation - thông cáo tại Capodimonte. Artemisia đã sinh sống lại Napoli trong phần còn lại của sự nghiệp và cuộc đời, ngoại trừ một số chuyến đi ngắn đến London và một vài nơi khác.
Tại Napoli, mối quan hệ với cộng đồng của cô vẫn tốt đẹp. Vào thứ Bảy, ngày 18 tháng 03 năm 1634, du khách Bullen Reymes ghi lại trong nhật ký của mình chuyến đi cùng một nhóm bạn người Anh đến Napoli thăm Artemisia và Palmira (lúc này Palmira cũng là họa sĩ cùng mẹ), nhật ký thể hiện quý mến tiền bối. Mặt khác, theo nghiên cứu của Bernardo de 'Dominici, Artemisia tại Napoli có mối quan hệ với nhiều nghệ sĩ nổi tiếng, trong số đó quan trọng là Massimo Stanzione, một họa sĩ Baroque khác. Cả hai có sự nghiệp hợp tác nghệ thuật dựa trên một tình bạn thực sự và sự tương đồng phong cách hội họa. Công việc của Artemisia đã ảnh hưởng đến việc sử dụng màu sắc của Stanzione, điều này được thể hiện trong họa phẩm: Assumption of the Virgin, vẽ giai đoạn 1630 - 1635. Sử gia Bernardo de 'Dominici cho rằng: Stanzione đã học cách biên soạn sử từ Domenichino, nhưng đã học màu sắc từ Artemisia.
Ở Napoli, lần đầu tiên Artemisia bắt đầu thực hiện tạo các bức tranh trong một nhà thờ chính tòa, họa phẩm San Gennaro nell'anfiteatro di Pozzuoli (Saint Januarius trong hí trường Pozzuoli) ở Pozzuoli. Trong thời kỳ Napoli đầu tiên của mình, cô đã vẽ The Birth of Saint John the Baptist, giai đoạn 1633 - 1635, hiện lưu trữ tại Bảo tàng Prado, Madrid và Corisca e il satiro (Corisca and the Satyr), nay thuộc một bộ sưu tập tư nhân. Trong những bức tranh này, Artemisia một lần nữa thể hiện khả năng thích ứng với những điều mới lạ của thời kỳ và cách xử lý các đối tượng khác nhau, thay vì các hình ảnh Judith, Susanna, Bathsheba và Penitent Magdalenes thông thường mà cô đã biết đến trước đây. Nhiều bức tranh trong số này có sự hợp tác, ví dụ bức Bathsheba, được nhận định cho Artemisia, Codazzi và Gargiulo.

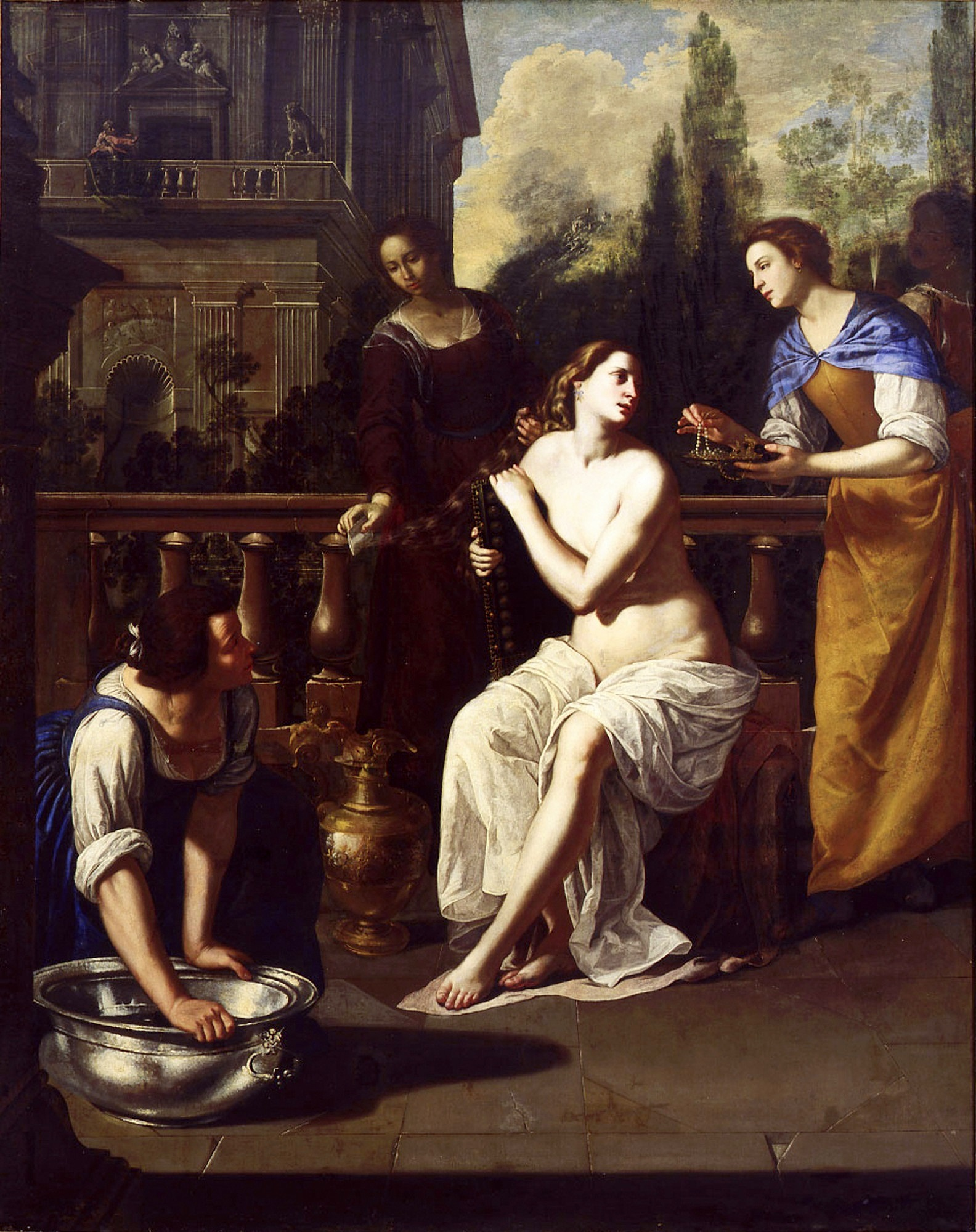
Họa phẩm: David and Bathsheba, vẽ năm 1636 - 1638, lưu trữ ở thành phố Columbus, Ohio. Kích cỡ 265,4x209,6 cm.

Năm 1638, Artemisia đã cùng cha đến London tại Cung điện Hampton Court, Charles I của Anh. Lúc này, Orazio trở thành họa sĩ quý tộc và nhận công việc quan trọng là trang trí trần nhà phúng dụ về Triumph of Peace and the Arts tại Cung điện Queen's House, Greenwich, xây dựng cho Vương hậu Henrietta Maria. Artemisia và cha lại làm việc cùng nhau một lần nữa, mặc dù việc giúp đỡ cha cô có lẽ không phải là lý do duy nhất của cô khi di chuyển tới tới London, bởi vì Charles I đã mời cô đến, điều này không thể từ chối. Vua Charles I là một nhà sưu tập họa phẩm đầy nhiệt tình, sẵn sàng chịu những lời chỉ trích vì chi tiêu tài chính cho nghệ thuật. Sự nổi tiếng của Artemisia khiến ông tò mò, và không phải ngẫu nhiên mà bộ sưu tập của ông bao gồm họa phẩm Self-Portrait as the Allegory of Painting, bức tranh chân dung của Artemisia vẽ chính bản thân mình.
Tháng 02 năm 1639, Orazio đột ngột qua đời, thọ 76 tuổi, được chôn cất tại khu Somerset, London. Artemisia thừa kế và tiếp nhận những điều mà cha cô để lại, gồm cả công việc ở London. Tuy vậy, không có họa phẩm nào của cô được xác định chắc chắn hoàn thành trong thời kỳ này. Năm 1642, Artemisia đã rời Anh, khi Nội chiến Anh mới bắt đầu. Thời gian tiếp theo, những thông tin về cuộc đời của cô dần dần ít đi. Các nhà sử học nhận định rằng vào năm 1649, cô lại trở về Napoli, thư tín với Don Antonio Ruffo ở Sicilia, họa sĩ đã trở thành người hỗ trợ của cô trong thời kỳ Napoli thứ hai này. Lá thư cuối cùng được biết đến của cô và cộng tác viên Ruffo vào năm 1650, nội dung nói rõ rằng cô vẫn còn hoạt động đầy đủ. Trong những năm cuối của hoạt động trong đời, Artemisia được biết đến rằng thường tạo các tác phẩm theo phong cách đại diện truyền thống về nữ tính trong những bức tranh của mình.
Những năm cuối cùng, Artemisia qua đời nhưng chưa xác định được thời điểm cụ thể. Nghiên cứu cho rằng cô mất năm 1652 hoặc 1653, tuy nhiên, nguồn bằng chứng hiện đại cho thấy cô vẫn tiếp tục làm việc trong năm 1654, mặc dù cô ngày càng phụ thuộc vào trợ lý của mình, Onofrio Palumbo. Một số nhà nghiên cứu khác thì lại suy đoán rằng cô đã chết trong bệnh dịch tàn khốc đã quét qua Napoli năm 1656 và gần như xóa sổ toàn bộ một thế hệ nghệ sĩ Napoli.
Thời kỳ Napoli và Anh là thời kỳ dài hơn 20 năm, cũng là khoảng thời gian cuối đời của Artemisia. Rất nhiều họa phẩm được tạo, trong đó có thể kể tới bốn bức Susanna and the Elders, một bức năm 1649, nay lưu trữ ở Bảo tàng Brno, Brno, Cộng hòa Česko, bức Virgin and Child with a Rosary, vẽ năm 1651, nay lưu trữ ở El Escorial, Tây Ban Nha, bức David and Bathsheba, vẽ giai đoạn 1636 - 1638, nay lưu trữ ở Bảo tàng Mỹ thuật Columbus, Ohio và bức Bathsheba, vẽ năm 1638 nay thuộc tài sản cá nhân ở Leipzig.
Năm 2020, bức học David with the Head of Goliath, được tái phát hiện ở London vào năm 2020, đã được nhà sử học nghệ thuật Gianni Papi xác định là tác phẩm trong thời kỳ London (1638 - 1642) của Artemisia, trong một bài báo đăng trên The Burlington Magazine.

## Phong cách nghệ thuật

### Điểm quan trọng

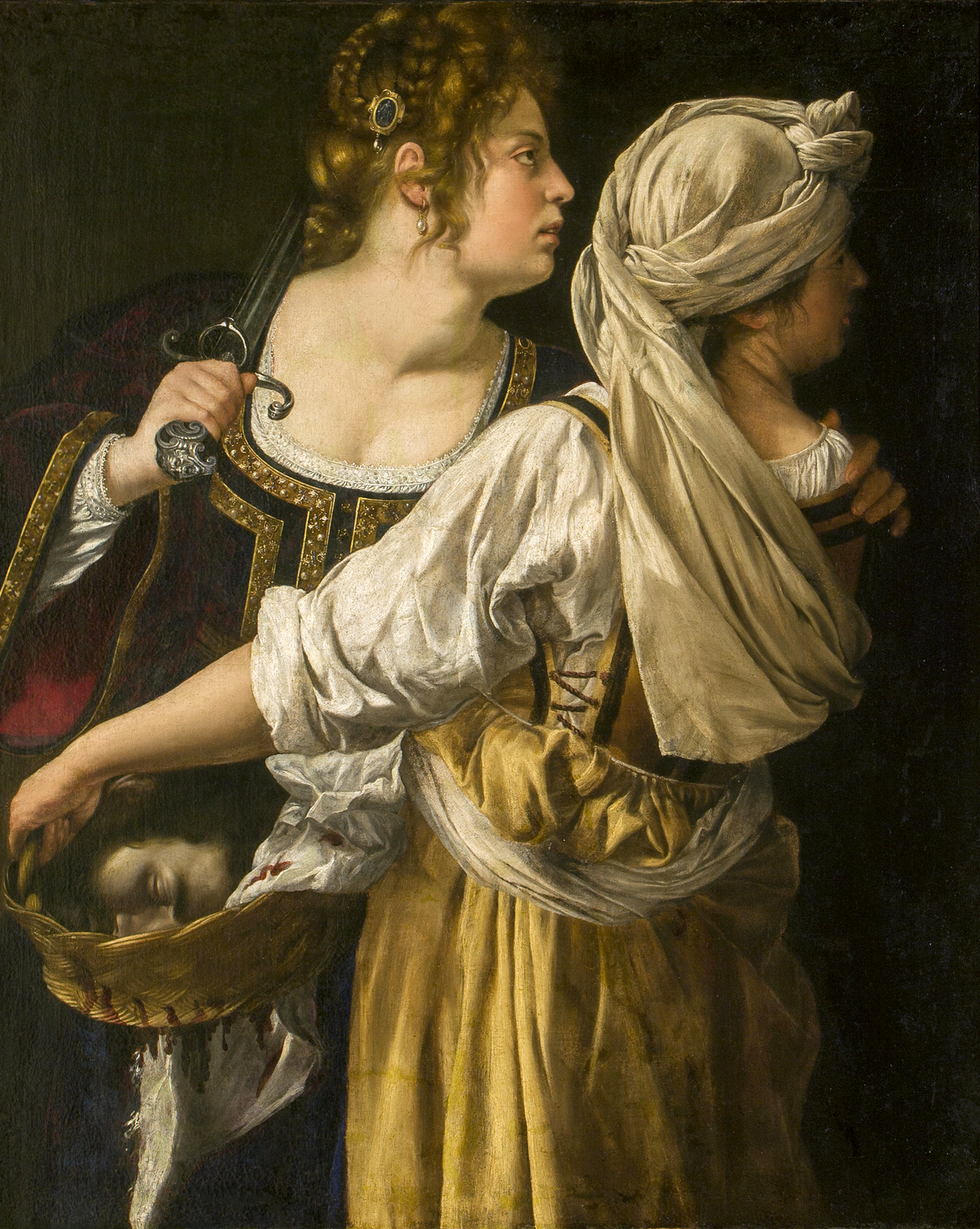
Họa phẩm: Judith and her Maidservant, vẽ giai đoạn 1618 - 1619, hiện lưu trữ ở Cung điện Pitti, Firenze. Kích cỡ 114x93,5 cm.

Sau khi Artemisia qua đời, thời cận đại, hiện đại có nhiều nghiên cứu về phong cách của cô. Bài viết nghiên cứu Gentileschi, padre e figlia (1916) của Roberto Longhi, một nhà phê bình người Ý, đã đánh giá Artemisia là: người phụ nữ duy nhất ở Ý am hiểu về hội họa, tô màu, vẽ và các nguyên tắc cơ bản khác. Longhi cũng đã viết về các họa phẩm, lấy Judith Slaying Holofernes làm hình ảnh đại diện, rằng: có khoảng năm mươi bảy tác phẩm của Artemisia Gentileschi và 94% (bốn mươi chín tác phẩm) lấy phụ nữ là nhân vật chính hoặc ngang hàng với đàn ông. Các tác phẩm đó có thể kể tới Jael and Sisera, Judith and her Maidservant, và Esther. Các hình tượng nhân vật nữ này được cố tình thể hiện thiếu những đặc điểm nữ tính như rập khuôn, nhạy cảm, nhút nhát và yếu đuối, thay vào đó bằng tính cách can đảm, nổi loạn và mạnh mẽ. Và nay, những nhân vật đó được xếp vào nhóm Sức mạnh phái nữ (Power of Women). Tương tự, các nhà phê bình thế kỷ XIX đã bình luận về bức tranh Magdalene của Artemisia, rằng: không ai có thể tưởng tượng rằng đó là công việc của một người phụ nữ. Việc cọ vẽ rất táo bạo và chắc chắn, không chút rụt rè nào. Bên cạnh đó, theo quan điểm của sử gia Ward Bissell, Artemisia đã nhận thức rõ cái cách mà đàn ông nhìn nhận phụ nữ và nghệ sĩ phái nữ thời đó, đây chính là lý do tại sao các tác phẩm của cô khi bắt đầu sự nghiệp lại rất táo bạo và thách thức.
Longhi đã viết:
Ai có thể nghĩ rằng trên thực tế qua một tờ giấy trắng, vụ thảm sát tàn bạo và khủng khiếp có thể xảy ra [...] nhưng, hoàn toàn tự nhiên khi nói rằng: đây là một người phụ nữ khủng khiếp! Một người phụ nữ đã vẽ tất cả những thứ này? Không có gì tàn bạo ở đây, thay vào đó, điều gây ấn tượng nhất là sự bất khả xâm phạm của họa sĩ, lớp người có thể nhận thấy như thế nào là máu, bứt phá cùng bạo lực, có thể trang hoàng bứt phá trung tâm bằng hai giọt nước! Thật đáng kinh ngạc điều tôi đã nói! Và cũng xin vui lòng gửi bà Schiattesi, tên vợ chồng của Artemisia, cái cơ hội để chọn lấy chuôi kiếm! Cuối cùng, bạn có nghĩ rằng mục đích duy nhất của Giuditta là đứng cách xa để tránh máu có thể làm vấy bẩn trang phục của cô ấy không? Dù sao, chúng tôi nghĩ rằng đó là một chiếc váy của nhà Gentileschi, tủ quần áo tốt nhất ở châu Âu trong suốt năm 1600, sau Van Dyck.

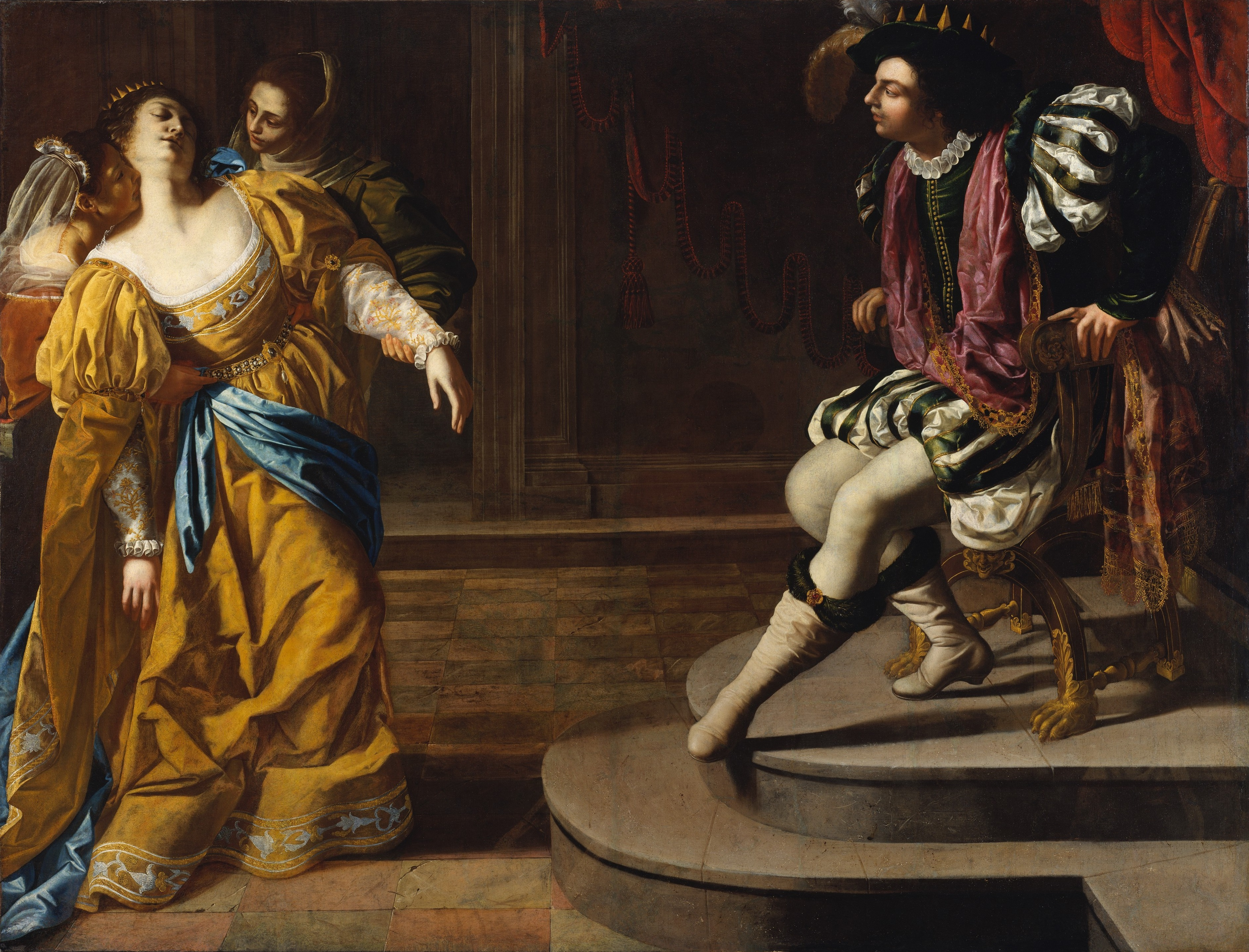
Họa phẩm: Esther before Ahasuerus, vẽ giai đoạn 1628 - 1635, hiện lưu trữ tại Viện bảo tàng Mỹ thuật Metropolitan. Kích cỡ 208,3x273,7 cm.

Bởi vì Artemisia đã nhiều lần tập trung vào các vấn đề mạnh mẽ như Judith and Holofernes, một lý thuyết báo thù vị bị đàn áp đã được đưa ra. Tuy nhiên, một số nhà sử học nghệ thuật cho rằng cô đã khéo léo lợi dụng sự nổi tiếng của mình từ phiên tòa cưỡng hiếp để phục vụ cho một thị trường thích hợp trong nghệ thuật thống trị phụ nữ, bị chi phối tình dục cho các khách hàng nam. Thời hiện đại, những nghiên cứu đối với chủ đề nữ quyền làm tăng sự thu hút tìm hiểu về Artemisia Gentileschi, nhấn mạnh đến các vấn đề cuộc đời của cô, như từng chịu sự hãm hiếp và ngược đãi, sự bứt phá sức mạnh biểu cảm của các bức tranh về nữ anh hùng trong Kinh Thánh, trong đó phụ nữ được hiểu là sẵn sàng thể hiện sự nổi loạn chống lại tình trạng khổ sở của họ. Trong một bài viết nghiên cứu từ danh mục của triển lãm Orazio e Artemisia Gentileschi, diễn ra ở Roma rồi New York năm 2001, nhà phê bình Judith W. Mann nhận định quan điểm nữ quyền của Artemisia, phát hiện ra rằng những khuôn mẫu cũ của Artemisia về tình dục vô đạo đức đã được thay thế bởi các khuôn mẫu mới được thiết lập tại những bài đọc về nữ quyền trong các bức tranh của Artemisia:
Không phủ nhận rằng khía cạnh tình dục và giới tính tạo ra các nội dung diễn giải cho việc nghiên cứu hình ảnh nghệ thuật của Artemisia, chúng tôi tự hỏi liệu việc sử dụng các bài đọc về giới tính có tạo ra một kỳ vọng quá hẹp hay không. Với nền tảng chuyên khảo của Garrard, nền tảng nhận định bởi R. Ward Bissell trong Catalogue raisonné của ông, có thể chắc chắn giả định rằng: sức mạnh về sự sáng tạo của Artemisia xuất hiện trong việc miêu tả những người phụ nữ mạnh mẽ, quyết đoán, rằng cô không tham gia vào chuỗi các hình ảnh tôn giáo thông thường như Maria trong nghệ thuật hoặc Thiên sứ truyền tin cho Maria, và cô từ chối đưa ra lời giải thích cá nhân của mình cho câu hỏi phù hợp với thị hiếu của khách hàng phái nam. Khuôn mẫu này đã hạn việc các học giả đặt câu hỏi về vấn đề quy kết các hình ảnh không phù hợp với mô hình chung cũng như việc đánh giá thấp hơn những hình ảnh không phù hợp với khuôn mẫu.
Có một đánh giá khác cho rằng, Artemisia đã tạo ra dạng hình tượng, lý thuyết về báo thù, dựa trên phiên bản họa phẩm về vấn đề bạo lực như Judith chặt đầu Holofernes được thực hiện. Tuy nhiên, một số nhà sử học nghệ thuật khác cho rằng cô đã khéo léo vận dụng sự nổi tiếng của mình từ phiên tòa xét xử cưỡng hiếp thời trẻ, tiếp cận với thị trường về nội dung sức mạnh của phái nữ cho khách hàng phái nam.

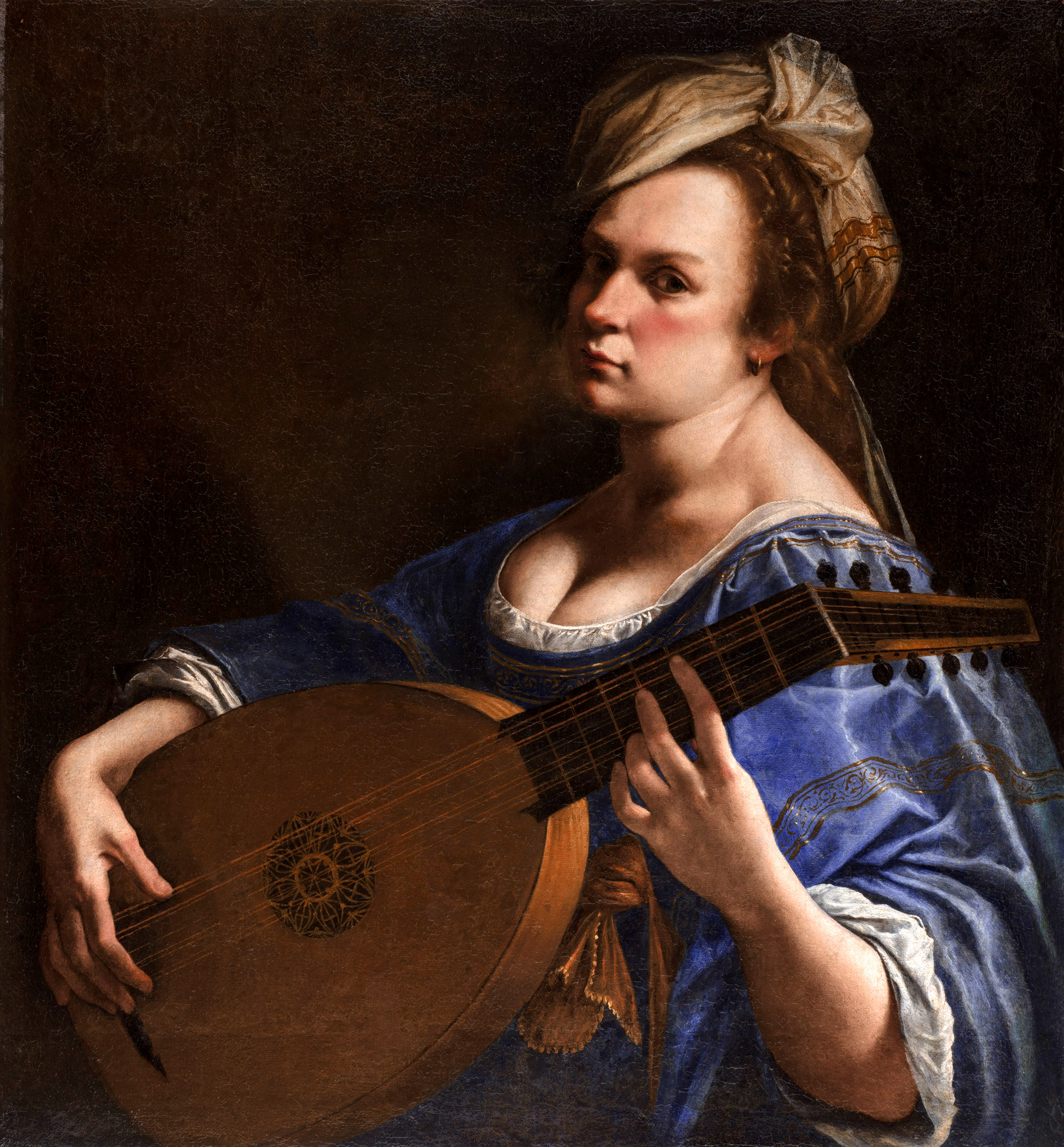
Họa phẩm: Self-Portrait as a Lute Player, chân dung Artemisia với đàn Lute trong thời Firenze, vẽ giai đoạn 1615 - 1617.

Gần đây, các nhà phê bình bắt đầu tái hiện lại, nghiên cứu lại sâu sắc hơn về tự nghiệp, bối cách môi trường nghệ thuật với các họa sĩ thời kỳ đó, dựa trên toàn bộ danh mục họa phẩm, công việc của Gentileschi để hiểu rõ Gentileschi. Sự khẳng định khôi phục lại Artemisia như một nghệ sĩ chiến đấu với quyết tâm sử dụng vũ khí nhân cách và phẩm chất nghệ thuật của mình để chống lại những định kiến thể hiện đối với các họa sĩ nữ, thể hiện bản thân một cách mạnh mẽ trong cộng động của các họa sĩ, cô được kính trọng nhất thời bấy giờ, giữ lấy một loạt các thể loại hình ảnh phong phú và đa dạng hơn so với các bức tranh của cô.

### Quan điểm nữ quyền
Chủ nghĩa nữ quyền bắt đầu chú trọng vào Artemisia Gentileschi từ những năm 1970, khi nhà sử học nghệ thuật nữ quyền Linda Nochlin xuất bản một bài báo có tựa đề Why Have There Been No Great Women Artists? trong đó câu hỏi đã được mổ xẻ và phân tích. Bài báo tìm hiểu định nghĩa về những nghệ sĩ vĩ đại và cho rằng không hề thiếu nữ nghệ sĩ tài năng, chỉ là bởi thể chế áp bức đã ngăn phụ nữ đạt được mức độ công nhận tương tự mà đàn ông nhận được trong nghệ thuật và các lĩnh vực cạnh đó. Nochlin nói rằng, các nghiên cứu về Artemisia và nữ nghệ sĩ khác đáng để nỗ lực trong việc nhấn mạnh kiến thức về thành tựu của phụ nữ và về lịch sử nghệ thuật nói chung. Theo lời tựa của Douglas Druick trong cuốn sách Violence & Virtue: Artemisia's Judith Slaying Holofernes của Eve Straussman-Pflanzer, viết: bài báo của Nochlin đã thúc đẩy các học giả nỗ lực nhiều hơn để đưa hình ảnh các nữ nghệ sĩ vào nguồn cội lịch sử nghệ thuật, văn hóa.
Artemisia và các họa phẩm của cô đã trở thành chủ đề trọng tâm một lần nữa. Ban đầu rất ít, chỉ một số bài báo như Gentileschi padre e figlia (Gentileschi, cha và con gái) vào năm 1916 của Longhi, bài báo Artemisia Gentileschi - A New Documented Chronology của R. Ward Bissell năm 1968. Khi Artemisia và các tác phẩm của cô bắt đầu thu hút sự chú ý mới của các nhà nữ quyền, sử gia nghệ thuật, đã có nhiều tài liệu về cô, gồm cả tưởng tượng và tiểu sử được xuất bản. Một bản tường thuật hư cấu về cuộc đời của cô được xuất bản năm 1947 bởi Anna Banti, vợ của Roberto Longhi. Bản tưởng tượng này vừa được đón nhận bởi các nhà phê bình văn học, lại vừa nhận chỉ trích bởi các nhà nữ quyền, đặc biệt là Laura Benedetti, cho rằng đã quá khoan dung về tính chính xác trong lịch sử. Bản tường thuật đầy đủ, thực tế đầu tiên về cuộc đời của Artemisia là The Image of the Female Hero in Italian Baroque Art, được xuất bản năm 1989 bởi Mary Garrard, một nhà sử học nghệ thuật nữ quyền. Sau đó, Garrard đã xuất bản một cuốn sách thứ hai có tựa đề là Artemisia Gentileschi around 1622: The Shaping and Reshaping of an Artistic Identity vào năm 2001, nội dung khám phá tác phẩm và bản sắc của nghệ sĩ. Garrard đã nhấn mạnh rằng những phân tích về các họa phẩm của Artemisia thiếu sự tập trung và phân loại ổn định bên ngoài một người phụ nữ.

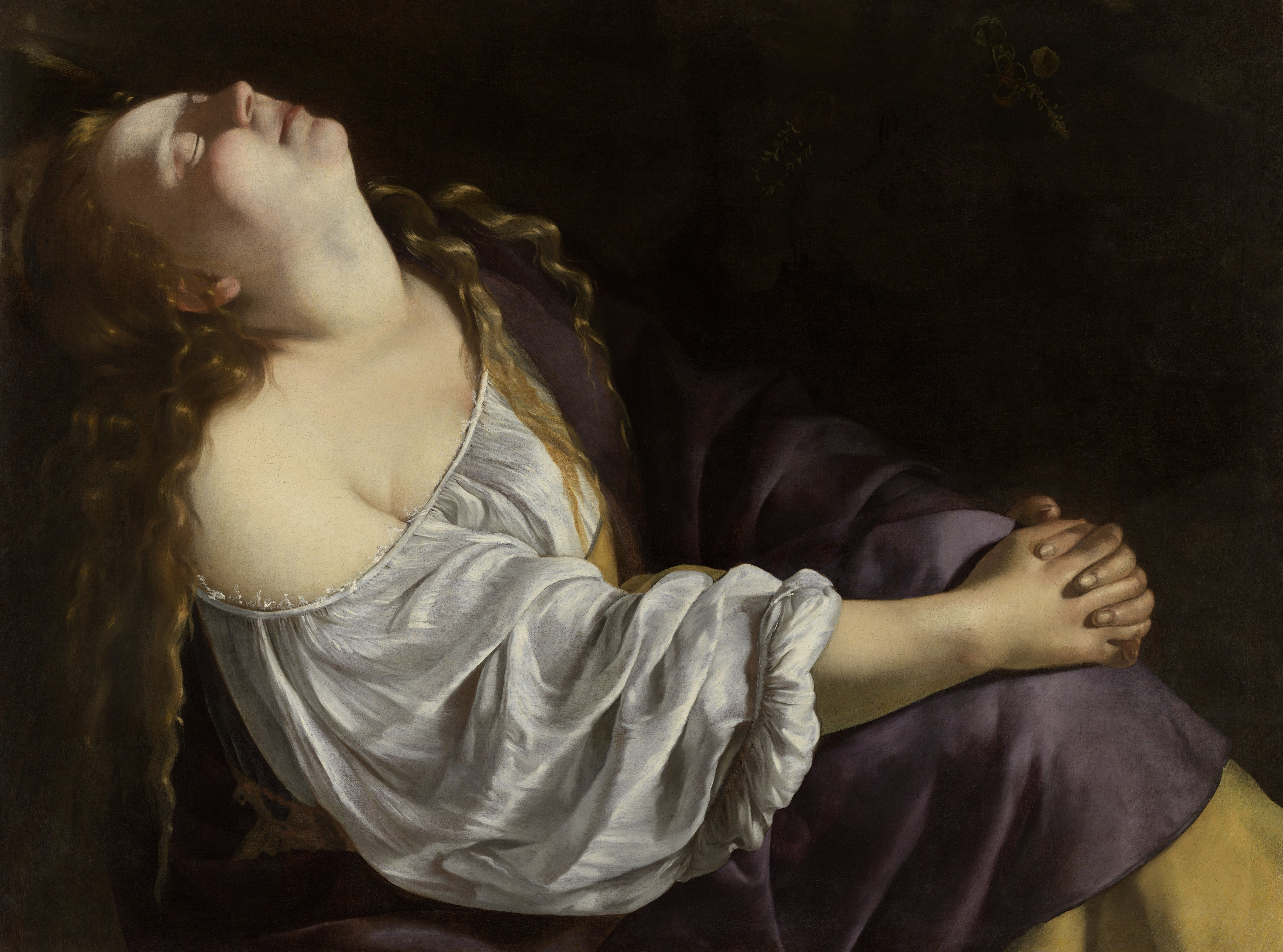
Họa phẩm: Mary Magdalene in Ecstasy, vẽ năm 1920, nay là tài sản cá nhân. Kích cỡ 81x105 cm.

Artemisia được biết đến bởi hình ảnh cô trong các đối tượng của nhóm Sức mạnh phái nữ, chẳng hạn như các phiên bản Judith Slaying Holofernes của cô. Cô cũng được biết đến bởi phiên tòa xét xử cưỡng hiếp mà cô tham gia. Học giả Griselda Pollock đã lập luận rằng đây không may trở thành một khía cảnh đã được dùng để giải thích lặp đi lặp lại tác phẩm của cô. Trong văn hóa đại chúng, mặc dù cô được các nhà sử học nghệ thuật ngưỡng mộ. Đối với họa phẩm Judith Slaying Holofernes, đây không phải là một chủ đề để trả thù, mà là một câu chuyện về lòng can đảm chính trị, tính đoàn kết của những người phụ nữ để ám sát kẻ thù táo bạo trong tình huống chiến tranh. Pollock cho rằng, điểm quan trọng nằm ở ý nghĩa sâu sắc của các bức tranh chứ không phải chủ nghĩa giật gân bên ngoài, chẳng hạn như những mất mát và khó khăn thời thơ ấu của cô đã làm ảnh hưởng cuộc đời như cái chết của Cleopatra. Pollock cũng lập luận rằng thành công của Gentileschi trong thế kỷ XVII chính là những bức tranh của cô vẽ cho các khách hàng quen thuộc, thường miêu tả các chủ đề họ chọn. Pollock đặt mục tiêu sự nghiệp của Gentileschi trong bối cảnh lịch sử của những câu chuyện đầy kịch tính về nữ anh hùng từ Kinh Thánh cũng như nguồn cổ điển.

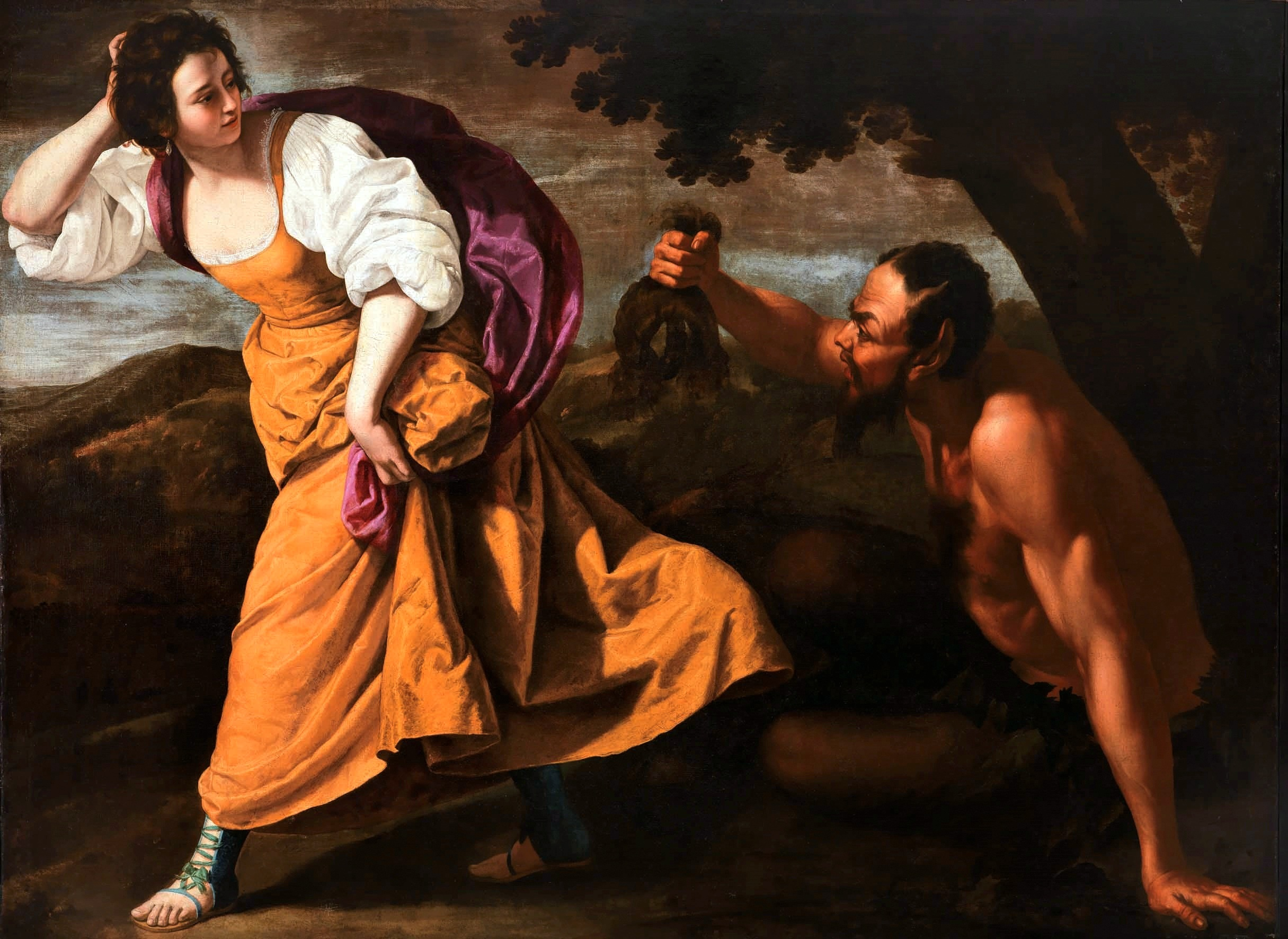
Họa phẩm: Corisca and the Satyr, vẽ giai đoạn 1630, nay là tài sản cá nhân. Kích cỡ 155x210 cm.

Trong một suy nghĩ tiêu cực hơn, giáo sư người Mỹ Camille Paglia đã lập luận rằng mối bận tâm nữ quyền hiện đại với Artemisia là sai lầm và những thành tựu của cô đã bị cường điệu hóa: Artemisia Gentileschi chỉ đơn giản đánh bóng, là một họa sĩ tài năng theo phong cách Baroque do đàn ông tạo ra. Artemisia đã làm việc tại Roma, Firenze, Venezia, Napoli và London, với những tiếng vang trong xã hội châu Âu.
Văn học nữ quyền có xu hướng xoay quanh sự kiện cưỡng hiếp của Artemisia, phần lớn miêu tả cô là một người sống sót đau thương nhưng cao quý mà công việc trở nên đặc trưng bởi tình dục và bạo lực do trải nghiệm của cô. Pollock (2006) đã giải thích bộ phim Artemisia của đạo diễn Agnès Merlet là một ví dụ điển hình về tính bất lực của văn hóa đại chúng khi nhìn vào sự nghiệp đáng chú ý của họa sĩ trong nhiều thập kỷ.
Các học giả nữ quyền cho rằng Gentileschi có lập trường chống lại định kiến về sự phục tùng của phụ nữ. Một ví dụ về biểu tượng này xuất hiện trong họa phẩm Corisca and the Satyr của Gentileschi, vẽ giai đoạn 1630 đến 1635. Trong bức tranh, một nữ thần chạy trốn khỏi kẻ tử thần. Các satyr cố gắng vồ lấy nữ thần bằng tóc của mình, nhưng thực tế tóc là tóc giả. Ở đây, Gentileschi mô tả nữ thần thông minh và tích cực chống lại sự tấn công mạnh mẽ của satyr.

## Thời kỳ đương đại

### Nữ họa sĩ đương đại

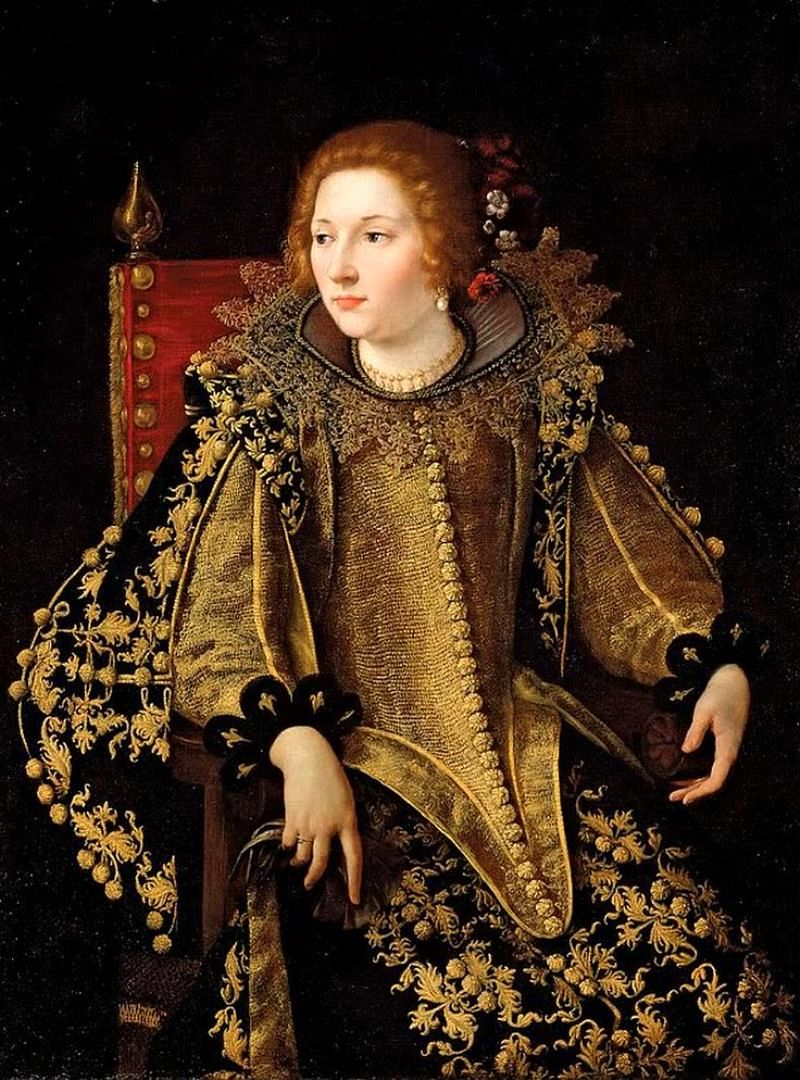
Họa phẩm: Ritratto di una donna seduta, vẽ những năm 1620, chân dung quý tộc người Tây Ban Nha. Nay thuộc bộ sưu tập cá nhân. Kích cỡ: 128,3x95,9 cm.

Đối với những người phụ nữ vào đầu thế kỷ XVII, Artemisia là họa sĩ đại diện cho hình tượng không phổ biến, khó khăn, nhưng không phải là ngoại lệ. Artemisia đã được nhận định: cô là một nữ nghệ sĩ đại diện cho mối quan hệ của phụ nữ với nghệ thuật. Điều này phần nào thể hiện qua bức chân dung tự họa của cô, Self Portrait as La Pittura, thể hiện Artemisia như một thi nhân, hiện thân biểu tượng của nghệ thuật và là một nghệ sĩ chuyên nghiệp. Trước Artemisia, từ cuối 1500 đến đầu 1600, có những họa sĩ nữ khác đã sự nghiệp thành công, bao gồm Sofonisba Anguissola (sinh tại Cremona vào khoảng năm 1530), Fede Galizia (sinh ra ở Milano hoặc Trento năm 1578) với bức tranh Judith with the Head of Holofernes.
Họa sĩ Baroque người Ý Elisabetta Sirani là một nữ họa sĩ khác sống trong cùng khoảng thời gian này. Bức tranh Allergory Painting of Clio của Sirani có chung tông màu với tác phẩm của Artemisia. Sirani nổi tiếng trong một khoảng thời gian ngắn, nhưng đã được công nhận.
Thời đó, các nữ họa sĩ phụ nữ khác cũng bắt đầu sự nghiệp của họ trong khi Artemisia còn sống. Đánh giá của Longhi rằng Artemisia là người phụ nữ duy nhất ở Ý từng biết về hội họa rõ ràng là sai. Nhưng không còn nghi ngờ gì nữa, Artemisia là một trong những nữ nghệ sĩ được đánh giá cao nhất thế giới, một trong số các họa sĩ Baroque vĩ đại.

### Văn hóa đại chúng
Nhà văn đầu tiên viết tiểu thuyết có xoay quanh Artemisia là George Eliot với tác phẩm Romola (1862 - 1863), với những nét khía cạnh từ cuộc đời của cô, thời ở Firenze, mang nhiều tính thêu dệt. Cuốn sách tiếp theo và chân thực hân về cuộc đời Gentileschi là cuốn Artemisia của Anna Banti. Tác phẩm này được viết dưới dạng nhật ký mở, gồm các đoạn hội thoại tưởng tượng với Artemisia.
Gentileschi là một trong những nhân vật phụ nữ chính của tác phẩm nghệ thuật sắp đặt The Dinner Party của Judy Chicago, triển lãm năm 1979.
Bức tranh của cô, Judith Beheading Holofernes được nhắc đến trong vở kịch The Heidi Chronicles (1988) của Wendy Wasserstein. Trong vở kịch này, nhân vật chính là Heidi, giảng dạy họa phẩm của Artemisia này như một phần khóa học lịch sử nghệ thuật về các nữ họa sĩ. Cuối vở kịch, Heidi nhận nuôi một cô gái, đặt tên là Judy, một phần liên tưởng tới họa phẩm. Vở kịch The Heidi Chronicles (1988), chiến thắng Giải Pulitzer cho kịch, Kịch hay nhất của Giải Tony năm 1989.
Nhà viết kịch người Canada Sally Clark đã viết một số vở kịch sân khấu dựa trên các sự việc trong vụ bị hãm hiếp của Artemisia. Vở kịch Life Without Instruction diễn ở Sân khấu Nightwood năm 1988, được công chiếu tại Sân khấu Plus Toronto vào ngày 02 tháng 08 năm 1991.
Chương trình ngắn tập Painted Lady (1997) với diễn viên chính Helen Mirren tái hiện cuộc đời Artemisia và họa phẩm Judith Slaying Holofernes.
Bộ phim Artemisia (phim) năm 1997, bởi đạo diễn Agnès Merlet, về cuộc đời Artemisia, đặc biệt là vai trò họa sĩ chuyên nghiệp, mối quan hệ với Tassi và phiên tòa. Merlet đã chuyển bộ phim theo nội dung mối quan hệ giữa Artemisia và Tassi mang tính tình yêu, Artemisia đã phủ nhận việc bị hãm hiếp trong lúc tra tấn còn Tassi thú nhận việc hãm hiếp để chấm dứt sự dằn vặt của Artemisia. Bộ phim tạo nên làn sóng đầy tranh cãi khi được khởi chiếu.
Nhà văn Mỹ Susan Vreeland đã xuất bản The Passion of Artemisia (2002), tiểu thuyết tiểu sử xoay quanh cuộc đời của Artemisia.
Cô hiện diện trong chương trình lịch sử 1632 series của tác giả Eric Flint, được đề cập trong cuốn 1634: The Galileo Affair (2004), 1635: The Dreeson Incident (2008).
Tiểu thuyết Maestra (2016) của nhà văn Lisa Hilton đề cập về Artemisia như là một nguồn tham chiếu cho nhân vật chính trong các tác phẩm của cô. Tiểu thuyết Salem's Cipher (2016) của Jessica Lourey đề cập về họa phẩm Judith Beheading Holofernes. Vở kịch Blood Water Paint về Artemisia được chuyển thể thành tiểu thuyết Blood Water Paint (2017) của nhà văn Joy McCullough. Vở kịch đã được trình diễn tại Seattle vào năm 2015 và 2019.
Một tập của chuỗi phim tội phạm truyền hình Anh là Endeavour (2018) mô tả một loạt các vụ giết người lấy cảm hứng từ những bức tranh Kinh Thánh của Gentileschi về những người phụ nữ báo thù đàn ông làm hại hoặc lạm dụng họ.
Vở opera mang tên Artemisia, với âm nhạc của Laura Schwendinger, lời văn của Ginger Strand, được trình diễn tại Nhà nguyện St. Paul, New York với đạo diện Christopher Alden, nhạc trưởng Lidiya Yankovskaya, ngày 07 và 09 tháng 03 năm 2019, tại San Francisco bởi Đoàn nhạc kịch Left Coast, ngày 01 và 02 tháng 06 năm 2019.
Vở kịch It's True, It's True, It's True (2018) là một vở kịch bắt nguồn từ phiên tòa trong đời Artemisia, được dịch từ tiếng Latinh và tiếng Ý sang tiếng Anh đàm thoại, và lần đầu tiên được trình diễn tại Lễ hội Fringe Edinburgh, đã giành giải thưởng The Stage Edinburgh và giải thưởng Fringe First. Sau khi lưu diễn ở Anh, vở kịch đã được phát trên BBC Four vào ngày 09 tháng 02 năm 2020 và trên BBC iPlayer cho đến ngày 11 tháng 03 năm 2020.
Ngày 08 tháng 07 năm 2020, Google tổ chức sự kiện chúc mừng sinh nhật năm thứ 427 nữ họa sĩ Artemisia Gentileschi tại Google Doodle, với dòng chữ: Buon compleanno!. Liên kết Google này được đăng tải tại internet của các nước: Deutschland, Australia, Italia, New Zealand, Ελλάδα, Österreich, Lietuva, Dominica, Venezuela, Colombia, Nicaragua, Honduras, Costa Rica, Panama, Ecuador, Guatemala, El Salvador, България, Ísland, Peru, Chile, Argentina.

## Họa phẩm Artemisia Gentileschi

### Thời niên thiếu

Các họa phẩm thời kỳ đầu của Artemisia, trước năm 1614 đầy tính đặc sắc
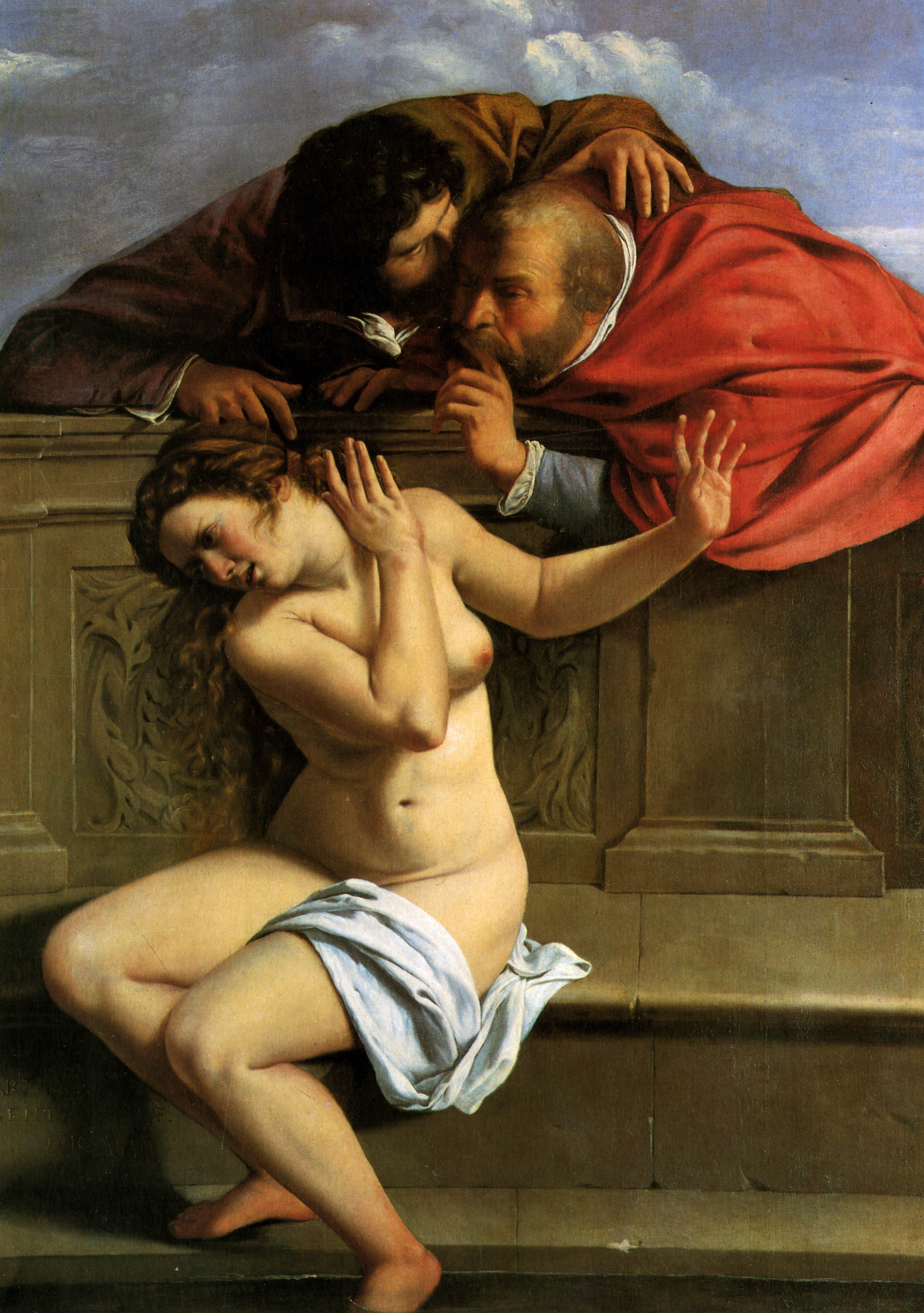
Susanna and the Elders 1610 - 1611 Weißenstein, Bamberg 170x119 cm. nr: 191 MET (51), WB (2)
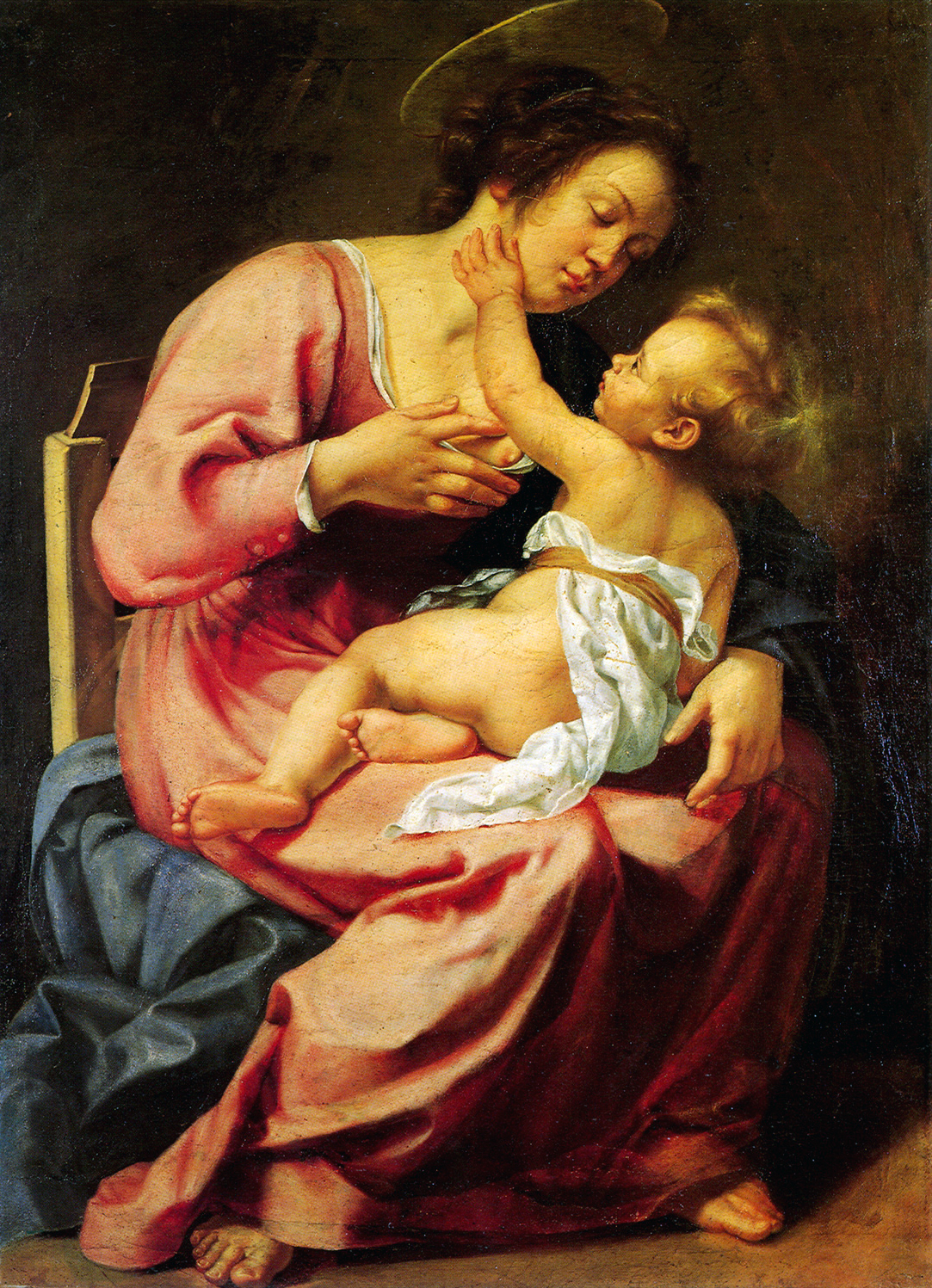
Mẹ và con 1610 - 1611 Galleria Spada, Roma 116,5x86,5 cm. nr: 166 MET (52), WB (X-19)
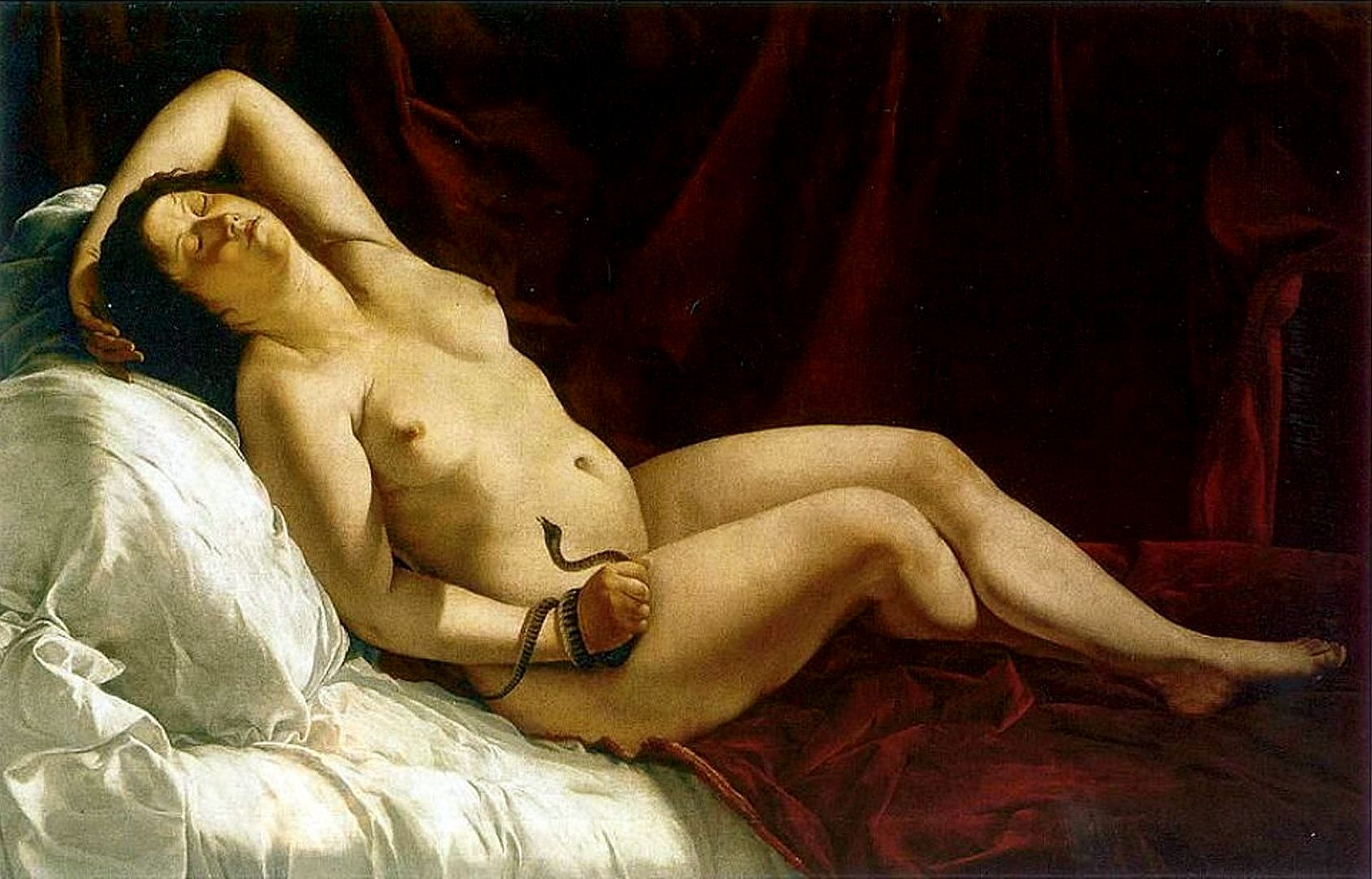
Cleopatra 1611 - 1612 Bộ sưu tập cá nhân 118x181 cm MET (53), WB (X-6)
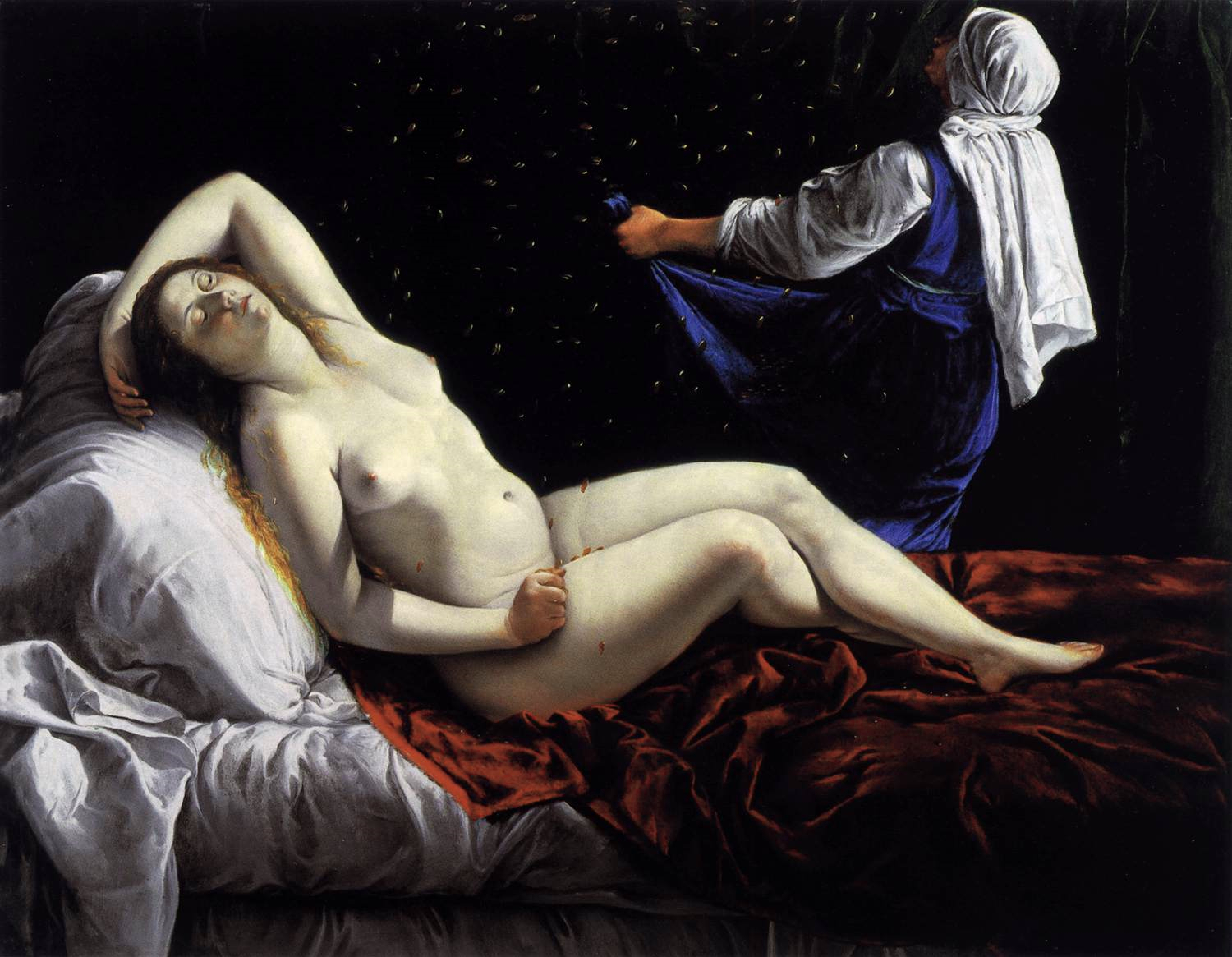
Danae 1612 St Louis Museum 40,5x52,5 cm NR: 93:1986 MET (54), WB (X-7)
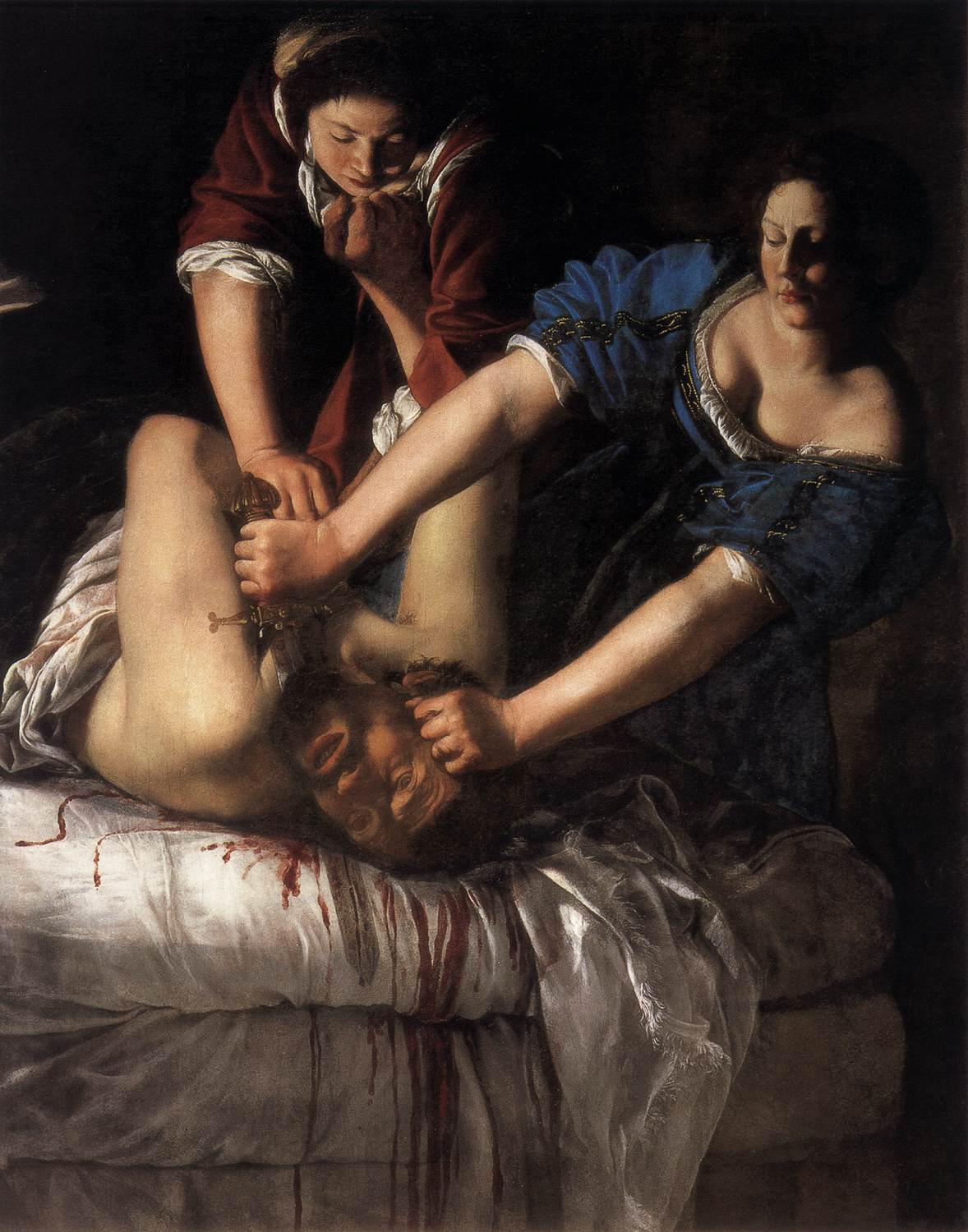
Judith Slaying Holofernes 1611 - 1612 Bảo tàng Capodimonte 158,8 x 125,5 cm. MET (55), WB (4)

- Susanna and the Elders
Thời gian vẽ 1610 - 1611
Nơi lưu trữ Weißenstein, Bamberg
Kích cỡ 170x119 cm.
nr: 191
Catalogue MET (51), WB (2)
- Mẹ và con
Thời gian vẽ 1610 - 1611
Nơi lưu trữ Galleria Spada, Roma
Kích cỡ 116,5x86,5 cm.
nr: 166
Catalogue MET (52), WB (X-19)
- Cleopatra
Thời gian vẽ 1611 - 1612
Nơi lưu trữ Bộ sưu tập cá nhân
Kích cỡ 118x181 cm
Catalogue MET (53), WB (X-6)
- Danae
Thời gian vẽ 1612
Nơi lưu trữ St Louis Museum
Kích cỡ 40,5x52,5 cm
NR: 93:1986
Catalogue MET (54), WB (X-7)
- Judith Slaying Holofernes
Thời gian vẽ 1611 - 1612
Nơi lưu trữ Bảo tàng Capodimonte
Kích cỡ 158,8 x 125,5 cm.
Catalogue MET (55), WB (4)

### Họa phẩm thời Firenze 1614 - 1620

Họa phẩm thời Firenze cùng chồng, chăm sóc con gái
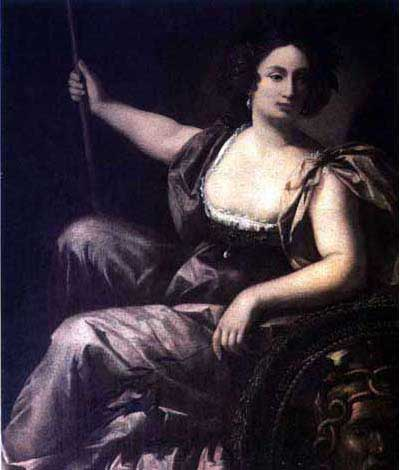
Minerva (Wisdom) Thời gian vẽ 1615 hoặc 1640 Nơi lưu trữ Uffizi Kích cỡ 131x103 cm
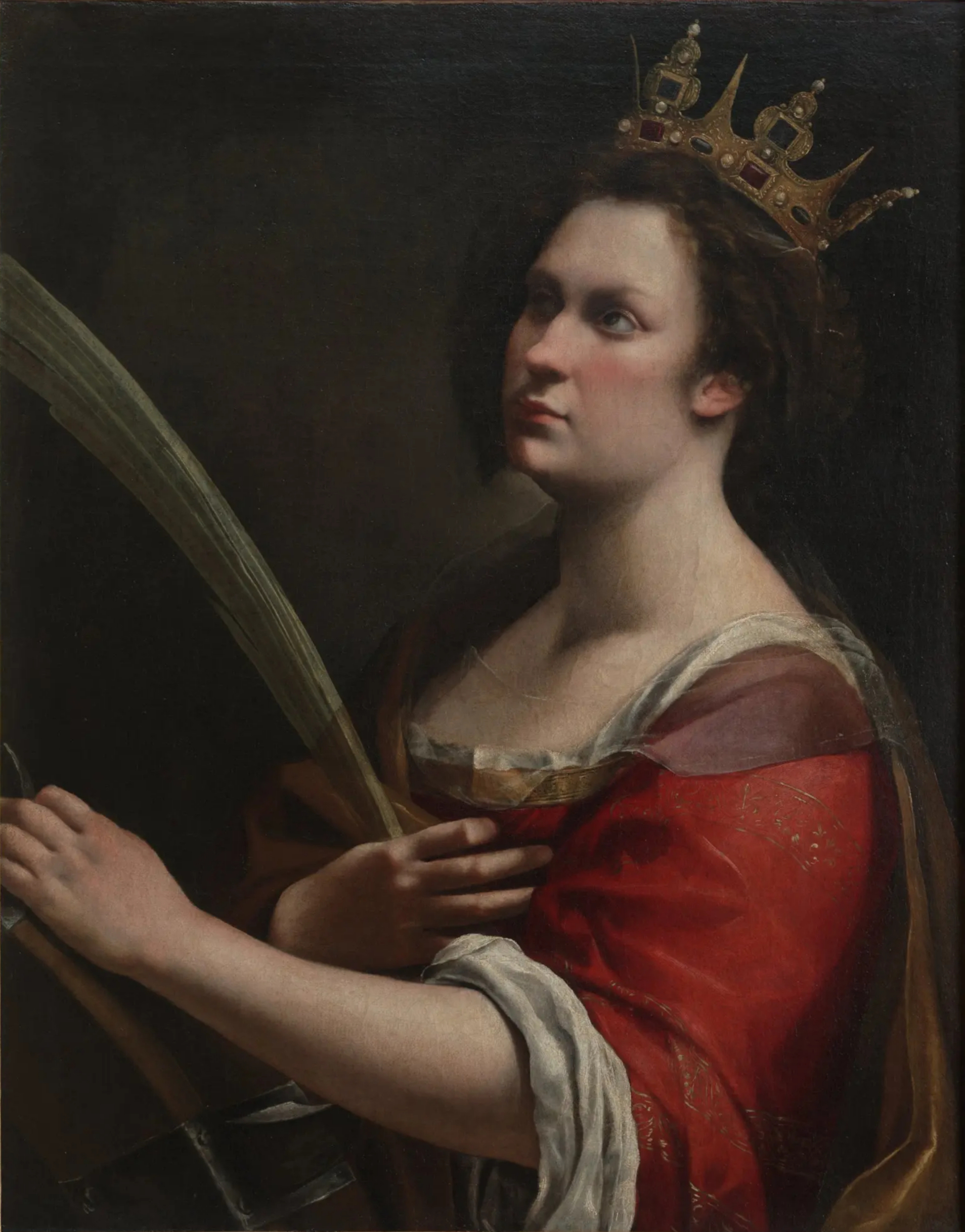
Saint Catherine of Alexandria Thời gian vẽ 1615, 1618 - 1619 Nơi lưu trữ Uffizi Kích cỡ 77x62 cm
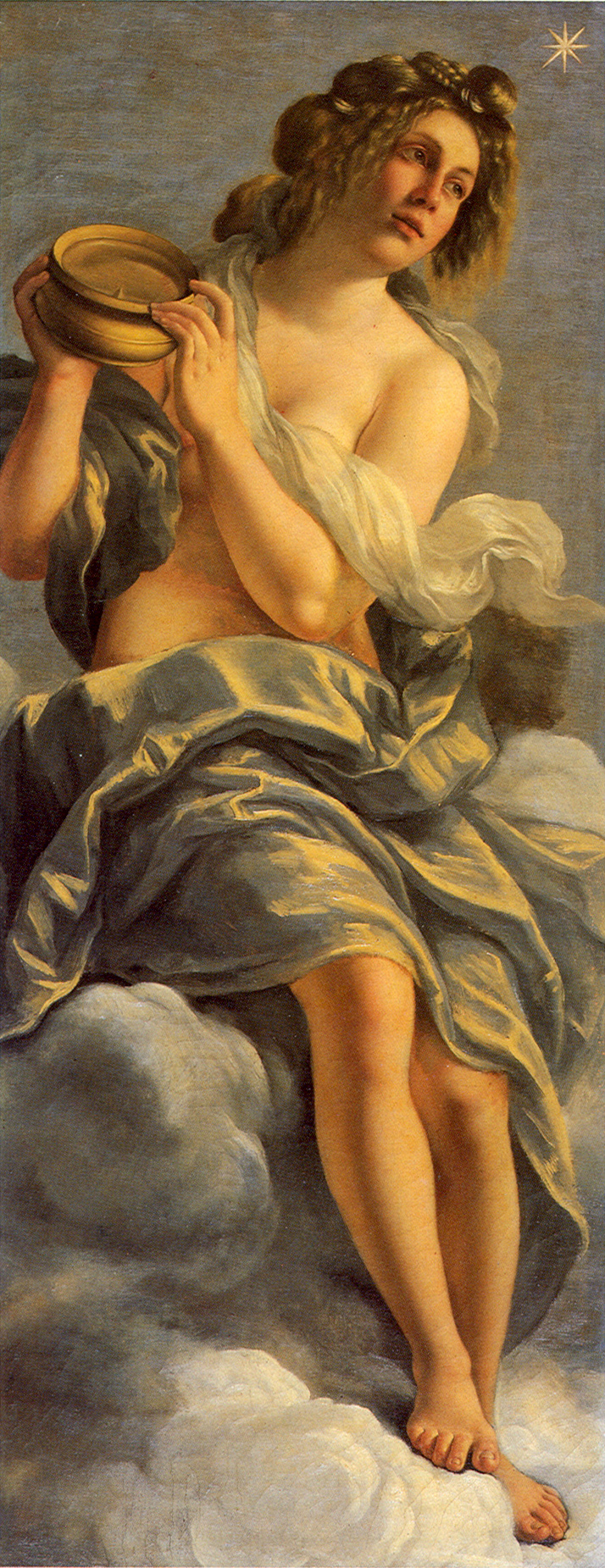
Allegory of Inclination 1615 Casa Buonarroti 152×61 cm MET (Figure 110.), WB (8)
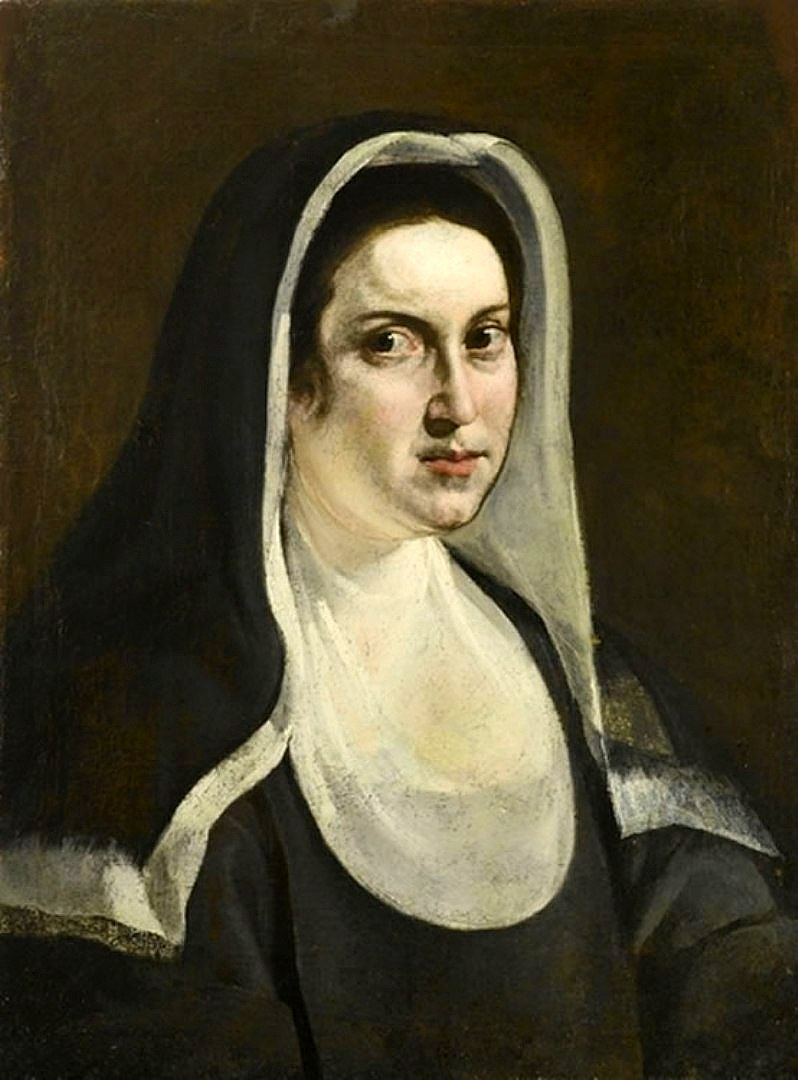
Portrait of a Nun 1613 - 1618 Bộ sưu tập cá nhân 70x52,5 cm MET (Figure 114.)
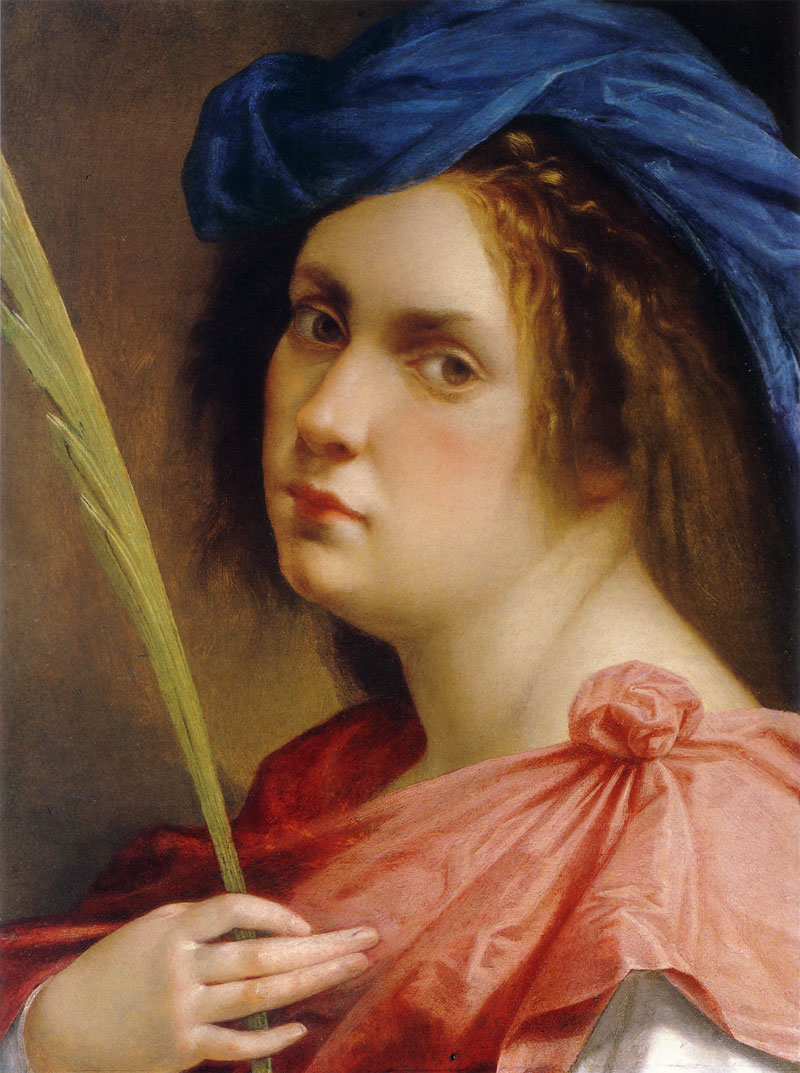
Self-Portrait as a Female Martyr 1615 Bộ sưu tập cá nhân 32x24,7 cm MET (56), WB (7)
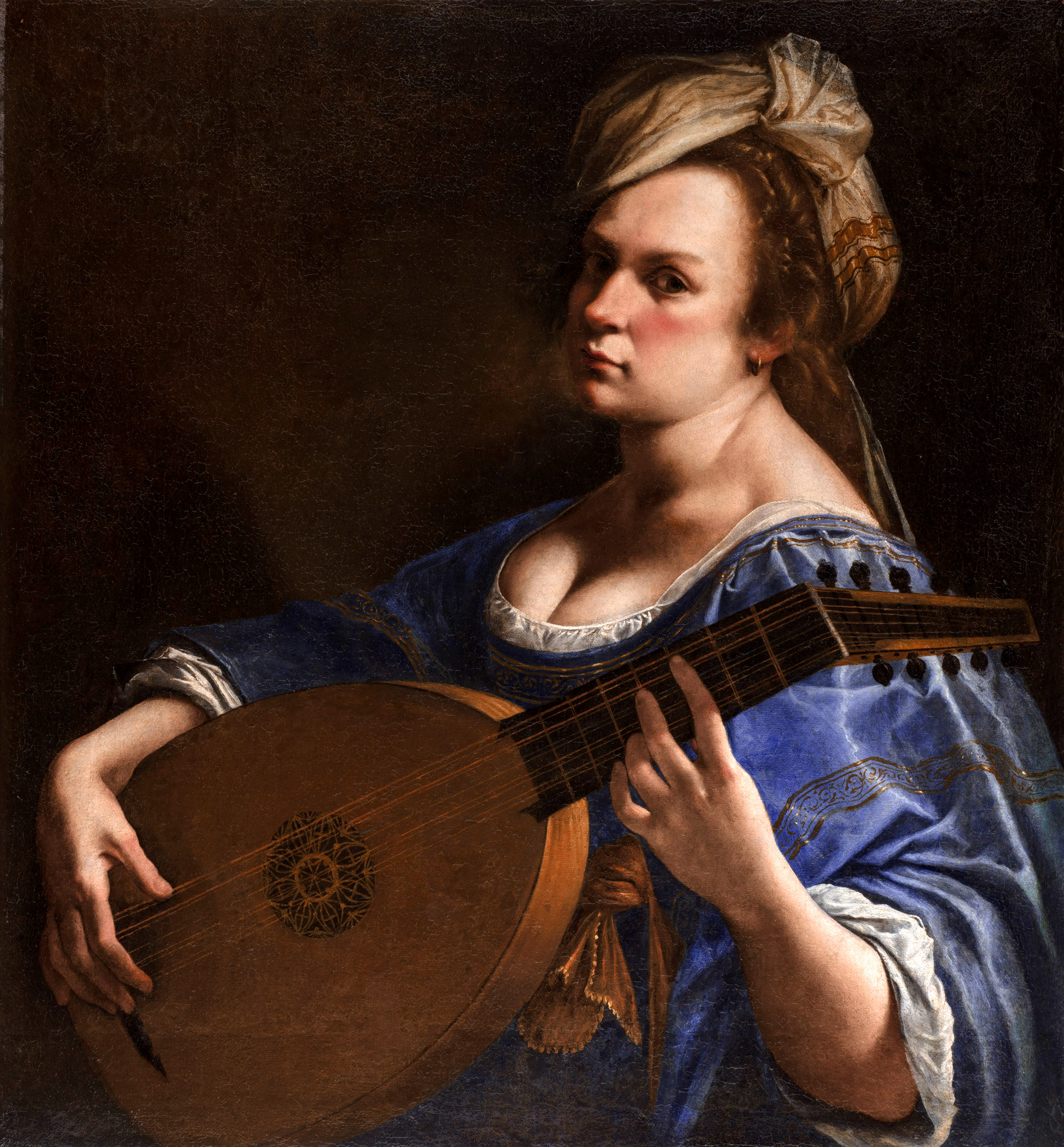
Self-Portrait as a Lute Player 1616 - 1618 Wadsworth Atheneum, Villa Medici 30 x 28 cm MET (57)
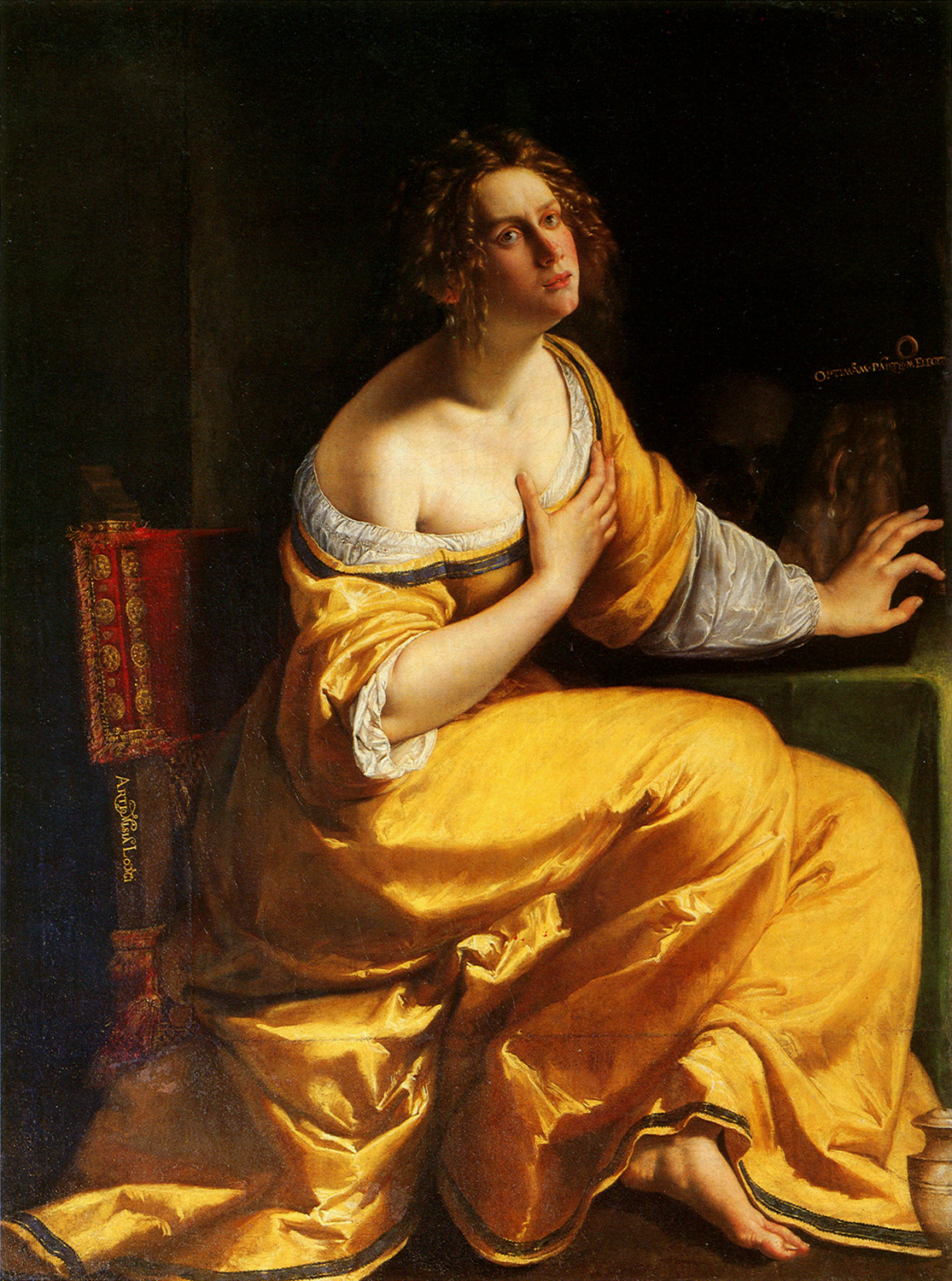
Mary Magdalene 1616 - 1617 Cung điện Palazzo Pitti 146,5 x 108 cm MET (58), WB (10)
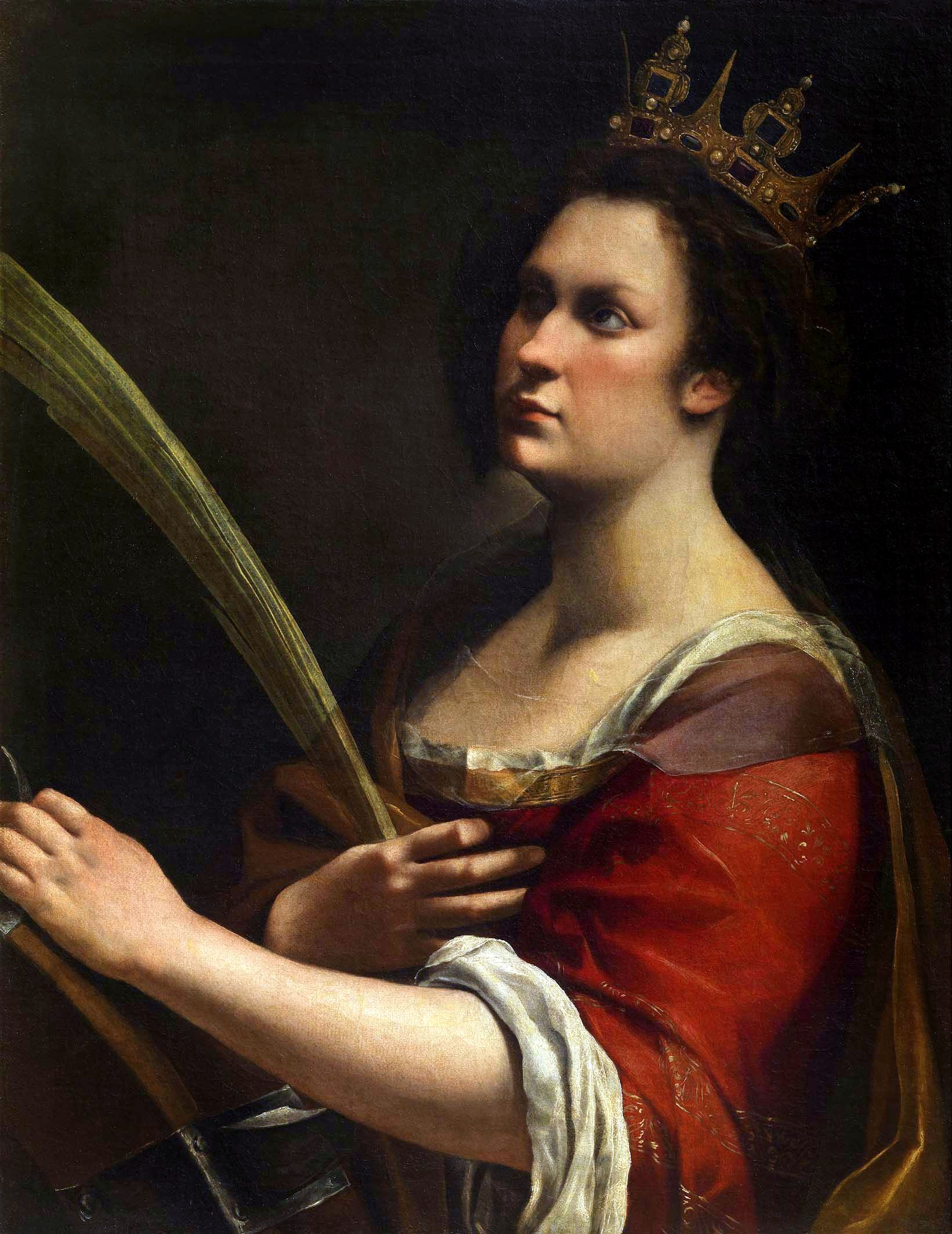
St Catherine of Alexandria 1618 - 1619 Uffizi 77x62 cm nr: 8032 MET (59), WB (6)
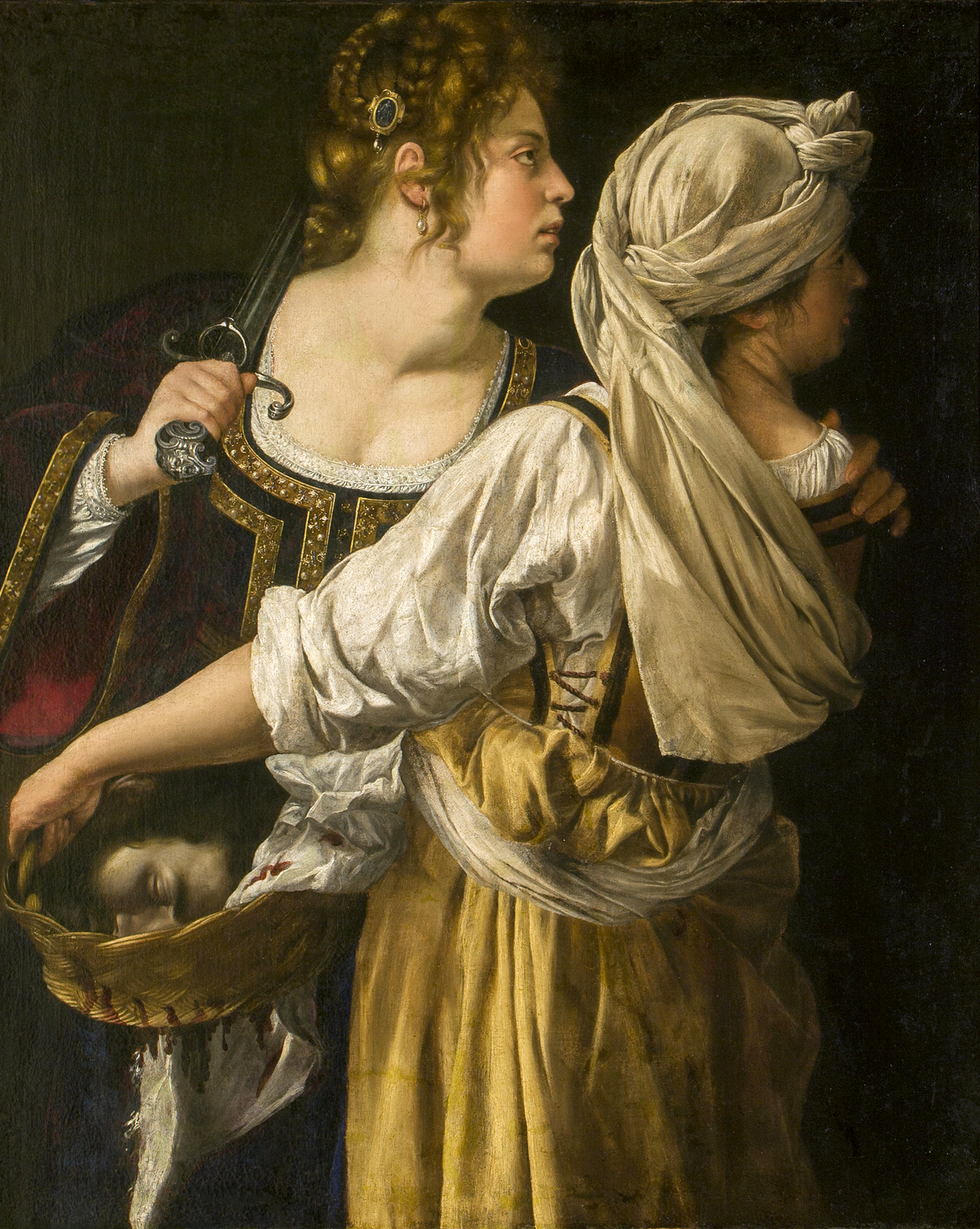
Judith và Maidservant 1618 - 1619 Cung điện Palazzo Pitti, Firenze 14 x 93,5 cm MET (60), WB (5)
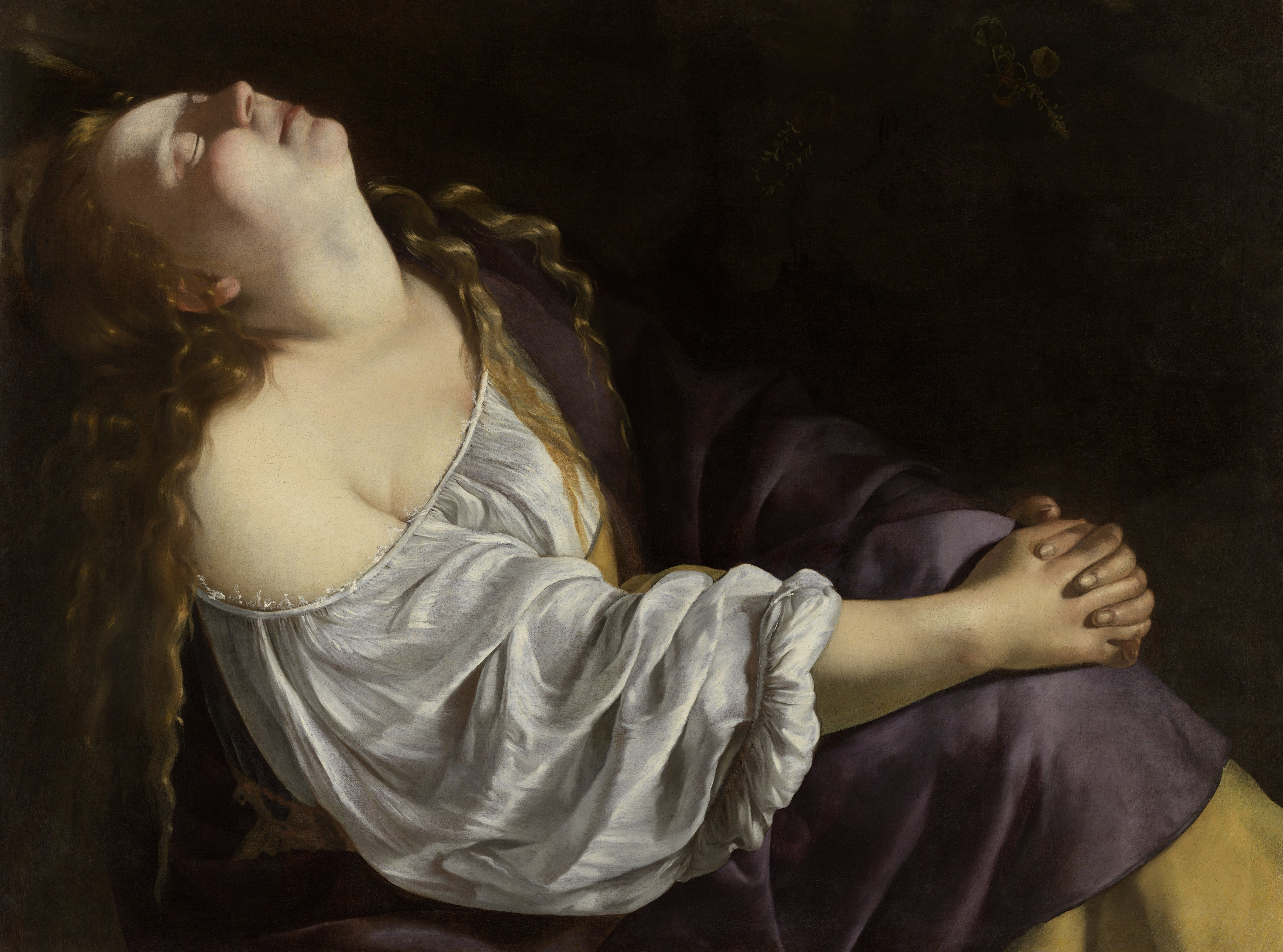
Mary Magdalene in Ecstasy 1620 Bộ sưu tập cá nhân 81x105 cm G. Pupi
Jael và Sisera 1620 Bảo tàng Budapest 86x125 cm MET (61), WB (11)
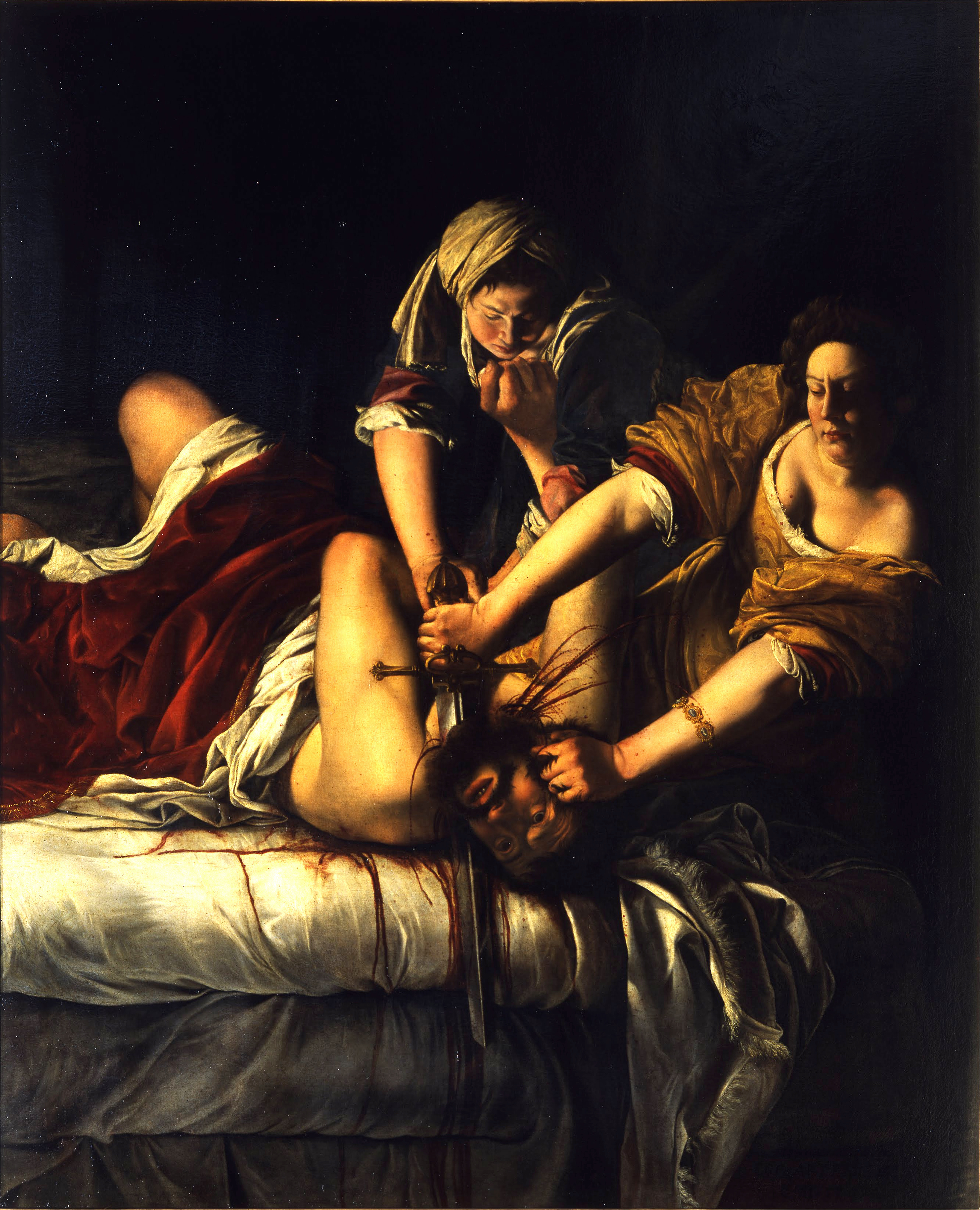
Judith Slaying Holofernes 1620 - 1621 Uffizi 86x125 cm MET (62), WB (12)
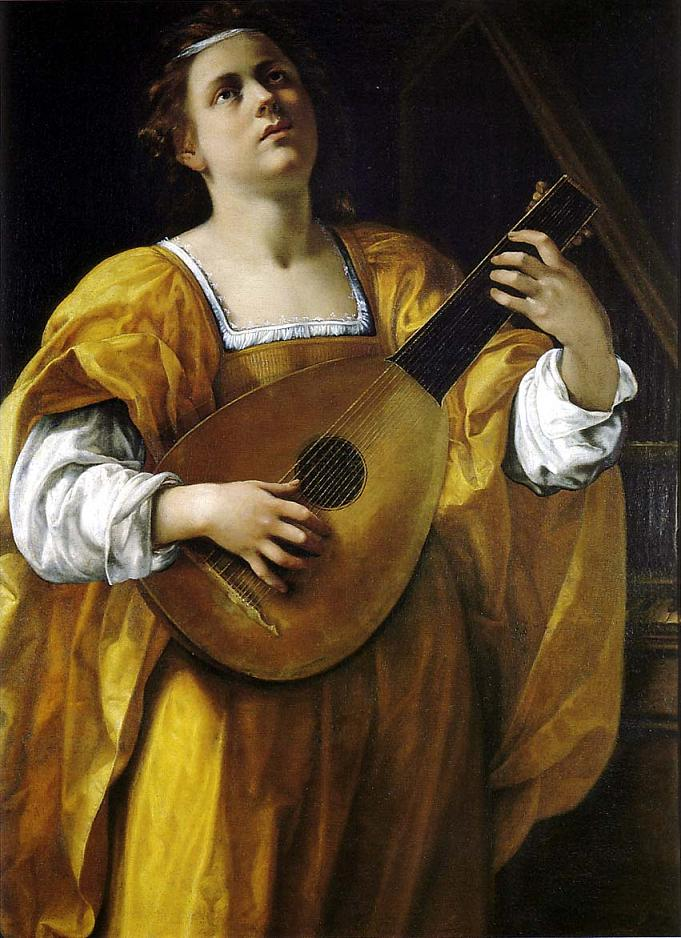
Saint Cecilia 1620 Galleria Spada 108x78,5 cm MET (63), WB (X-28)
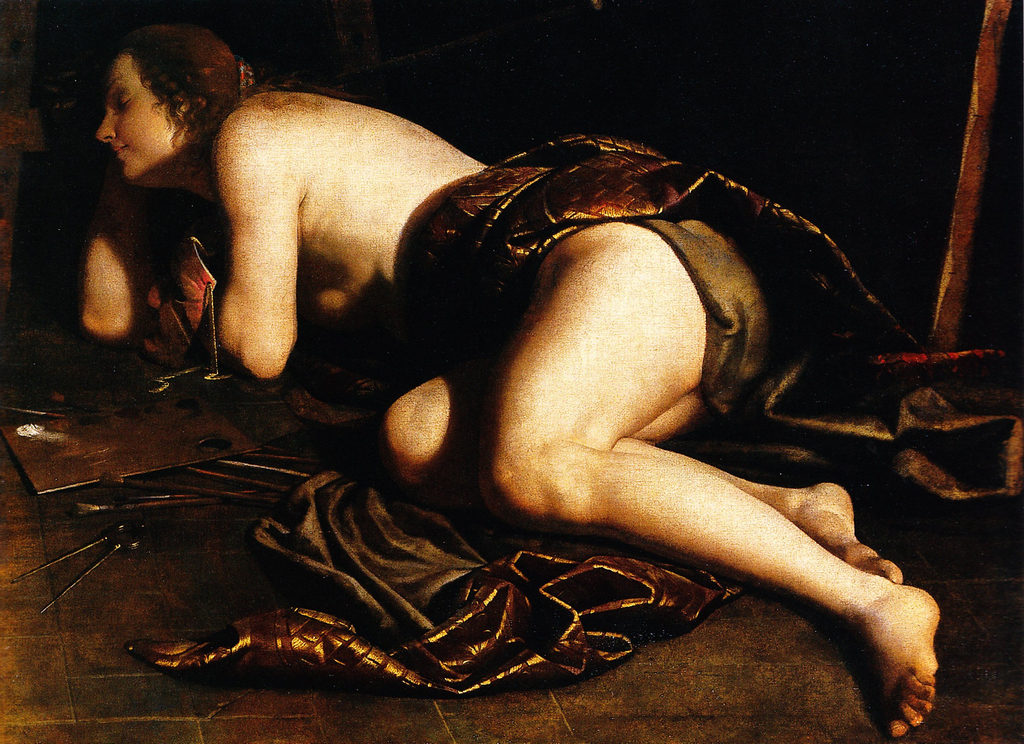
Allegory of Painting 1620 Musee de Tesse, Le Mans 95,5x133 cm MET (64)
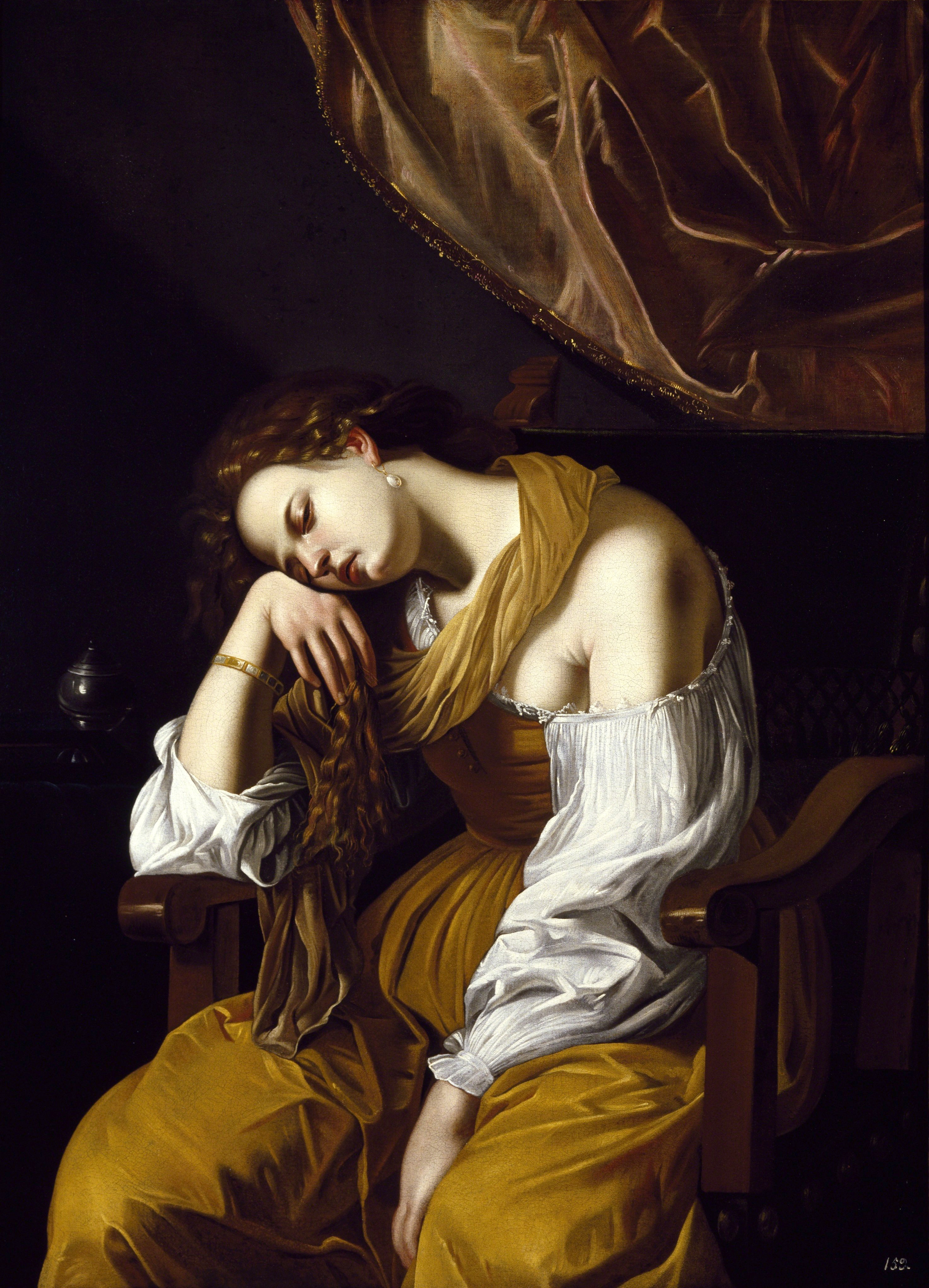
Mary Magdalene as Melancholy Những năm 1620 Museo Soumaya 136,3x100,3 cm MET (Figure 128.), WB (17)

- Allegory of Inclination
Thời gian vẽ 1615
Nơi lưu trữ Casa Buonarroti
Kích cỡ 152×61 cm
Catalogue MET (Figure 110.), WB (8)
- Portrait of a Nun
Thời gian vẽ 1613 - 1618
Nơi lưu trữ Bộ sưu tập cá nhân
Kích cỡ 70x52,5 cm
Catalogue MET (Figure 114.)
- Self-Portrait as a Female Martyr
Thời gian vẽ 1615
Nơi lưu trữ Bộ sưu tập cá nhân
Kích cỡ 32x24,7 cm
Catalogue MET (56), WB (7)
- Self-Portrait as a Lute Player
Thời gian vẽ 1616 - 1618
Nơi lưu trữ Wadsworth Atheneum, Villa Medici
Kích cỡ 30 x 28 cm
Catalogue MET (57)
- Mary Magdalene
Thời gian vẽ 1616 - 1617
Nơi lưu trữ Cung điện Palazzo Pitti
Kích cỡ 146,5 x 108 cm
Catalogue MET (58), WB (10)
- St Catherine of Alexandria
Thời gian vẽ 1618 - 1619
Nơi lưu trữ Uffizi
Kích cỡ 77x62 cm
nr: 8032
Catalogue MET (59), WB (6)
- Judith và Maidservant
Thời gian vẽ 1618 - 1619
Nơi lưu trữ Cung điện Palazzo Pitti, Firenze
Kích cỡ14 x 93,5 cm
Catalogue MET (60), WB (5)
- Mary Magdalene in Ecstasy
Thời gian vẽ 1620
Nơi lưu trữ Bộ sưu tập cá nhân
Kích cỡ 81x105 cm
Catalogue G. Pupi
- Jael và Sisera
Thời gian vẽ 1620
Nơi lưu trữ Bảo tàng Budapest
Kích cỡ 86x125 cm
Catalogue MET (61), WB (11)
- Judith Slaying Holofernes
Thời gian vẽ 1620 - 1621
Nơi lưu trữ Uffizi
Kích cỡ 86x125 cm
Catalogue MET (62), WB (12)
- Saint Cecilia
Thời gian vẽ 1620
Nơi lưu trữ Galleria Spada
Kích cỡ 108x78,5 cm
Catalogue MET (63), WB (X-28)
- Allegory of Painting
Thời gian vẽ 1620
Nơi lưu trữ Musee de Tesse, Le Mans
Kích cỡ 95,5x133 cm
Catalogue MET (64)
- Mary Magdalene as Melancholy
Thời gian vẽ Những năm 1620
Nơi lưu trữ Museo Soumaya
Kích cỡ 136,3x100,3 cm
Catalogue MET (Figure 128.), WB (17)

### Họa phẩm thời Roma, Venezia 1621 - 1630

Họa phẩm thời Roma, Venezia phục vụ đời sống
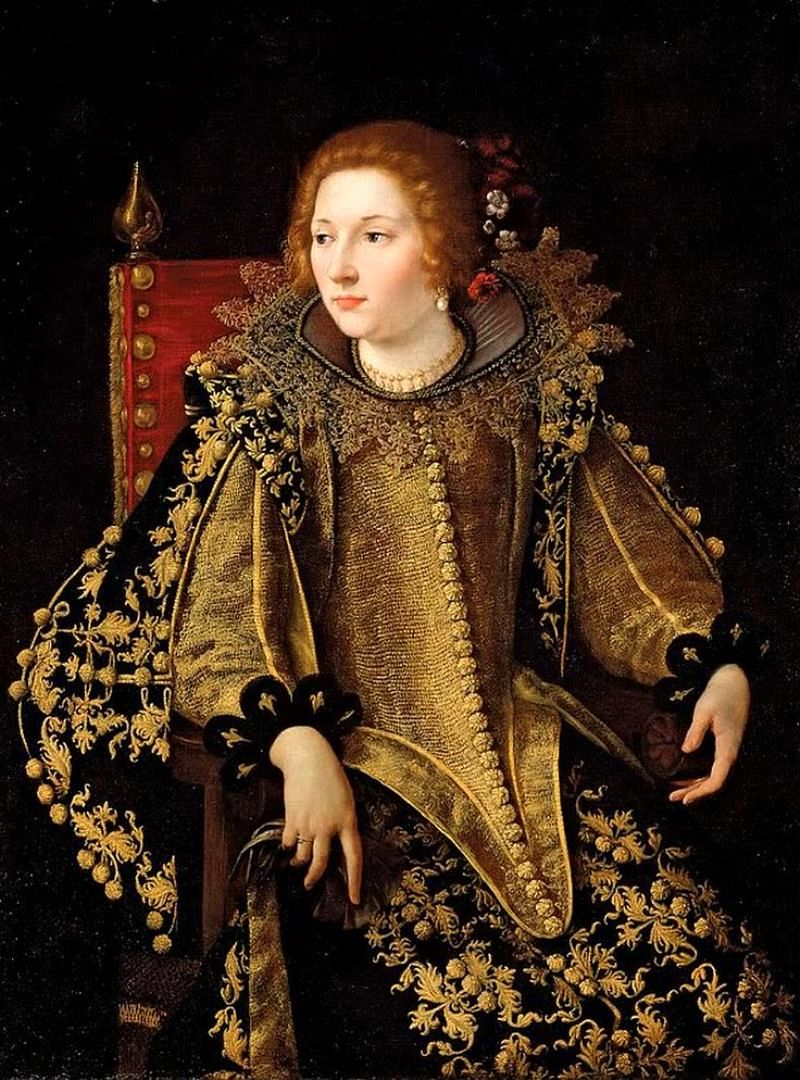
Portrait of a seated lady Thời gian vẽ Những năm 1620 Nơi lưu trữ Bộ sưu tập cá nhân Kích cỡ 128,3x95,9 cm
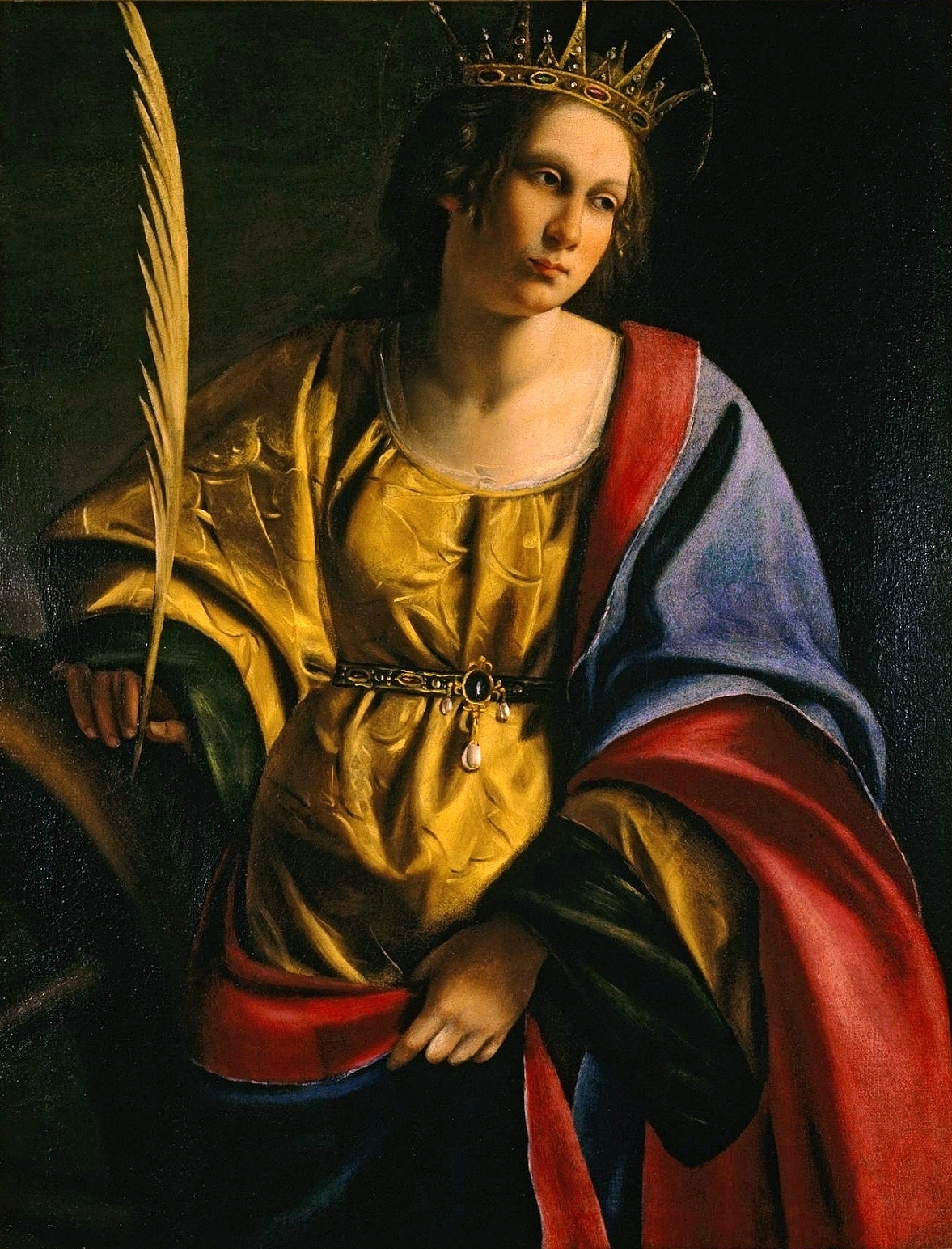
Saint Catherine of Alexandria Thời gian vẽ Những năm 1620 Nơi lưu trữ Bộ sưu tập cá nhân Kích cỡ 97,8x74,9 cm
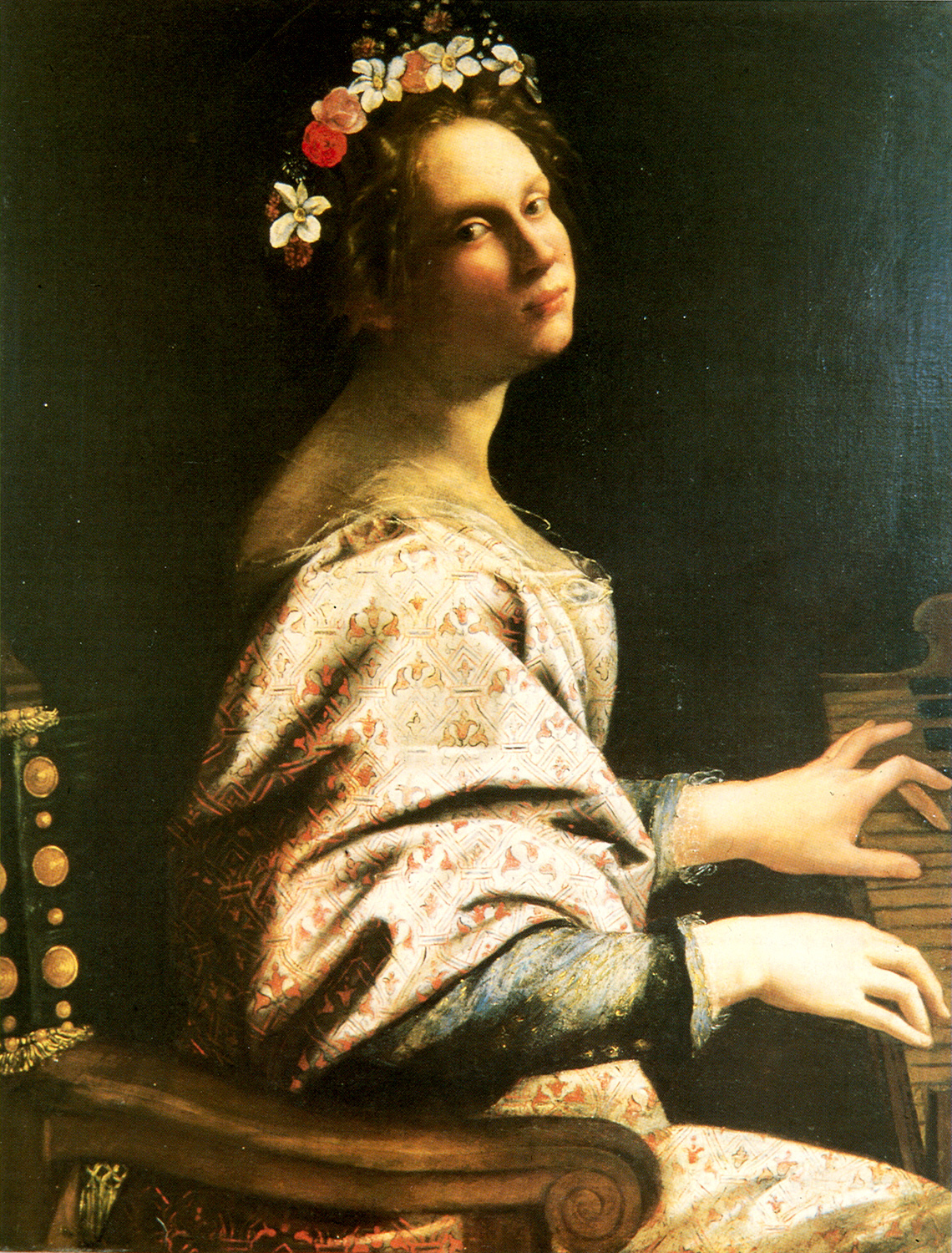
Saint Cecilia Thời gian vẽ Những năm 1620 Nơi lưu trữ Bộ sưu tập cá nhân Trento Kích cỡ 92x72 cm
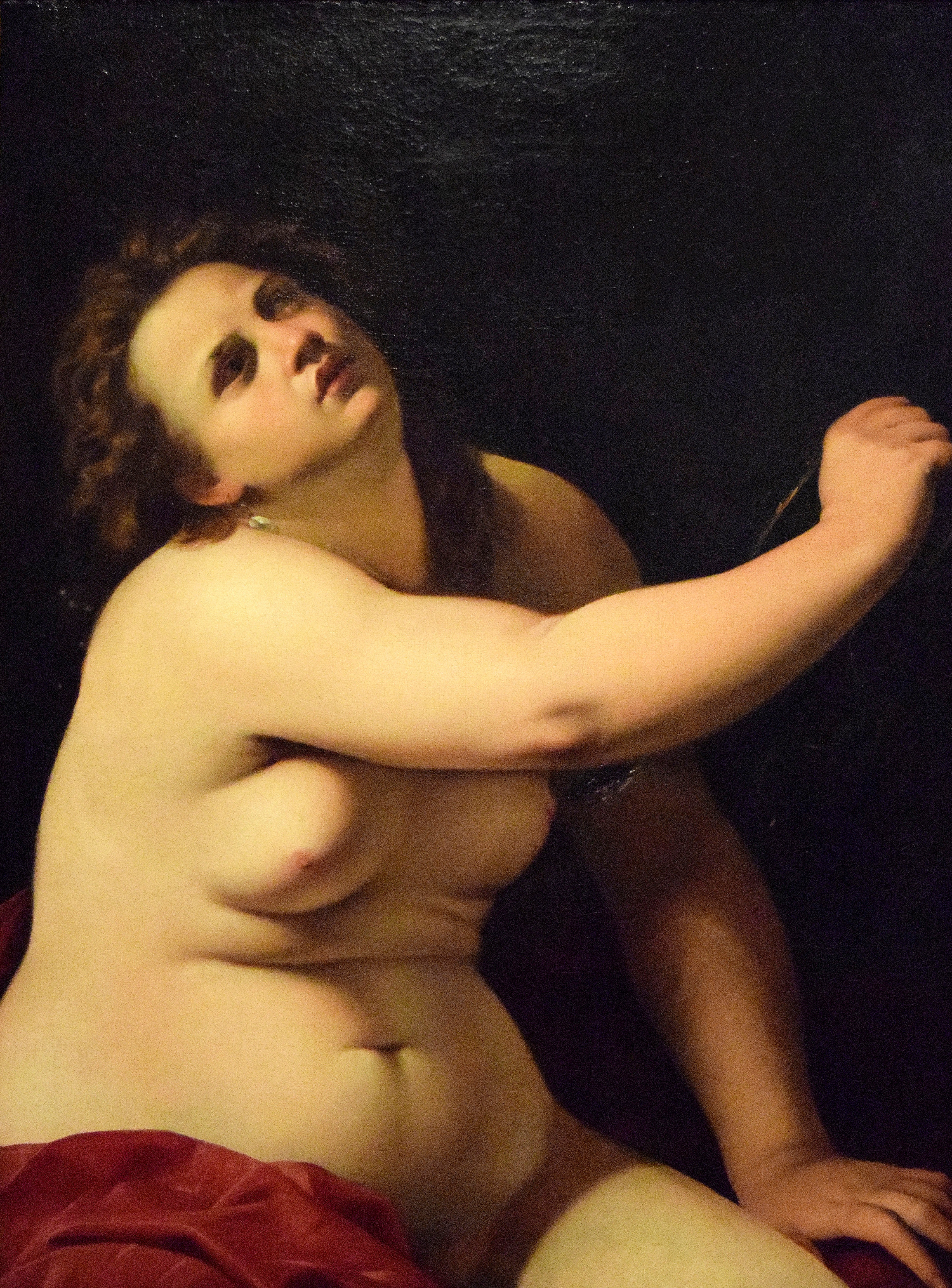
Cleopatra Thời gian vẽ Những năm 1620 Nơi lưu trữ Bộ sưu tập cá nhân Trento Kích cỡ 97x71,5 cm
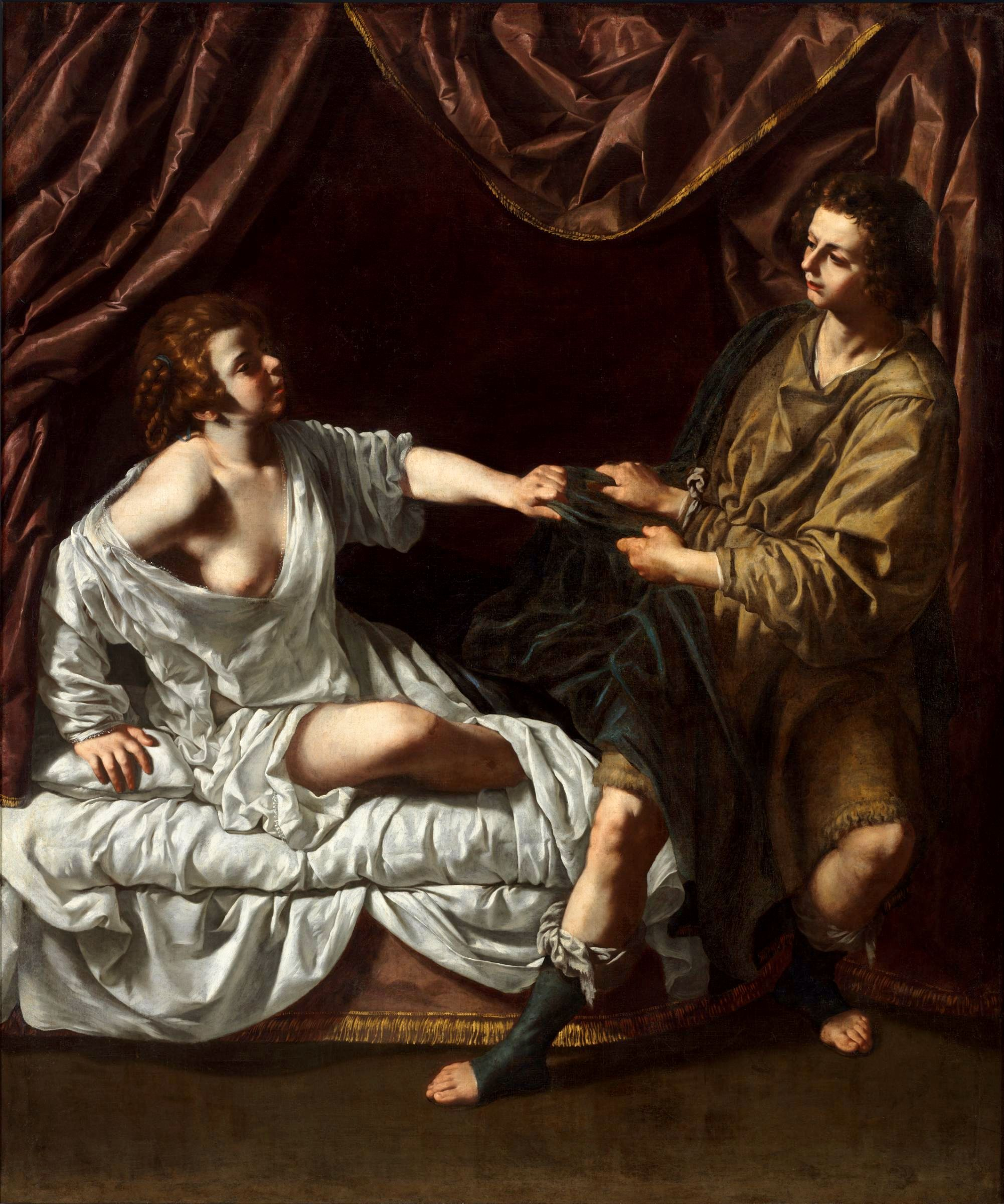
Joseph and Potiphar's Wife Thời gian vẽ 1622 - 1623 Nơi lưu trữ Bảo tàng Mỹ thuật Harvard Kích cỡ 232,7x193,7 cm
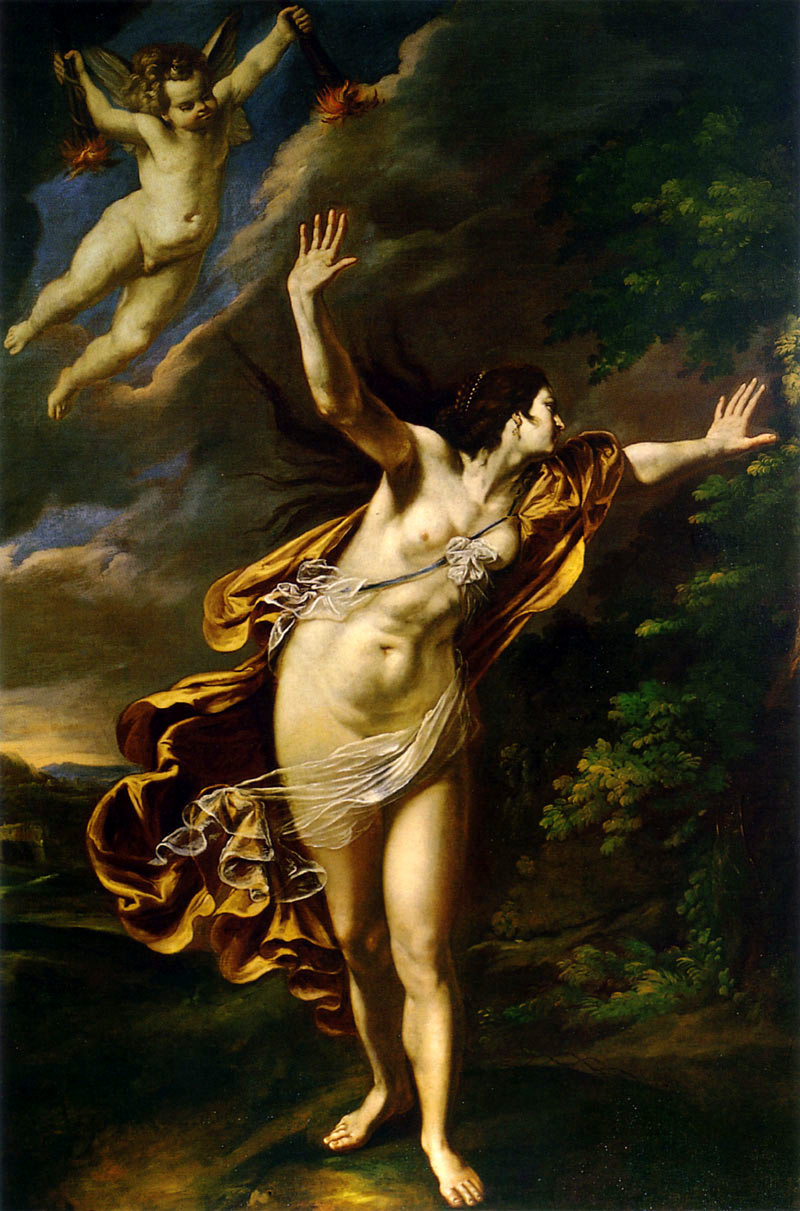
Aurora 1625 - 1627 Bộ sưu tập cá nhân 218x146 cm MET (96.), WB (15)
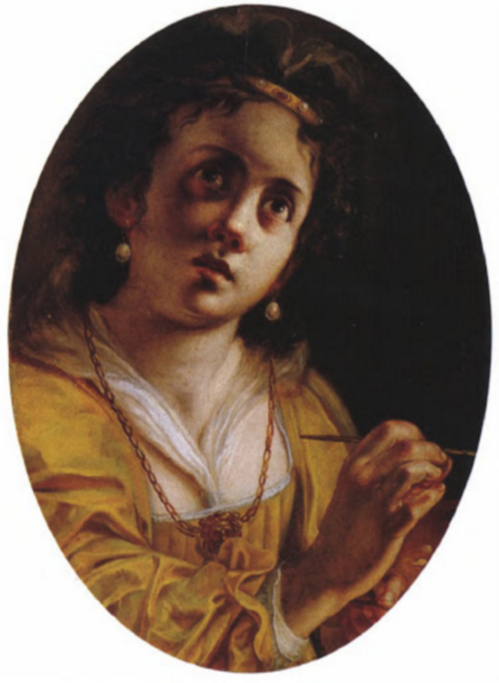
Allegory of Painting 1630 Bộ sưu tập cá nhân MET (97)
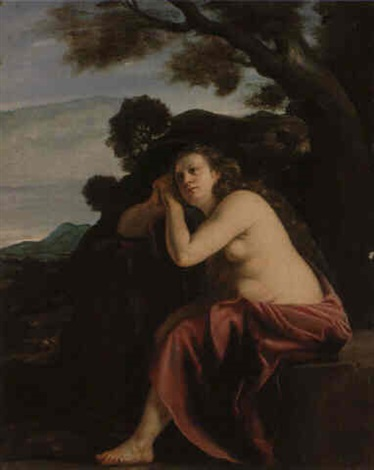
Penitent Magdalene 1630 Bộ sưu tập cá nhân 49x39,7 cm MET (98.)
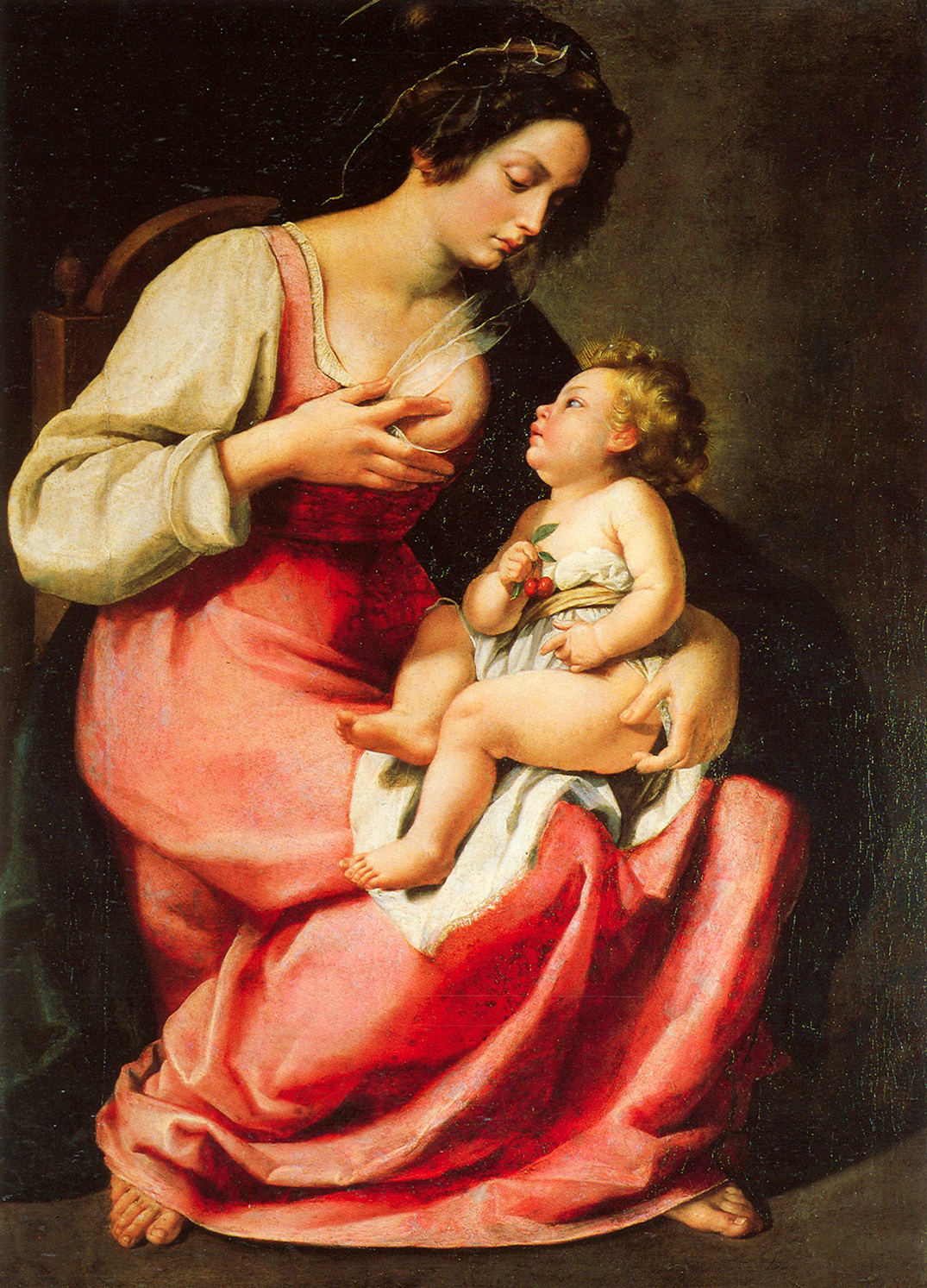
Madonna and Child 1630 Cung điện Palazzo Pitti, Firenze 118x86 cm nr: 2129 MET (Figure 107.), WB (1)
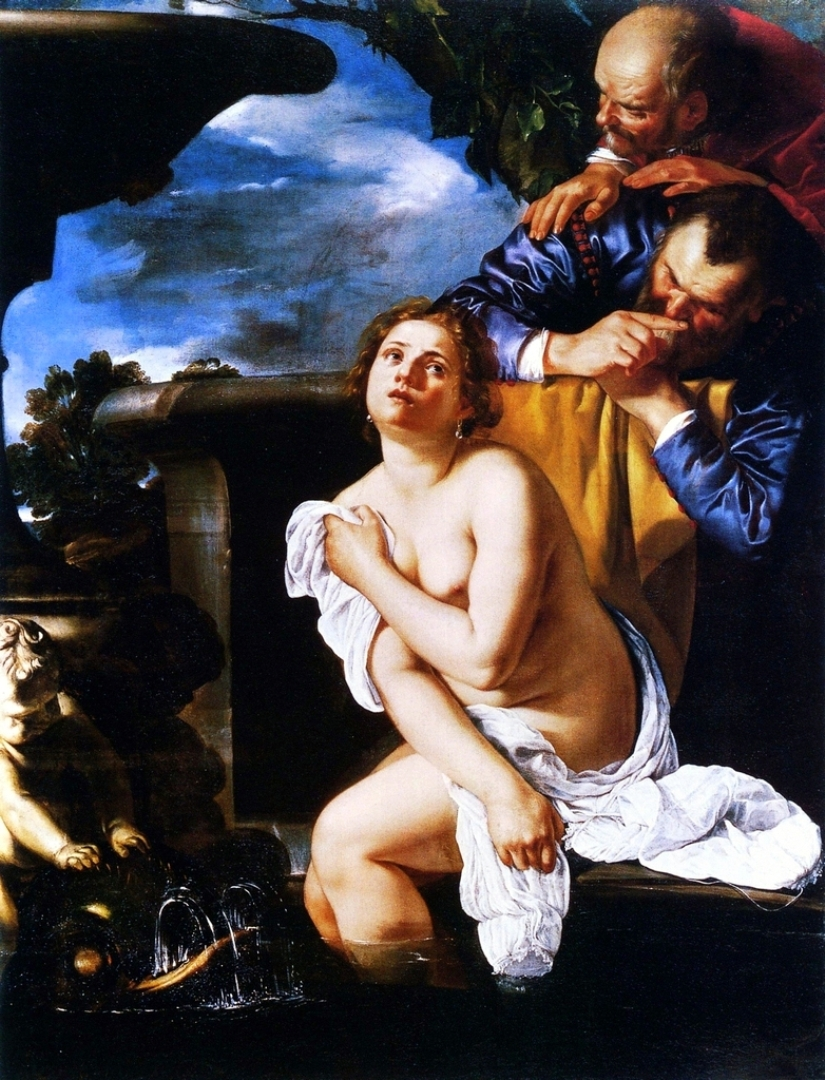
Susanna and the Elders 1622 Burghley House 162,5x121,9 cm MET (65), WB (X-42)
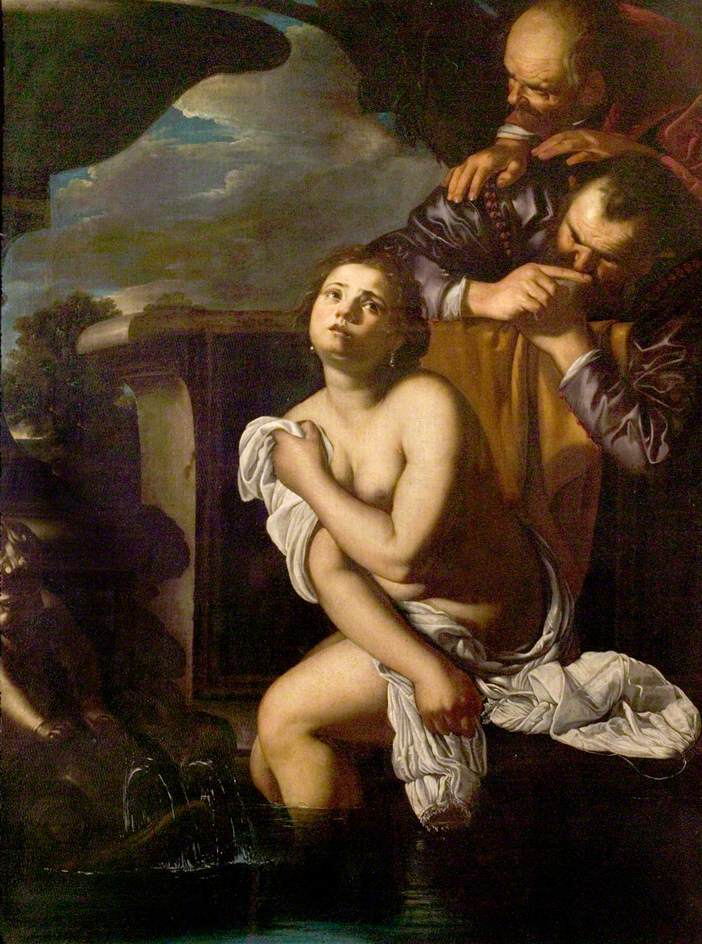
Susanna and the Elders 1630 Nottingham Castle 162,5x121,9 cm nr: NCM 1964-77 MET (65 Nottingham)
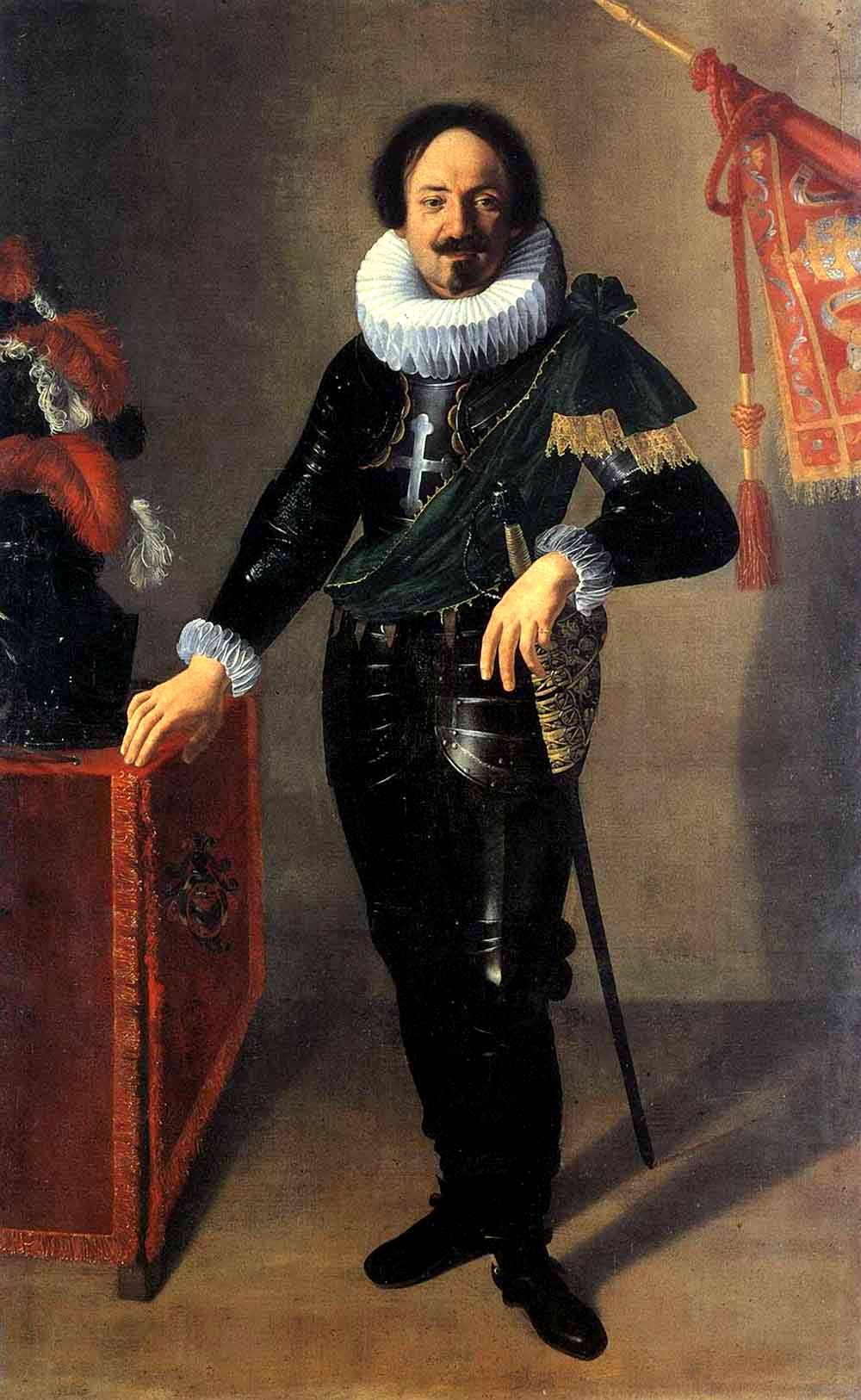
Portrait of a Gonfaloniere 1622 Palazzo d'Accursio 208 x 128 cm MET (66), WB (13)
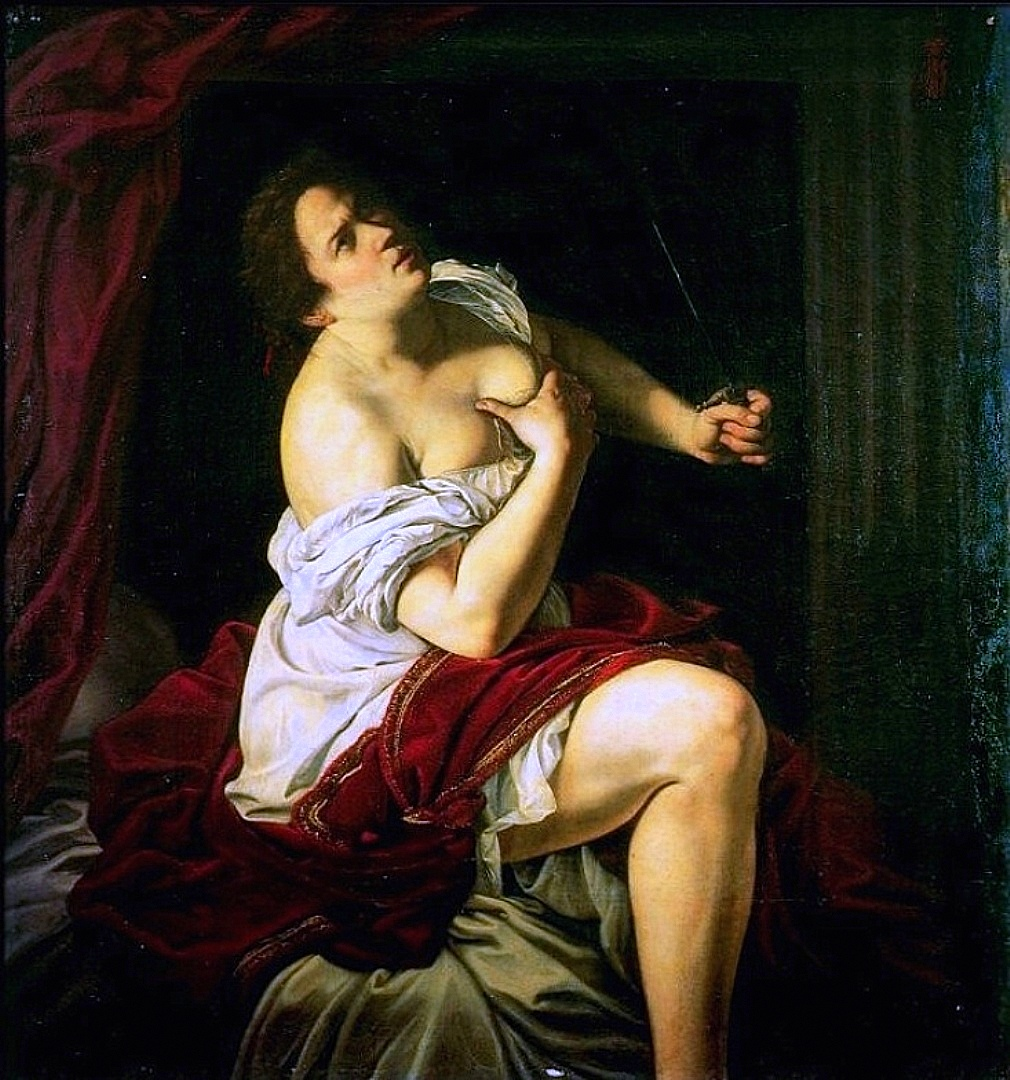
Lucretia 1623 - 1625 Collection Gerolamo Etro, Milan 54 x 51 cm MET (67), WB (3)
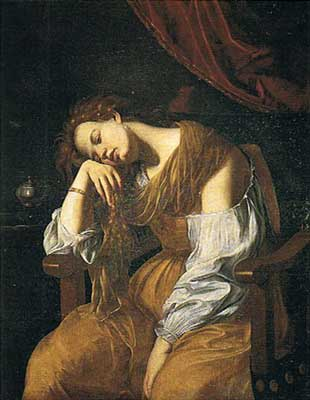
Penitent Magdalene 1625 - 1626 Seville Cathedral 122x96 cm MET (68), WB (16)
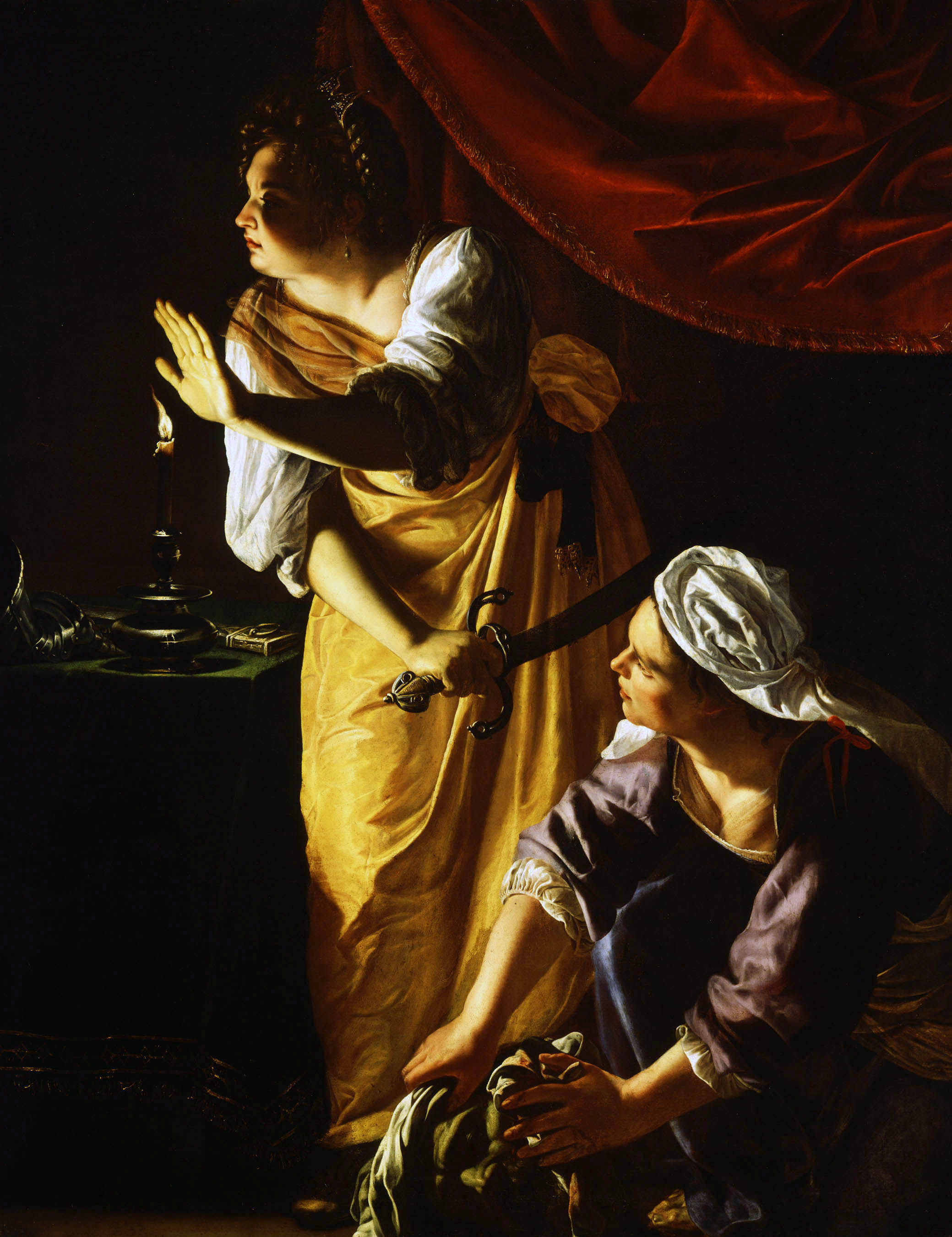
Judith and Maidservant with Head of Holofernes 1625 - 1627 Viện Mỹ thuật Detroit 182,2x142,2 cm nr: 52.253 MET (69), WB (14)
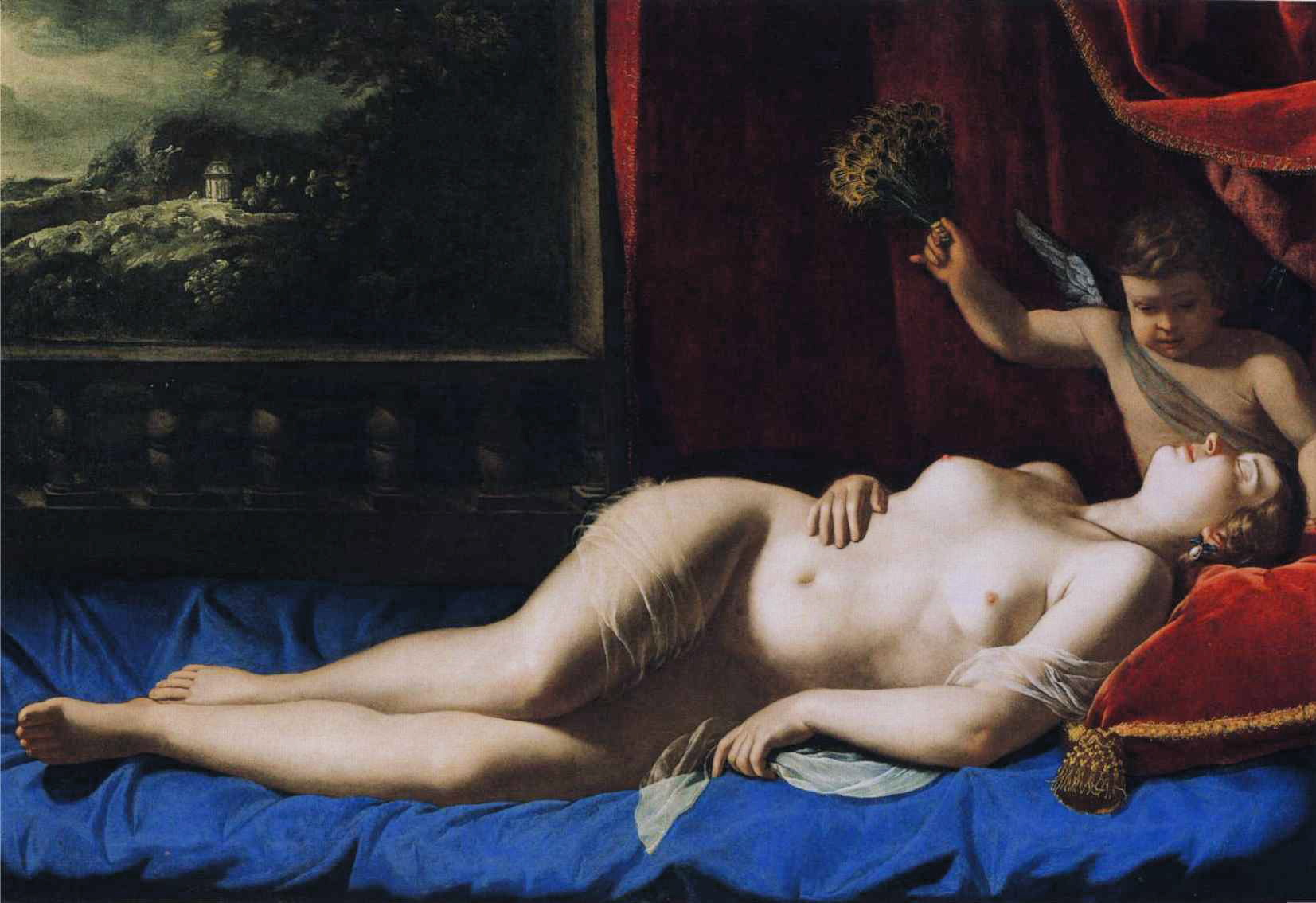
Venus and Cupid 1625 - 1630 Virginia Museum of Fine Arts 94x144 cm nr: 2001.225 MET (70), WB (18)
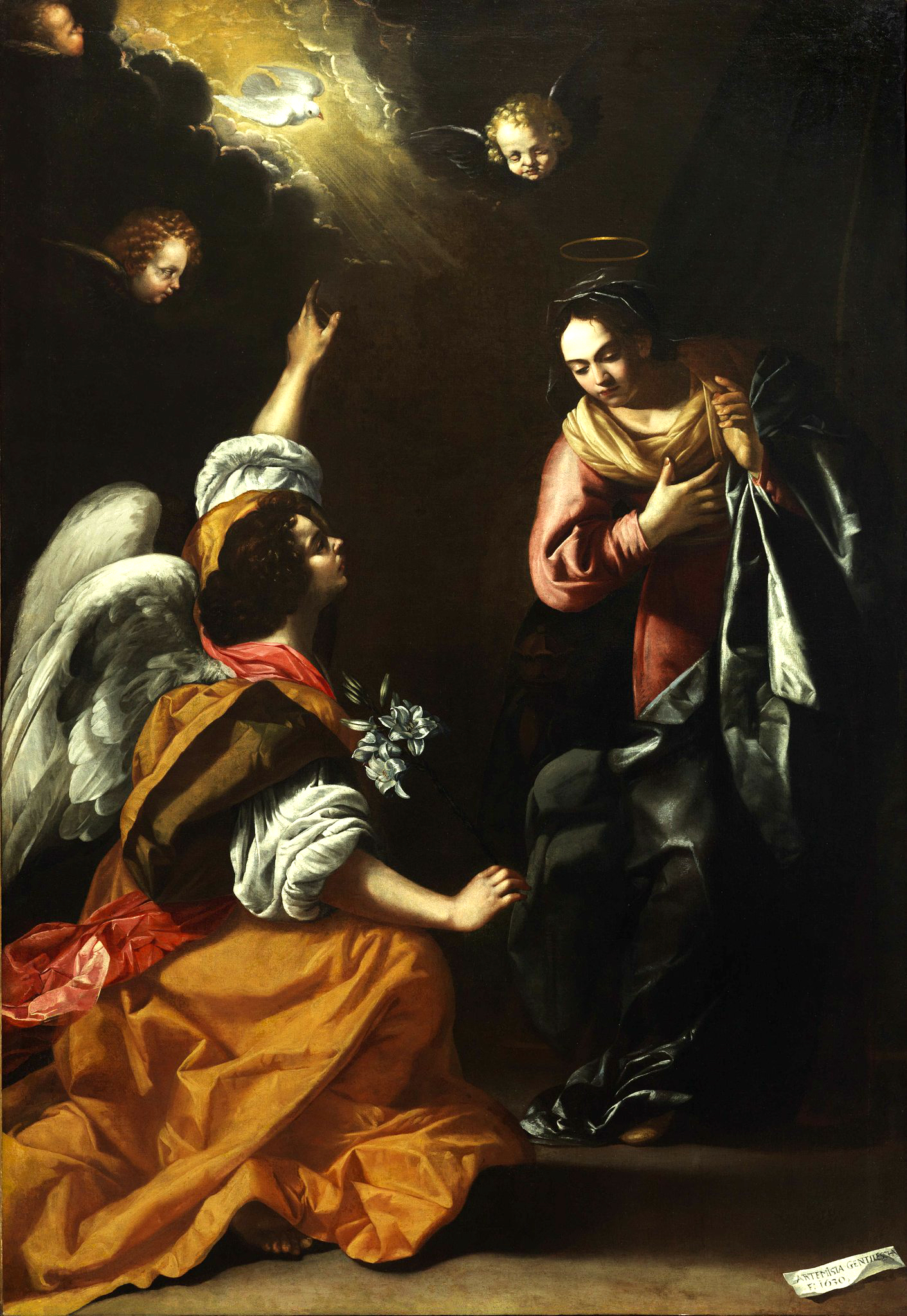
Annunciation 1630 Museo Nazionale di Capodimonte 257x179 cm nr: Q375 MET (72), WB (24)
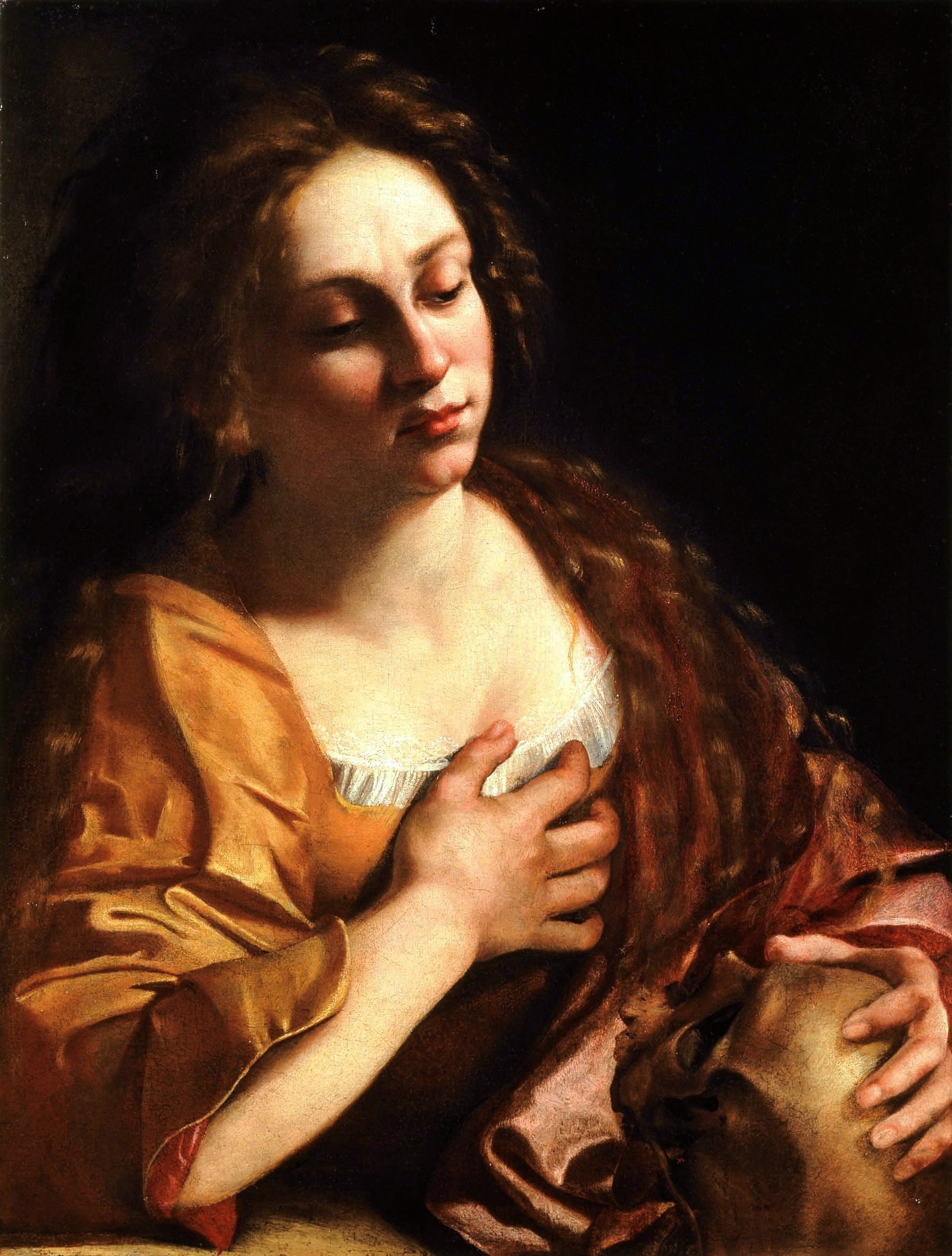
Penitent Magdalene 1630 - 1632 Bộ sưu tập cá nhân 65,7x50,8 cm MET (73), WB (9)

- Aurora
Thời gian vẽ 1625 - 1627
Nơi lưu trữ Bộ sưu tập cá nhân
Kích cỡ 218x146 cm
Catalogue MET (96.), WB (15)
- Allegory of Painting
Thời gian vẽ 1630
Nơi lưu trữ Bộ sưu tập cá nhân
Catalogue MET (97)
- Penitent Magdalene
Thời gian vẽ 1630
Nơi lưu trữ Bộ sưu tập cá nhân
Kích cỡ 49x39,7 cm
Catalogue MET (98.)
- Madonna and Child
Thời gian vẽ 1630
Nơi lưu trữ Cung điện Palazzo Pitti, Firenze
Kích cỡ 118x86 cm
nr: 2129
Catalogue MET (Figure 107.), WB (1)
- Susanna and the Elders
Thời gian vẽ 1622
Nơi lưu trữ Burghley House
Kích cỡ 162,5x121,9 cm
Catalogue MET (65), WB (X-42)
- Susanna and the Elders
Thời gian vẽ 1630
Nơi lưu trữ Nottingham Castle
Kích cỡ 162,5x121,9 cm
nr: NCM 1964-77
Catalogue MET (65 Nottingham)
- Portrait of a Gonfaloniere
Thời gian vẽ 1622
Nơi lưu trữ Palazzo d'Accursio
Kích cỡ 208 x 128 cm
Catalogue MET (66), WB (13)
- Lucretia
Thời gian vẽ 1623 - 1625
Nơi lưu trữ Collection Gerolamo Etro, Milan
Kích cỡ 54 x 51 cm
Catalogue MET (67), WB (3)
- Penitent Magdalene
Thời gian vẽ 1625 - 1626
Nơi lưu trữ Seville Cathedral
Kích cỡ 122x96 cm
Catalogue MET (68), WB (16)
- Judith and Maidservant with Head of Holofernes
Thời gian vẽ 1625 - 1627
Nơi lưu trữ Viện Mỹ thuật Detroit
Kích cỡ 182,2x142,2 cm
nr: 52.253
Catalogue MET (69), WB (14)
- Venus and Cupid
Thời gian vẽ 1625 - 1630
Nơi lưu trữ Virginia Museum of Fine Arts
Kích cỡ 94x144 cm
nr: 2001.225
Catalogue MET (70), WB (18)
- Annunciation
Thời gian vẽ 1630
Nơi lưu trữ Museo Nazionale di Capodimonte
Kích cỡ 257x179 cm
nr: Q375
Catalogue MET (72), WB (24)
- Penitent Magdalene
Thời gian vẽ 1630 - 1632
Nơi lưu trữ Bộ sưu tập cá nhân
Kích cỡ 65,7x50,8 cm
Catalogue MET (73), WB (9)

### Họa phẩm thời Napoli, London 1630 đến cuối đời

Họa phẩm phần sau của cuộc đời, đa dạng và tự do
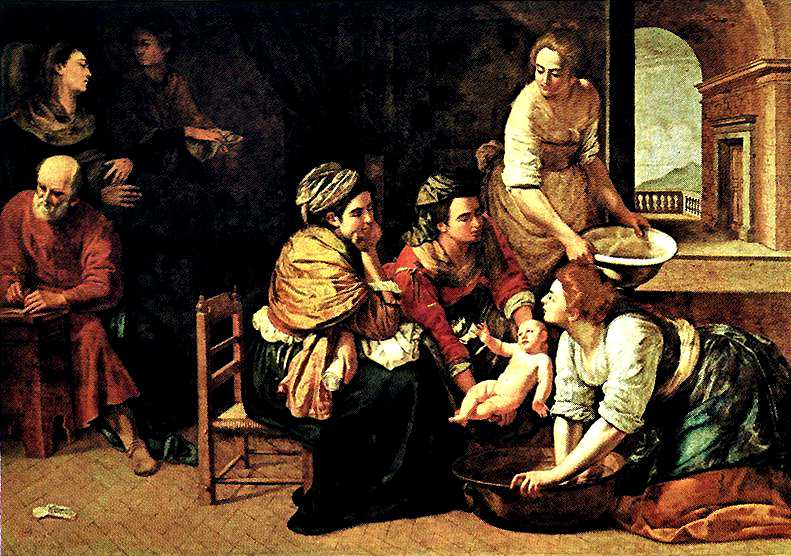
'The Birth of John the Baptist Thời gian vẽ 1633 - 1635 Nơi lưu trữ Bảo tàng Prado Kích cỡ 184×258 cm
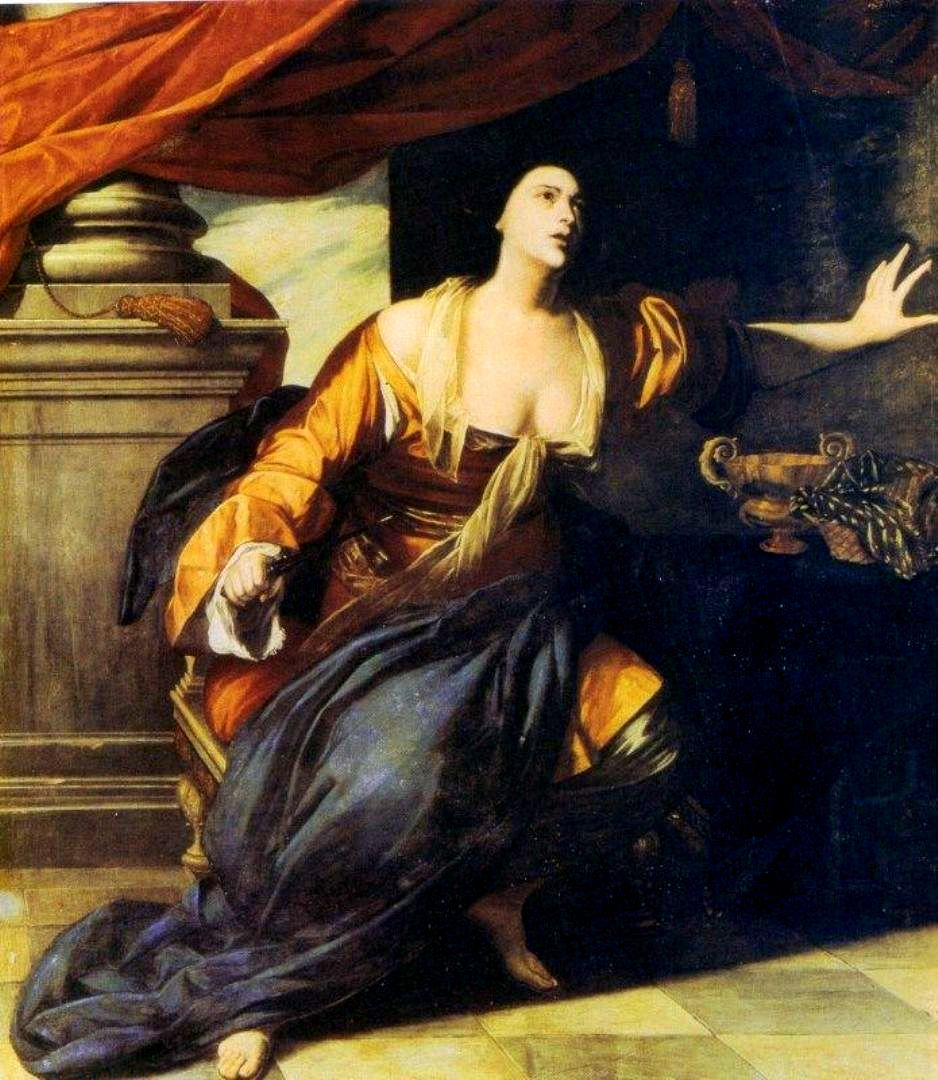
'The Birth of John the Baptist Thời gian vẽ 1633 - 1642 - 1643 Nơi lưu trữ Bảo tàng Capodimonte Kích cỡ 296×182 cm
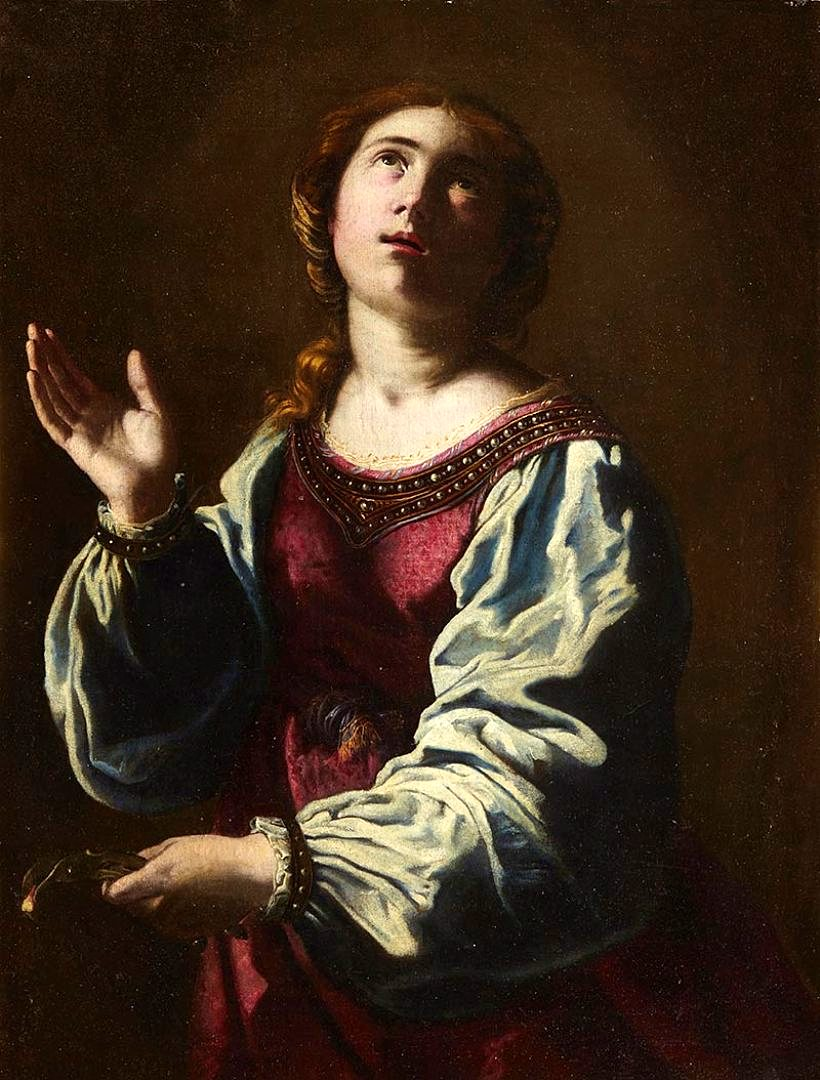
Lucretia 1645 - 1650 Neues Palais in Potsdam 261×226 cm MET (Figure 99.), WB (48b)
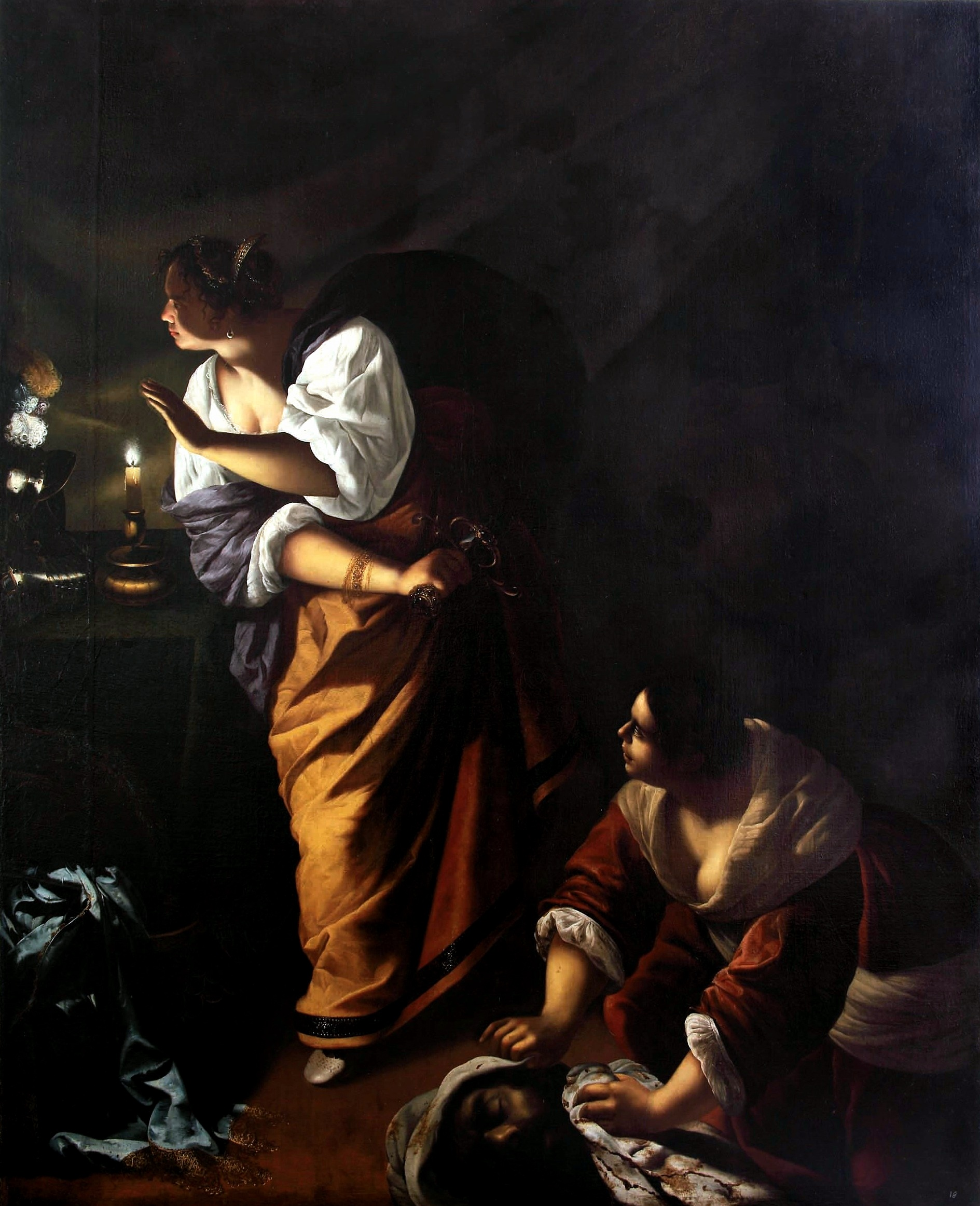
Judith and Maidservant with Head of Holofernes Những năm 1640 Museo di Capodimonte, Napoli 272x221 cm nr: Q377 MET (69 Museo di Capodimonte), WB (48c)
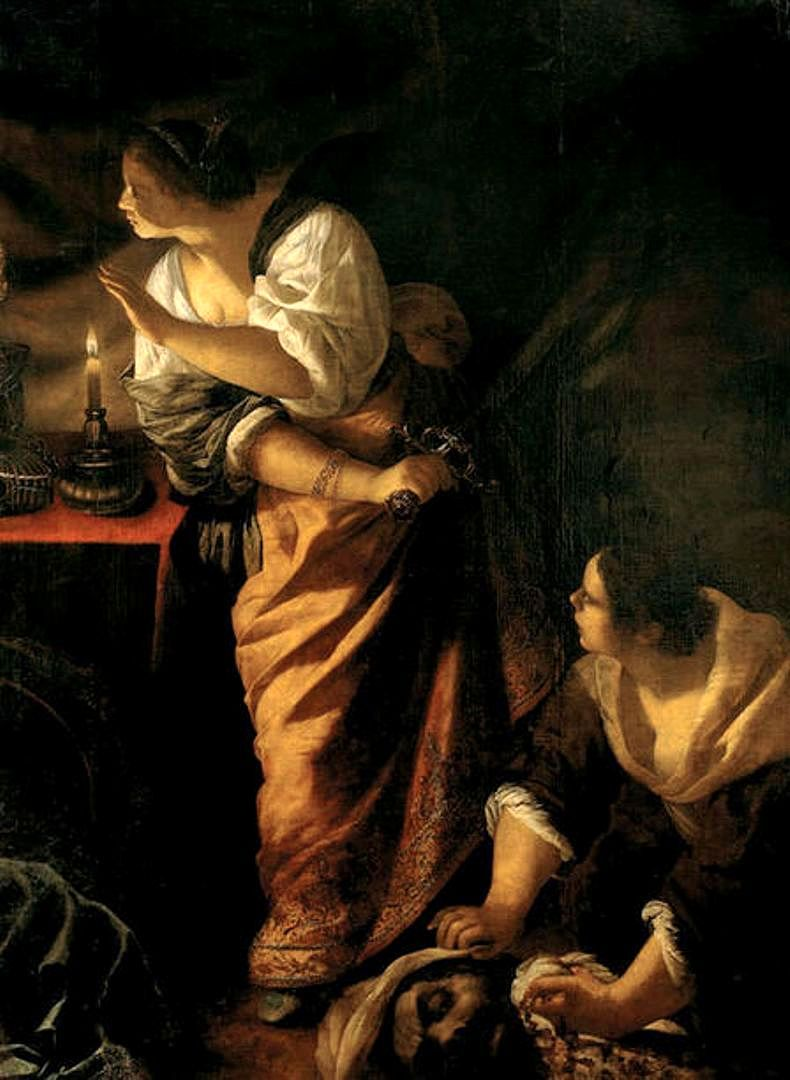
Judith and her Maidservant (Cannes)' Những năm 1640 Musee de la Castre, Cannes 235x172 cm NR: 2006.O.751 WB (47), Locker Figure 3.31
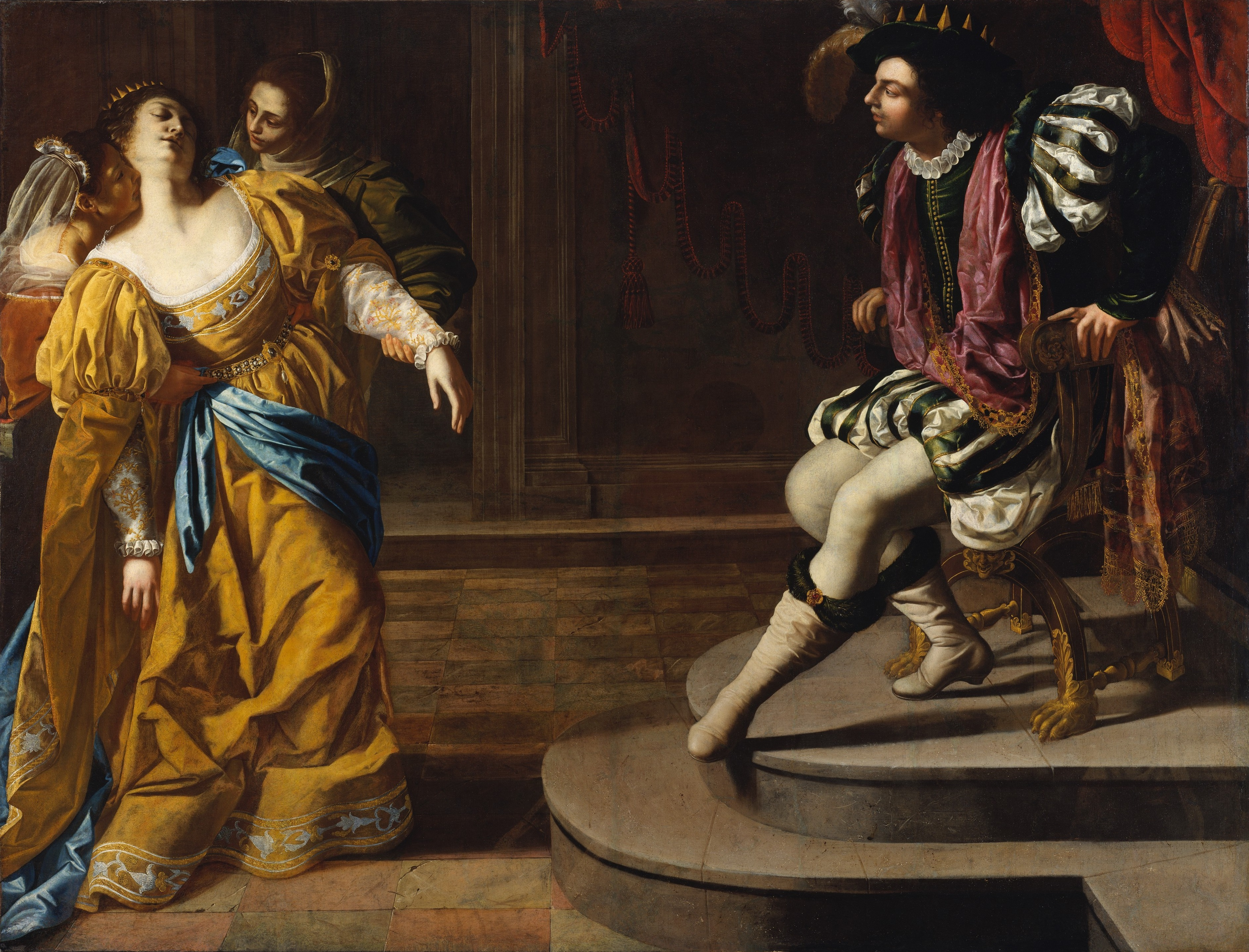
Esther before Ahasuerus 1628 - 1635 Metropolitan Museum of Art 208,3x273,7 cm nr: 69.281 MET (71), WB (28)
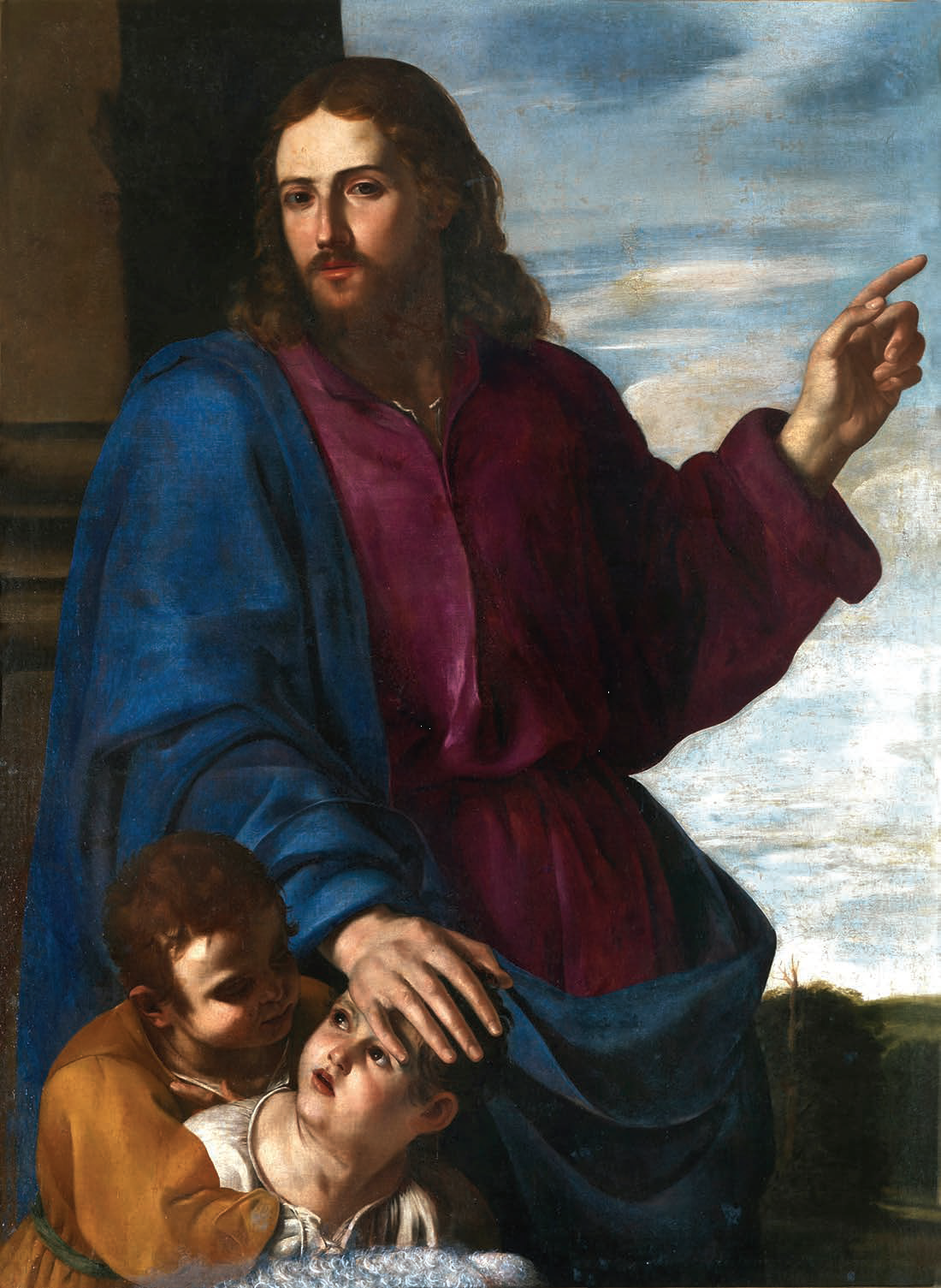
Christ Blessing the Children Những năm 1640 formerly MET 134,6x97,7 cm MET (Figure 132.)
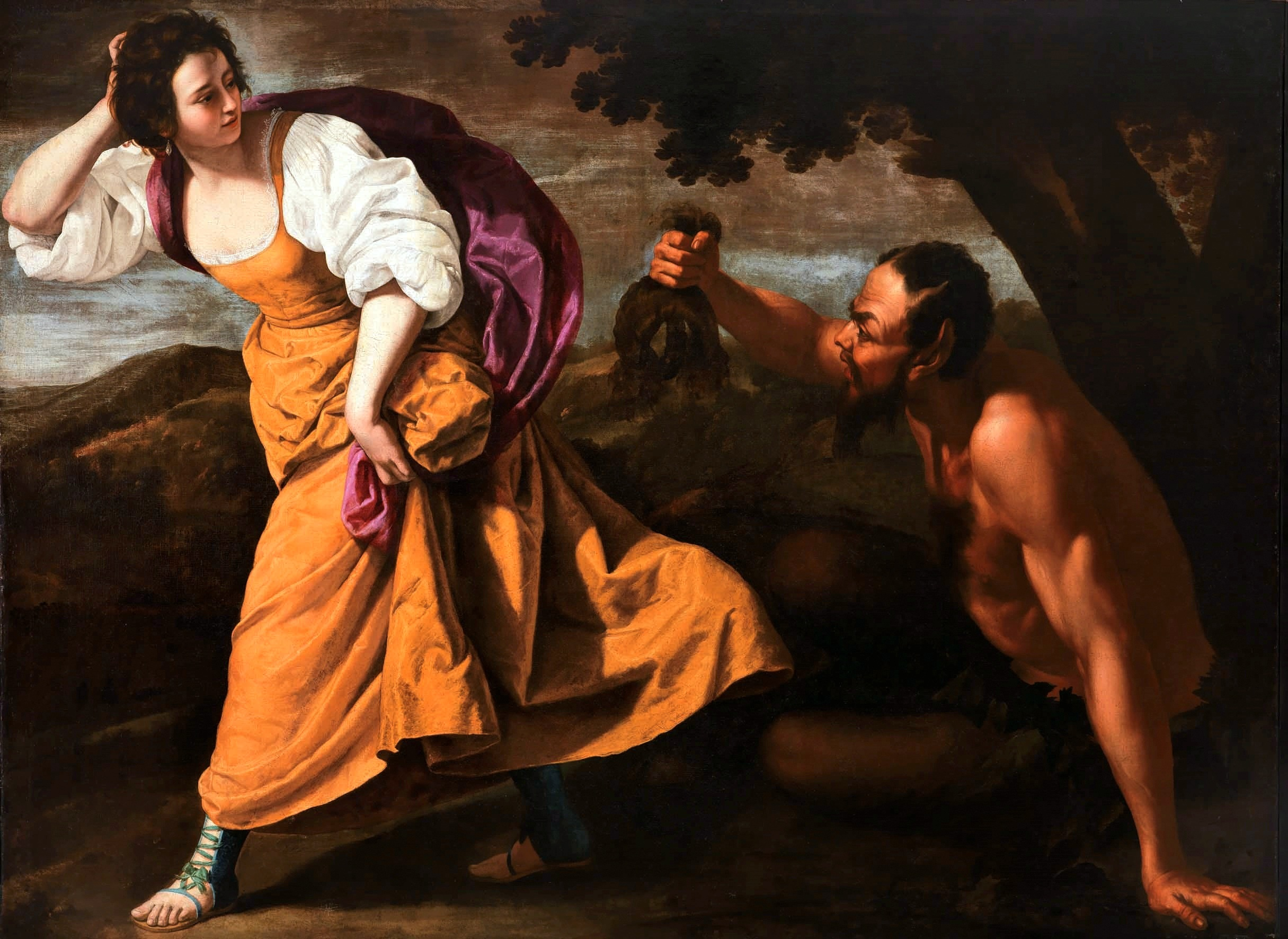
Corisca and the Satyr 1630 - 1635 Bộ sưu tập cá nhân 155x210 cm MET (74), WB (30)
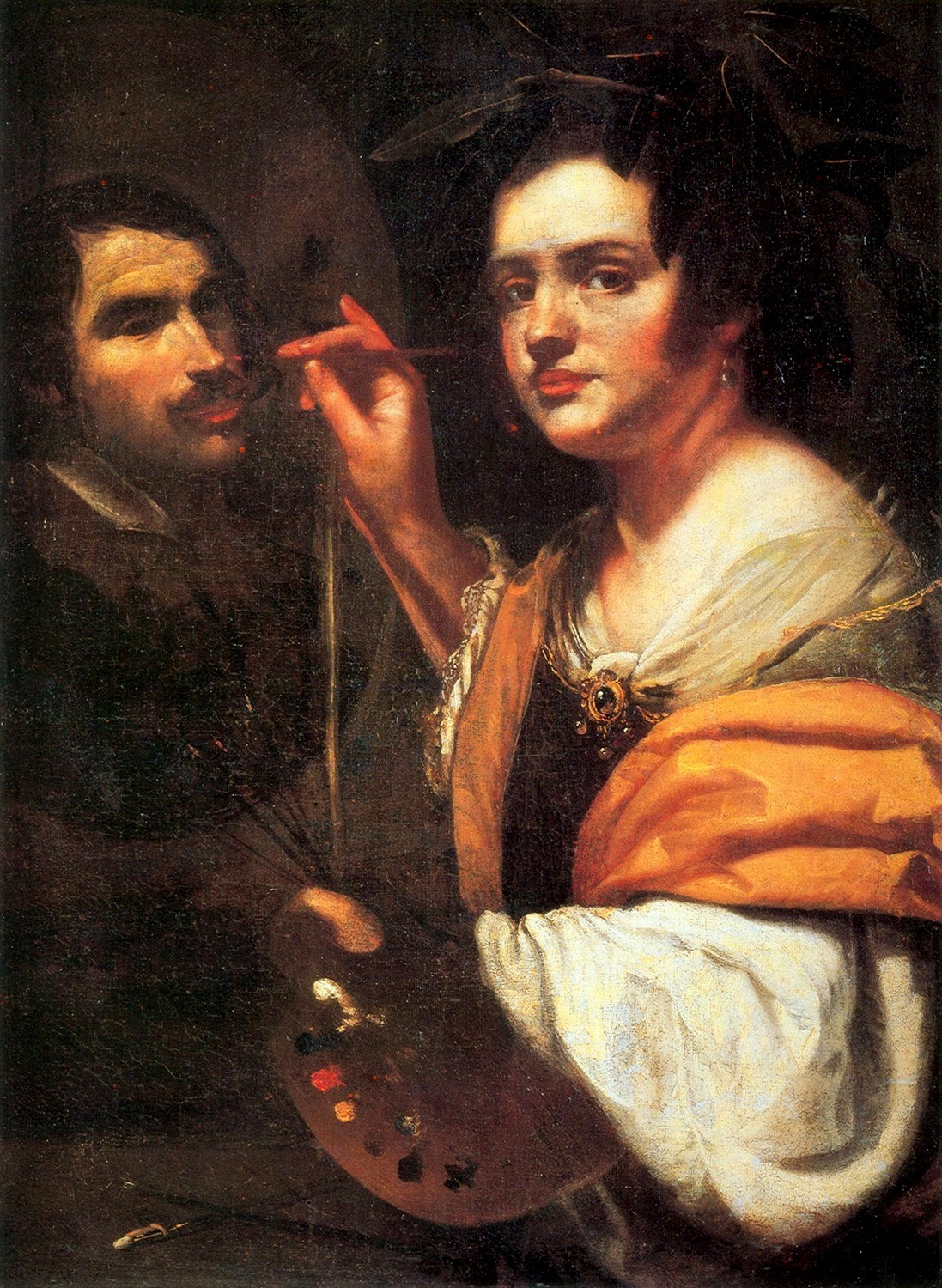
Self Portrait 1630 - 1635 Palazzo Barberini Rome 98x74,5 cm nr: 1952 (F.N. 33598) Locker (Figure 5.2)
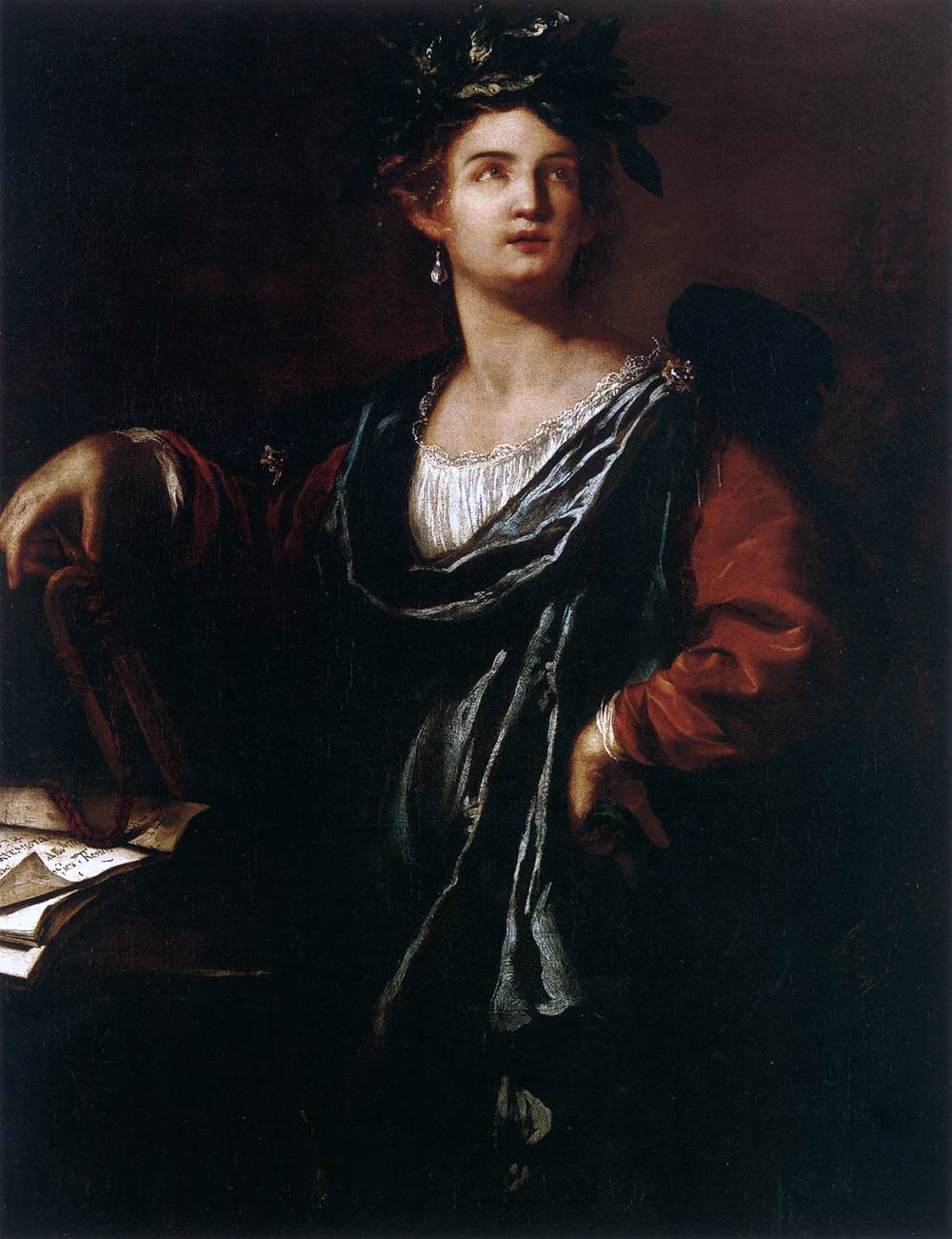
Clio: the Muse of History 1632 Palazzo Blu 127,6x97,2 cm MET (75), WB (27)
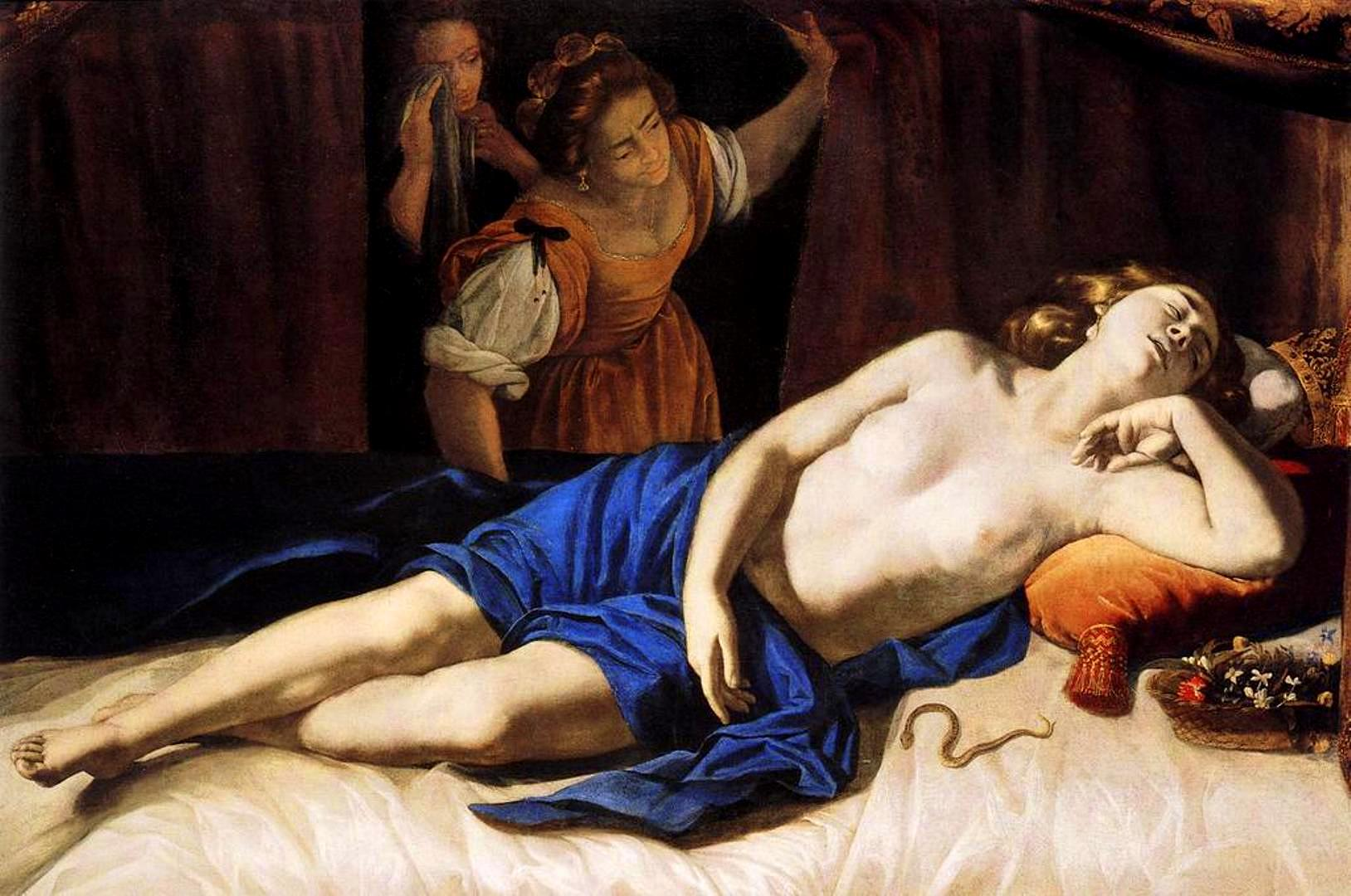
Cleopatra (Artemisia) 1633 - 1635 Bộ sưu tập cá nhân 117x175,5 cm MET (76), WB (22)
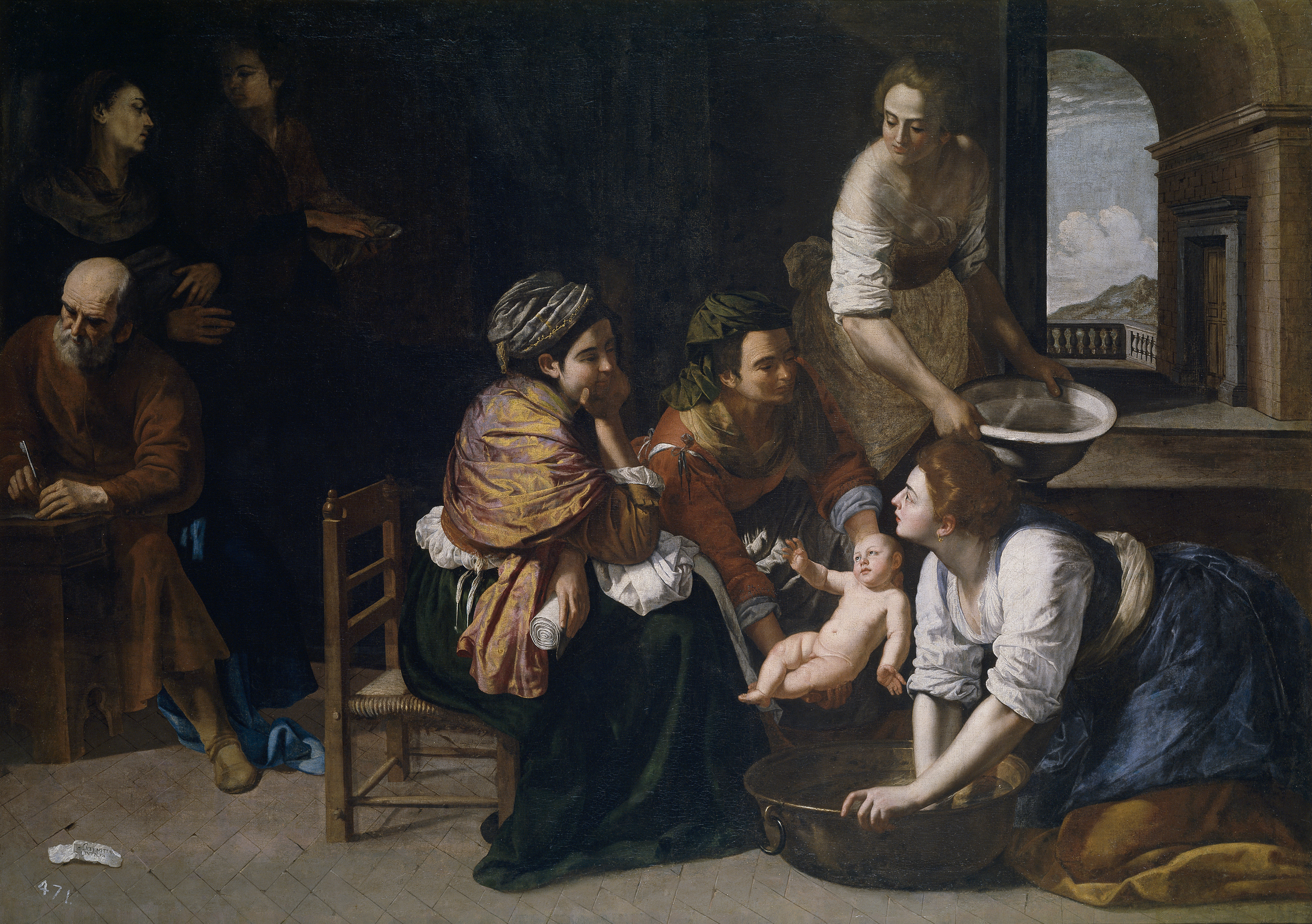
Nativity of St. John the Baptist 1633 - 1635 Museo del Prado 184x158 cm nr: P00149 MET (77), WB (32)
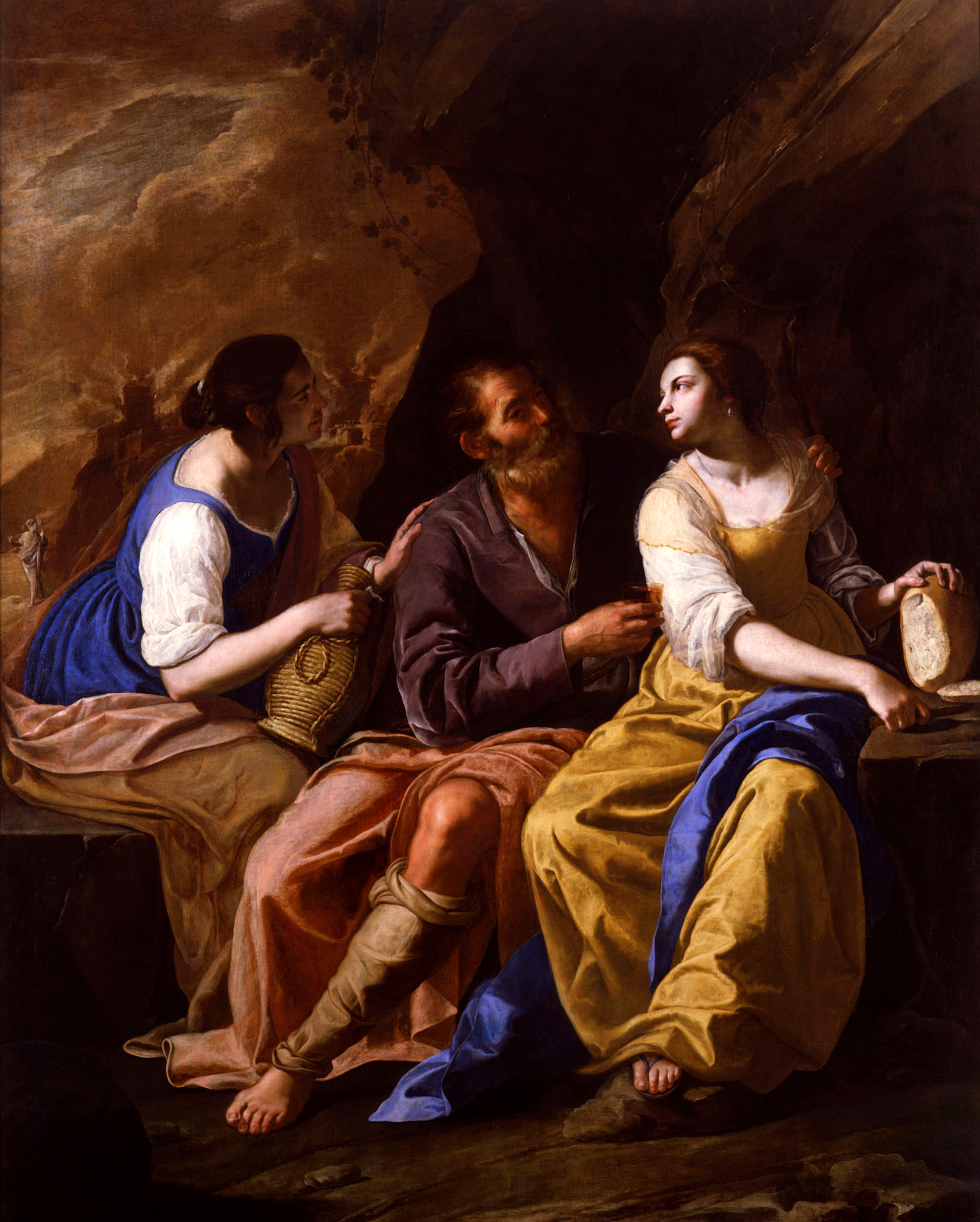
Lot and his Daughters 1635 - 1638 Toledo Museum of Art 230,5x183 cm nr: 1983.107 MET (78), WB (39)
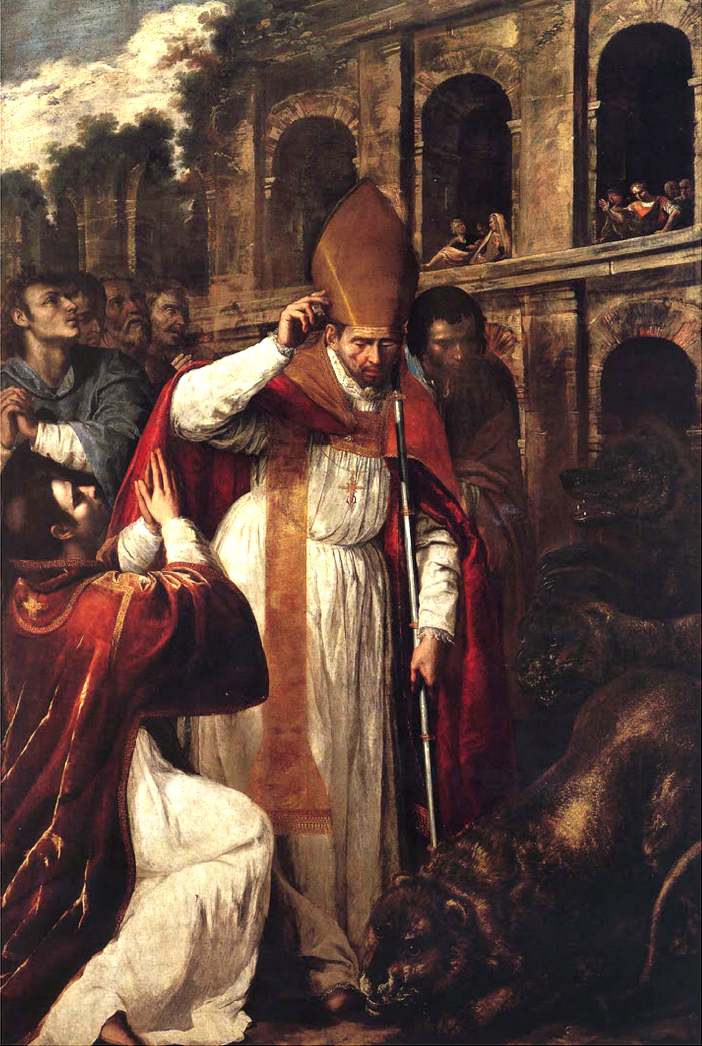
The Martyrdom of St Januarius in the Amphitheatre at Pozzuoli 1636 - 1637 Bảo tàng Capodimonte 300 x 200 cm MET (79), WB (33b)
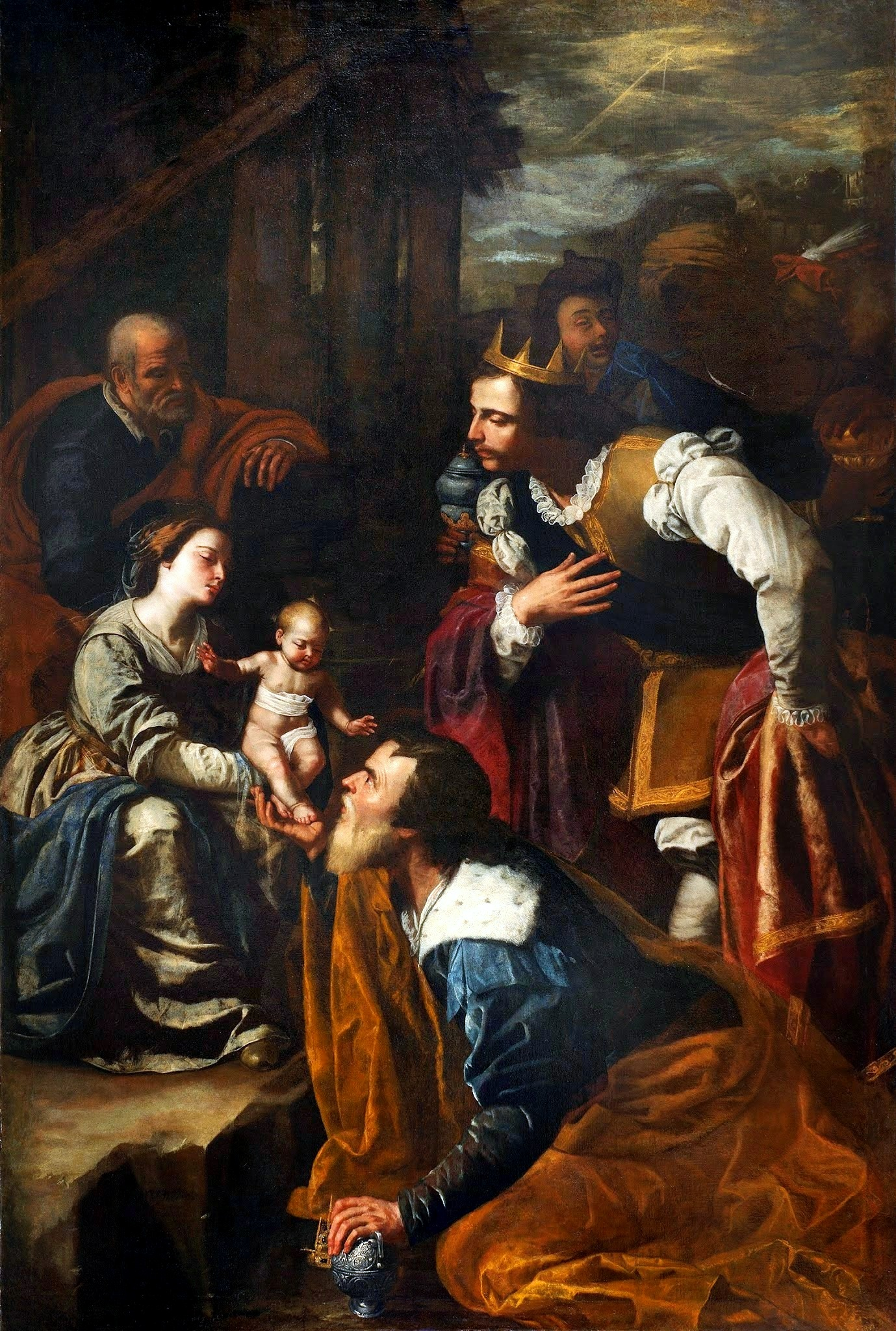
Adoration of the Magi 1636 - 1637 Bảo tàng Capodimonte 300x188 cm MET (Figure 142.), WB (33c)
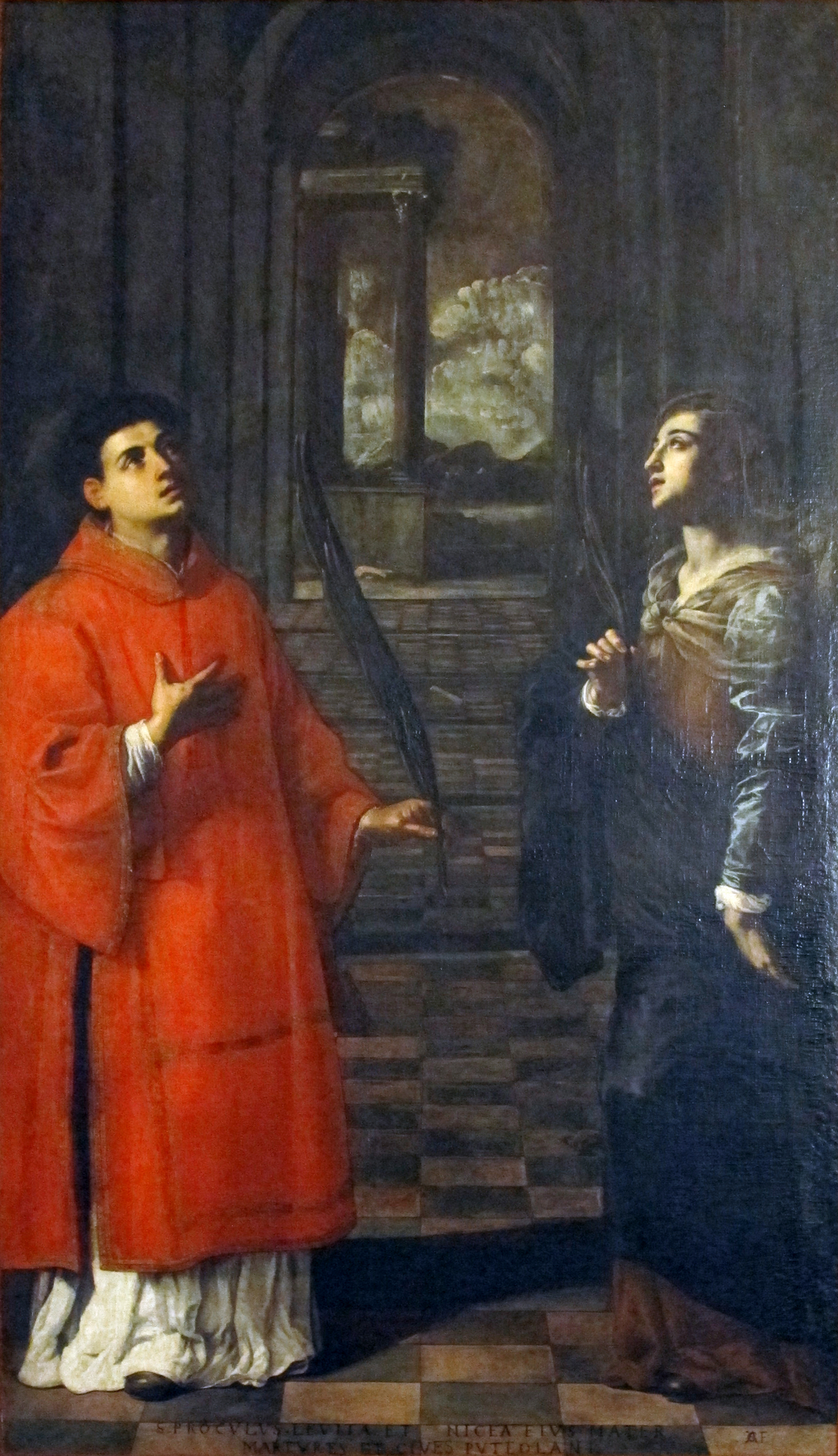
Saint Proculus of Pozzuoli and his mother Santa Nicaea 1636 - 1637 Bảo tàng Capodimonte 300x180 cm MET (Figure 143.), WB (33a)
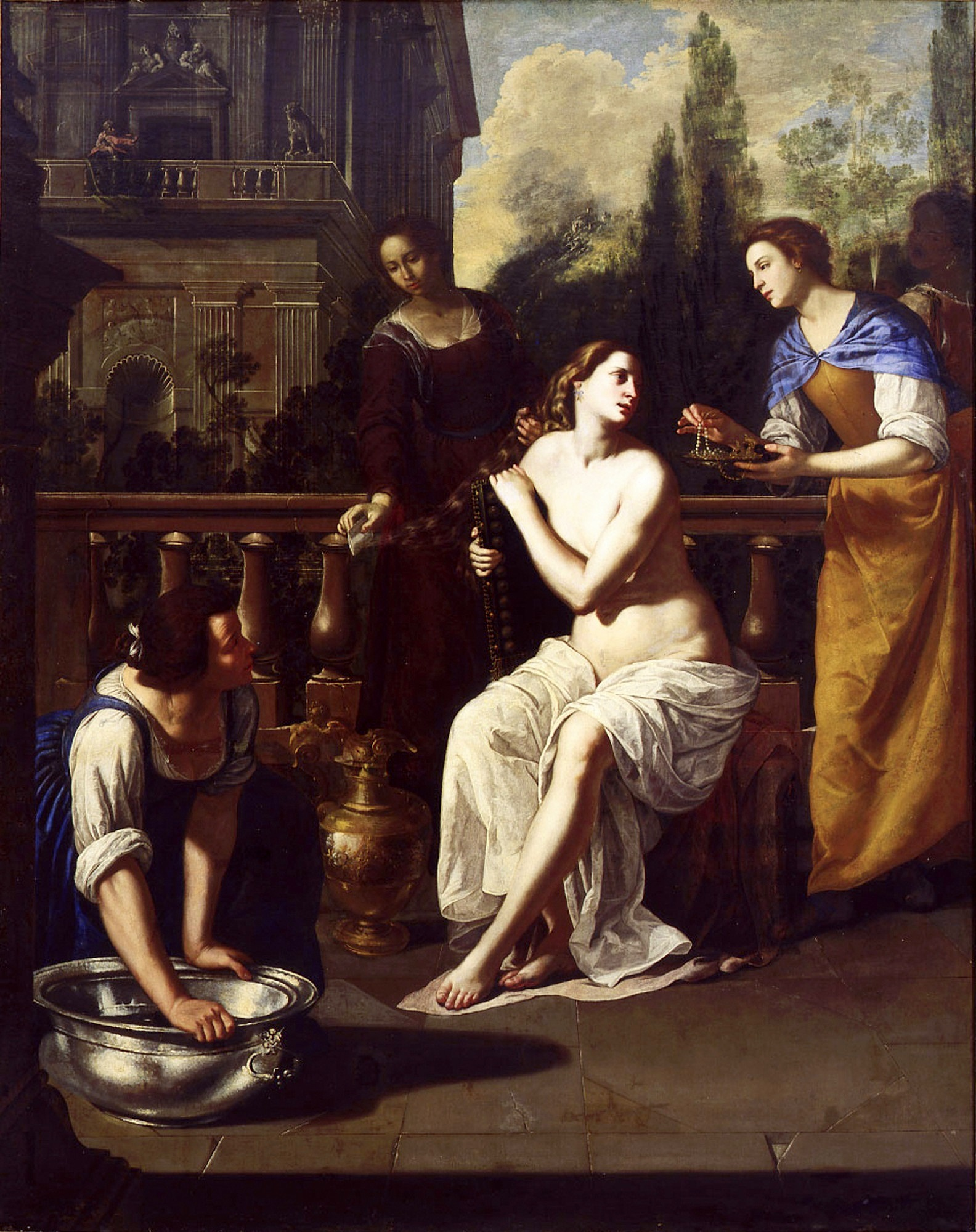
David and Bathsheba 1636 - 1638 Columbus Museum of Art 265,4x209,6 cm nr: 1967.006 MET (80), WB (37)
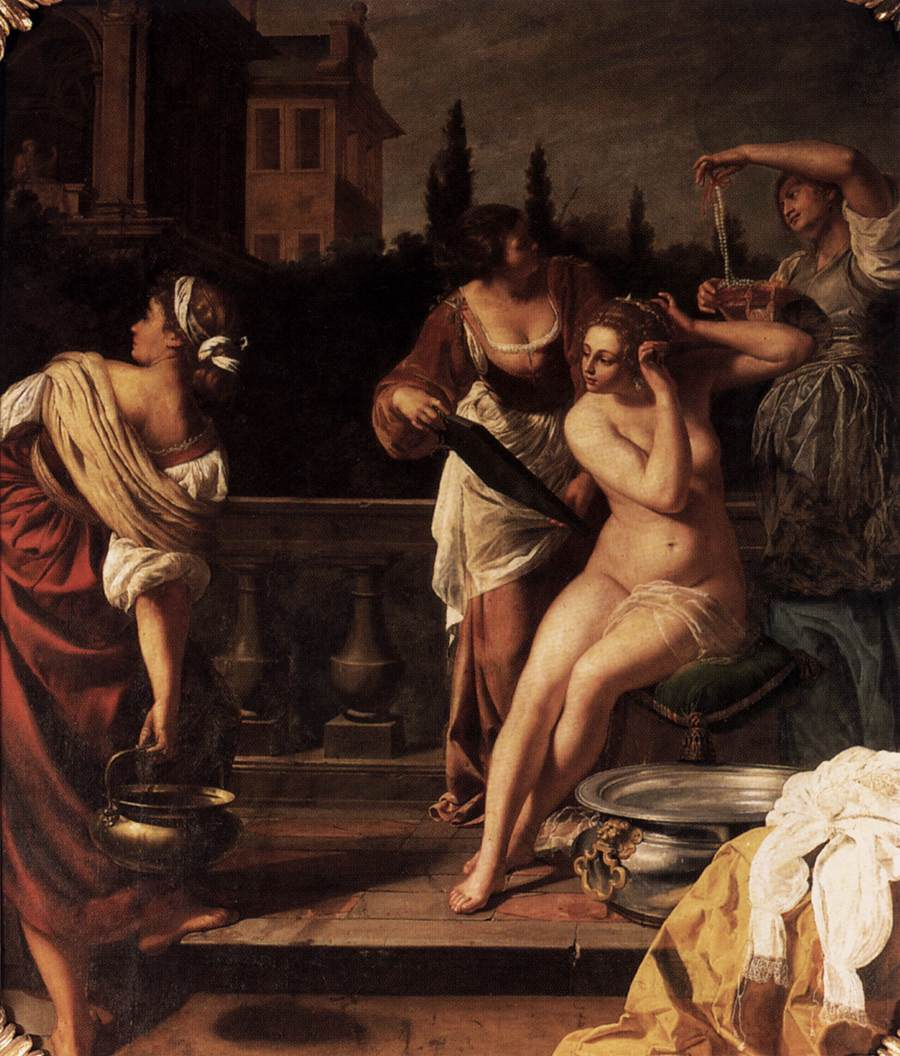
David and Bathsheba 1645 Prussian Palaces and Gardens Foundation Berlin-Brandenburg 265,4x209,6 cm MET (80 (related pictures: Neues Palais, Potsdam)), WB (48a)
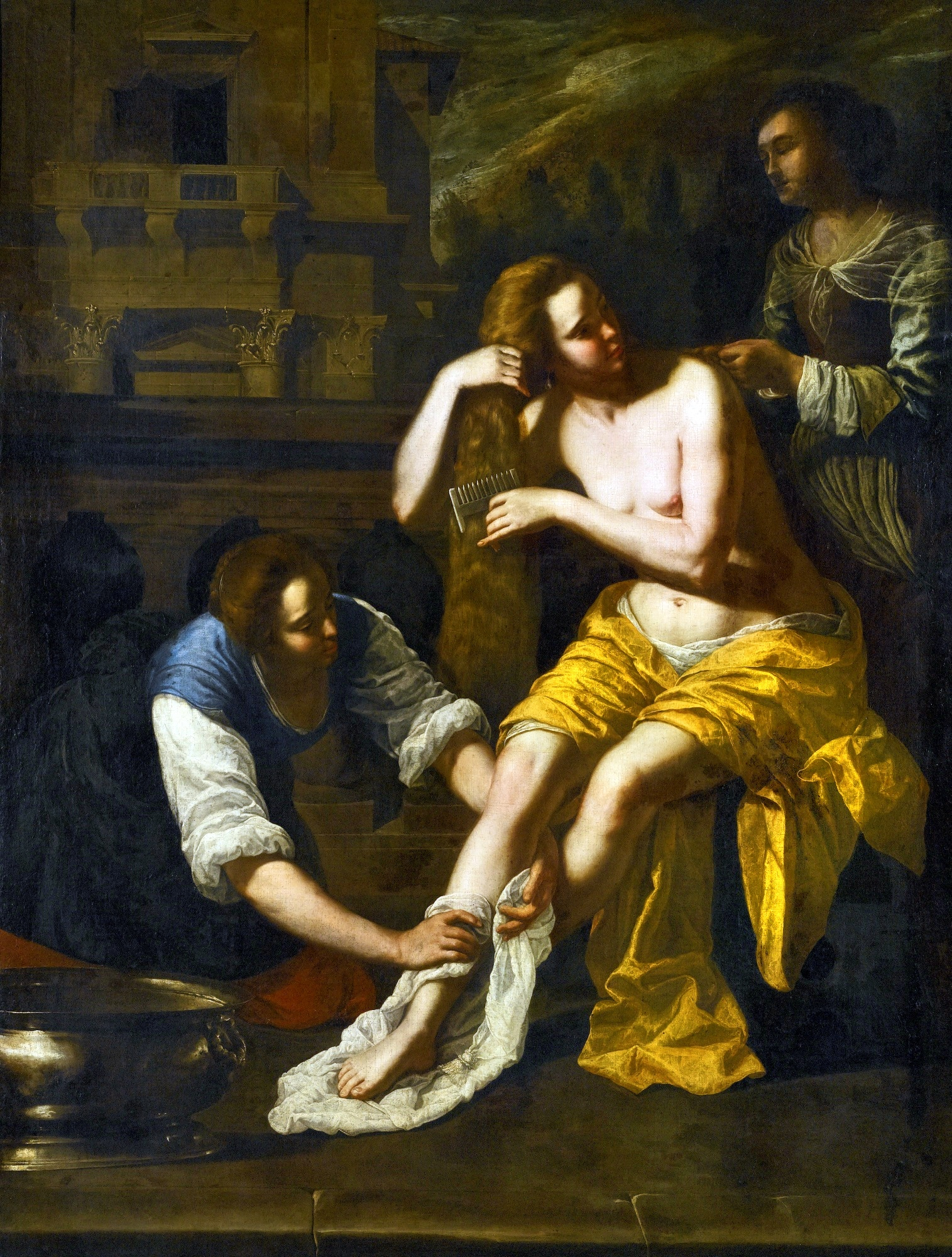
Bathsheba 1638 Bộ sưu tập cá nhân MET (80 (related pictures: formerly Ramunni, Naples, ex-Leipzig)), WB (40)
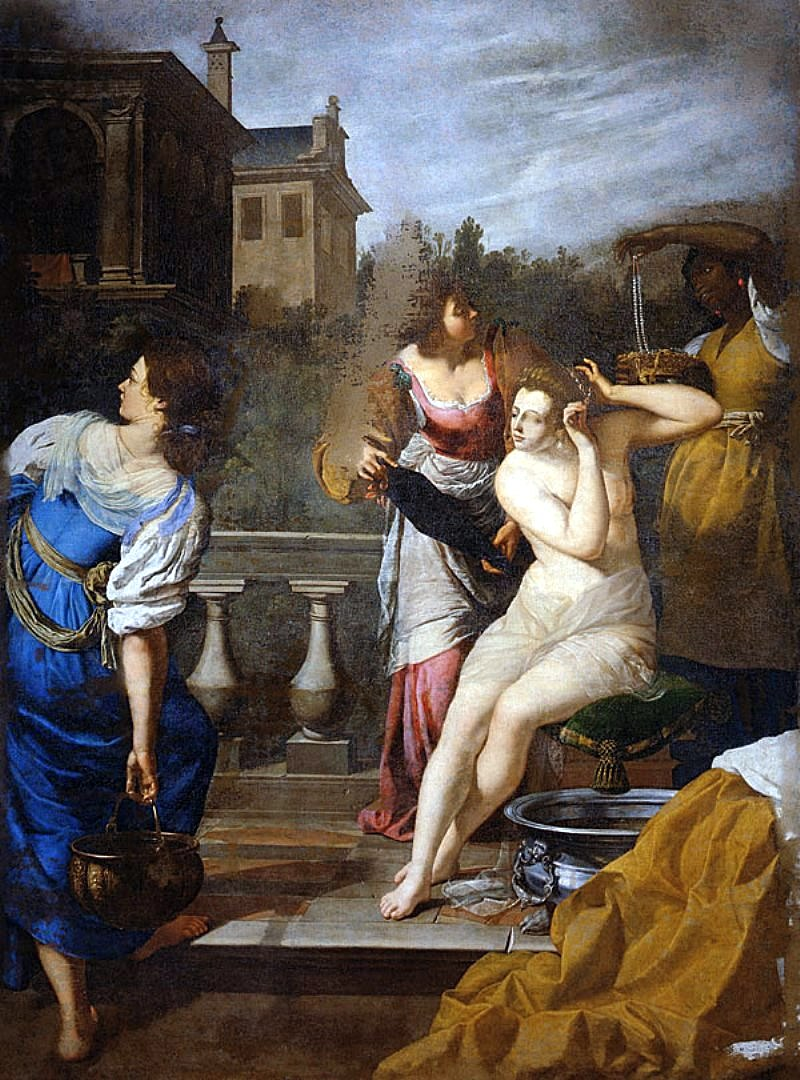
David and Bathsheba 1645 Cung điện Palazzo Pitti 286x214 cm MET (80 (related pictures:Palazzo Pitti))
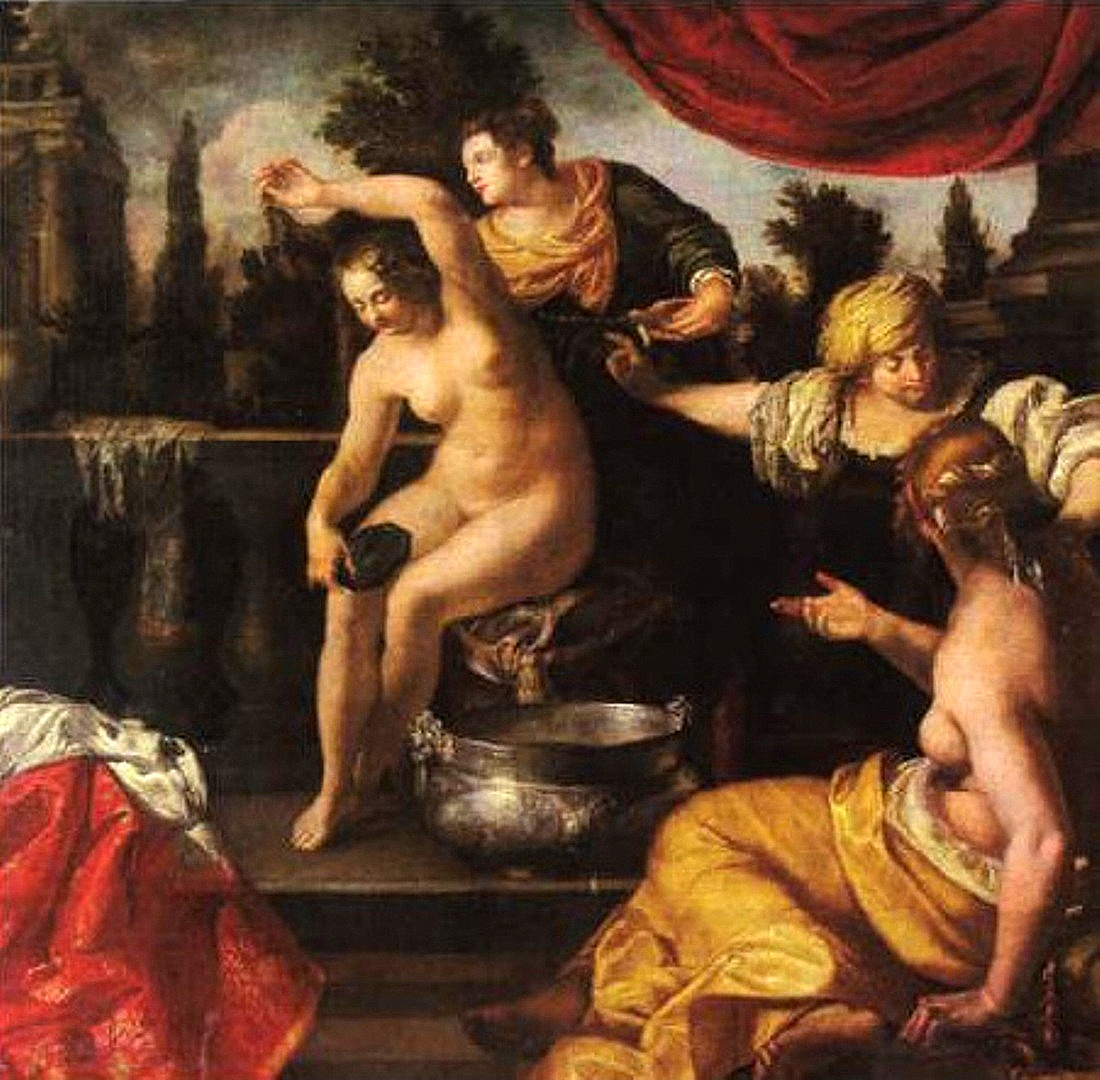
Bathsheba 1640 - 1645 Bộ sưu tập cá nhân MET (80 (related pictures: Haas collection, Vienna)), WB (45)
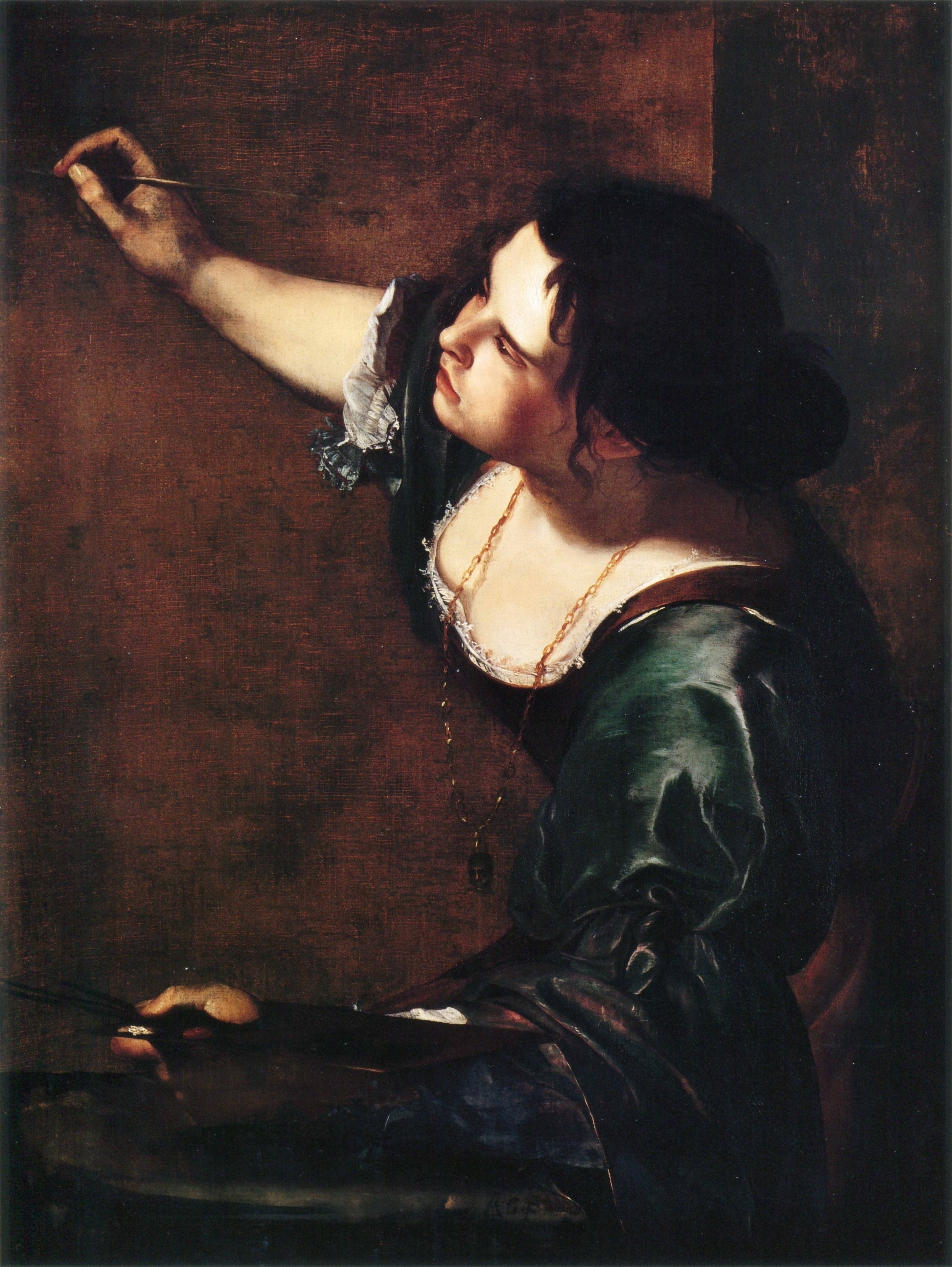
Self-Portrait as the Allegory of Painting 1638 - 1639 Royal Collection 96,5x73,7 cm nr: RCIN 405551 MET (81), WB (42)
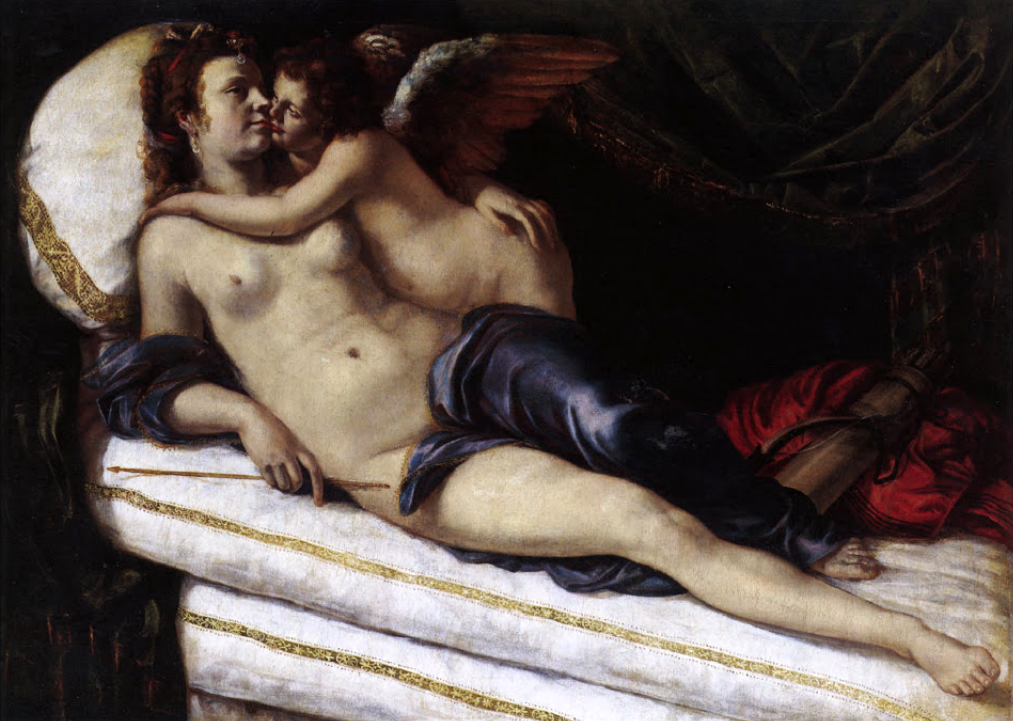
Venus Embracing Cupid Những năm 1640 Bộ sưu tập cá nhân 121x160 cm MET (82), WB (31)
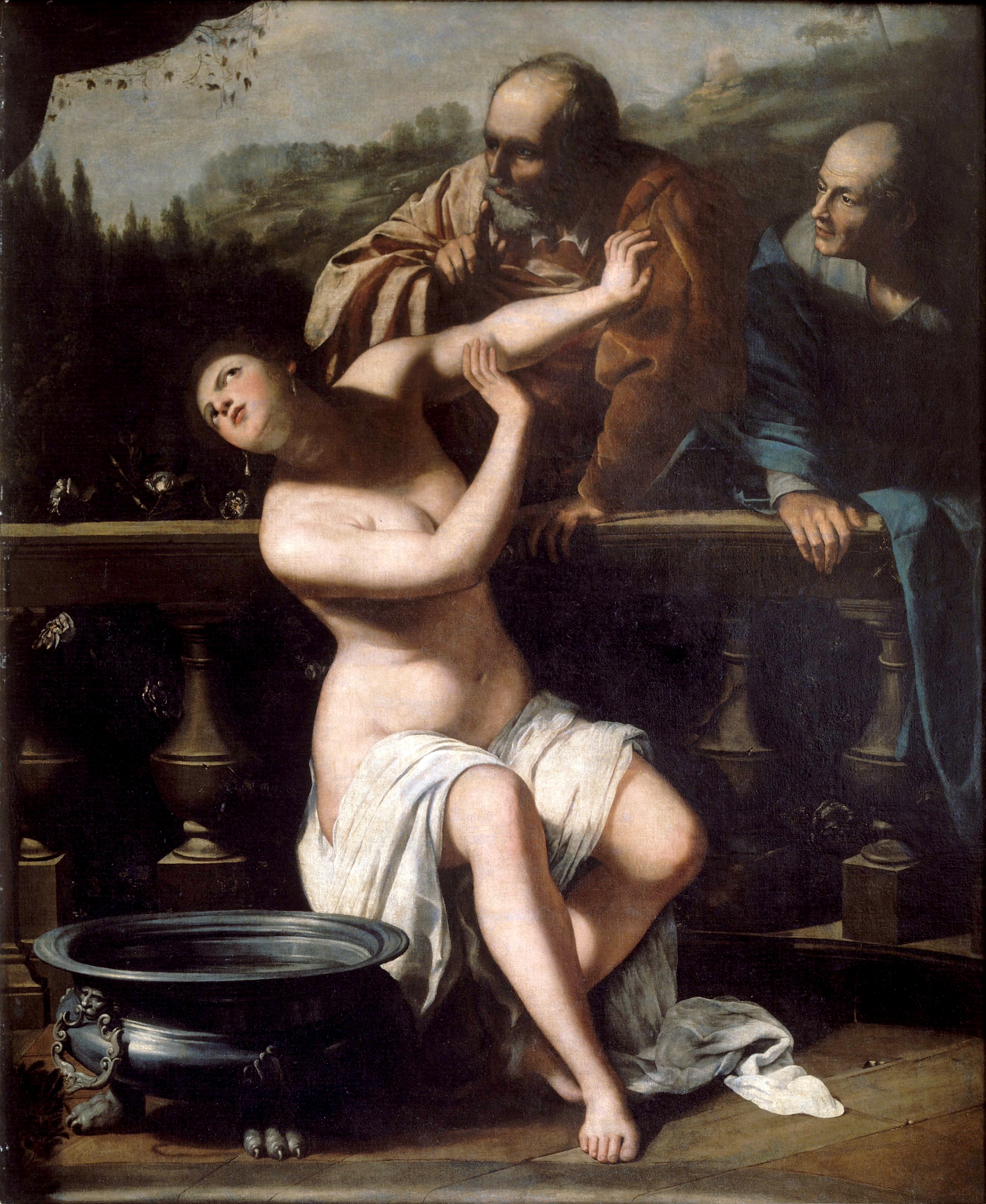
Susanna and the Elders 1649 Moravian Gallery in Brno 205x168 cm MET (83), WB (50)
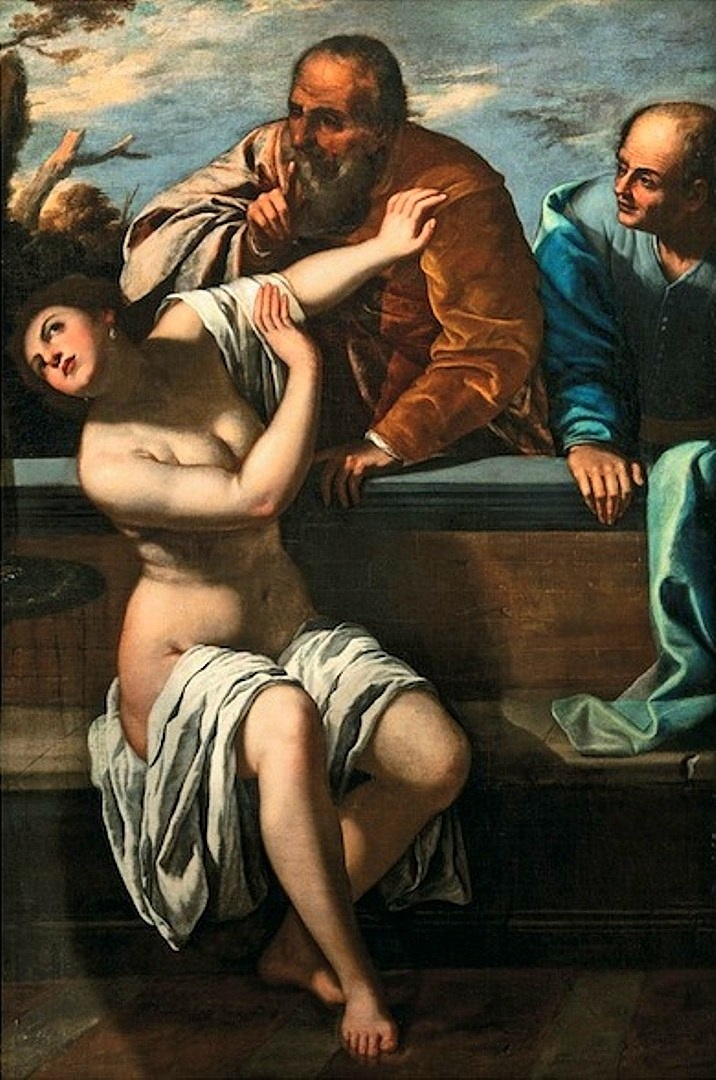
Susanna and the Elders 1650 Bassano Civic Museum 168x112cm MET (83 (related pictures: Bassano del Grappo)); Locker, Figure 6.1
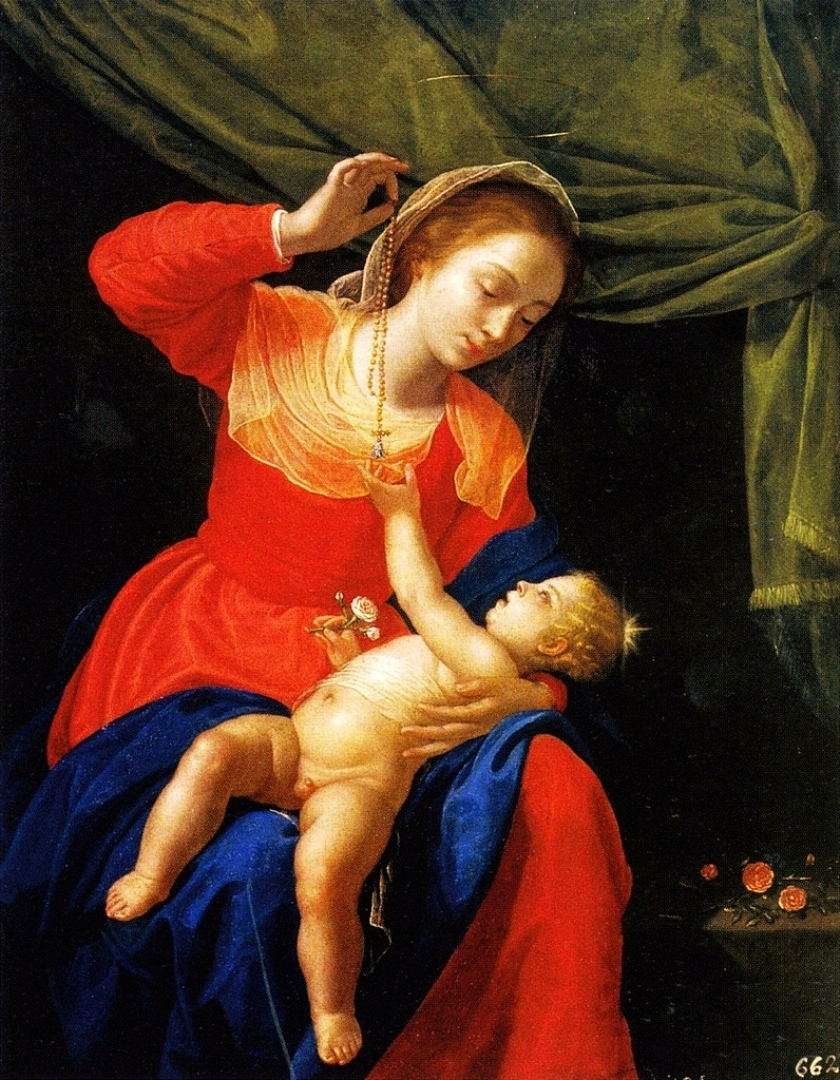
Virgin and Child with a Rosary 1651 El Escorial 58x50 cm MET (84), WB (51)
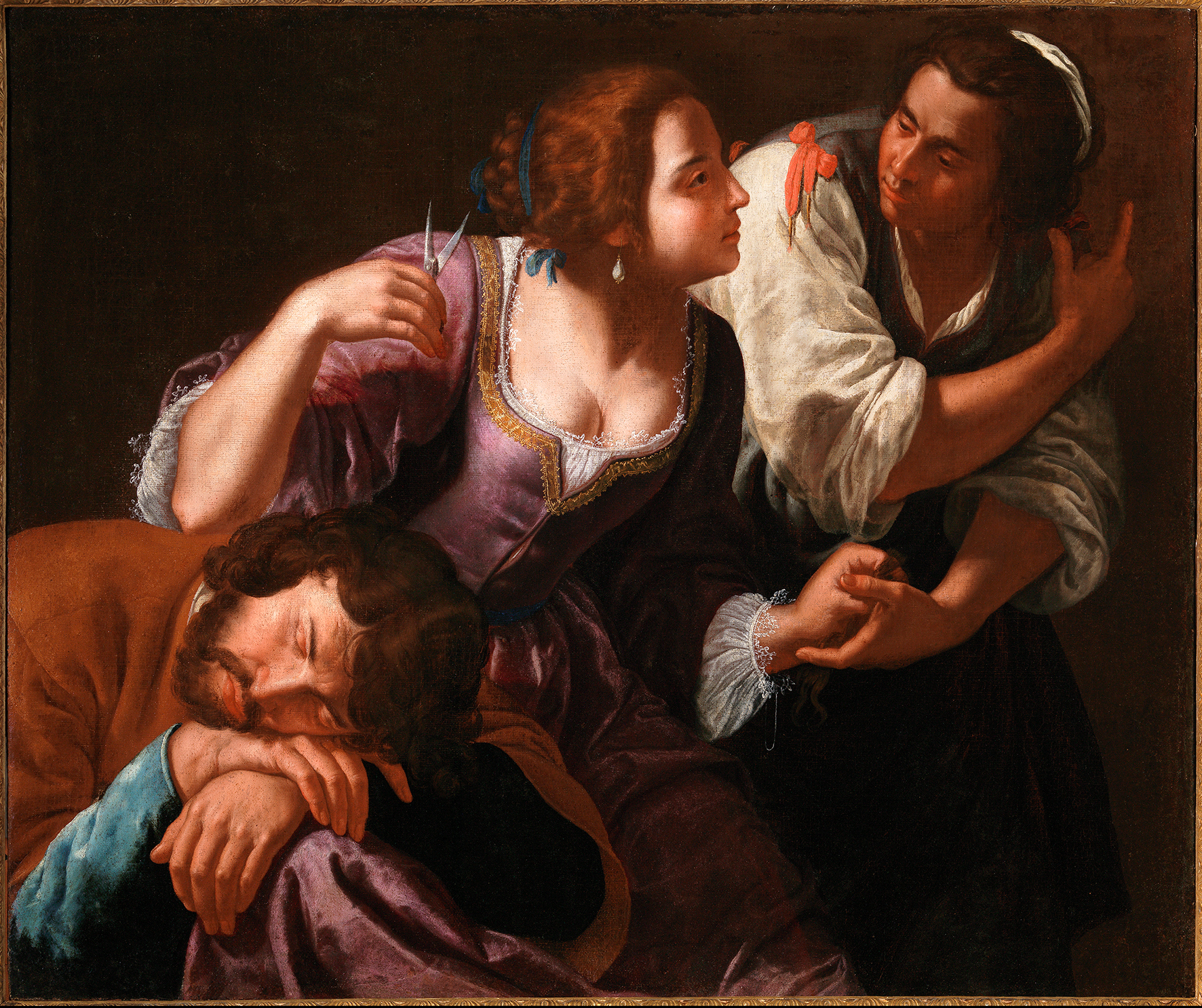
Samson and Delilah 1630 - 1638 Palazzo Zevallos, Napoli WB (35)
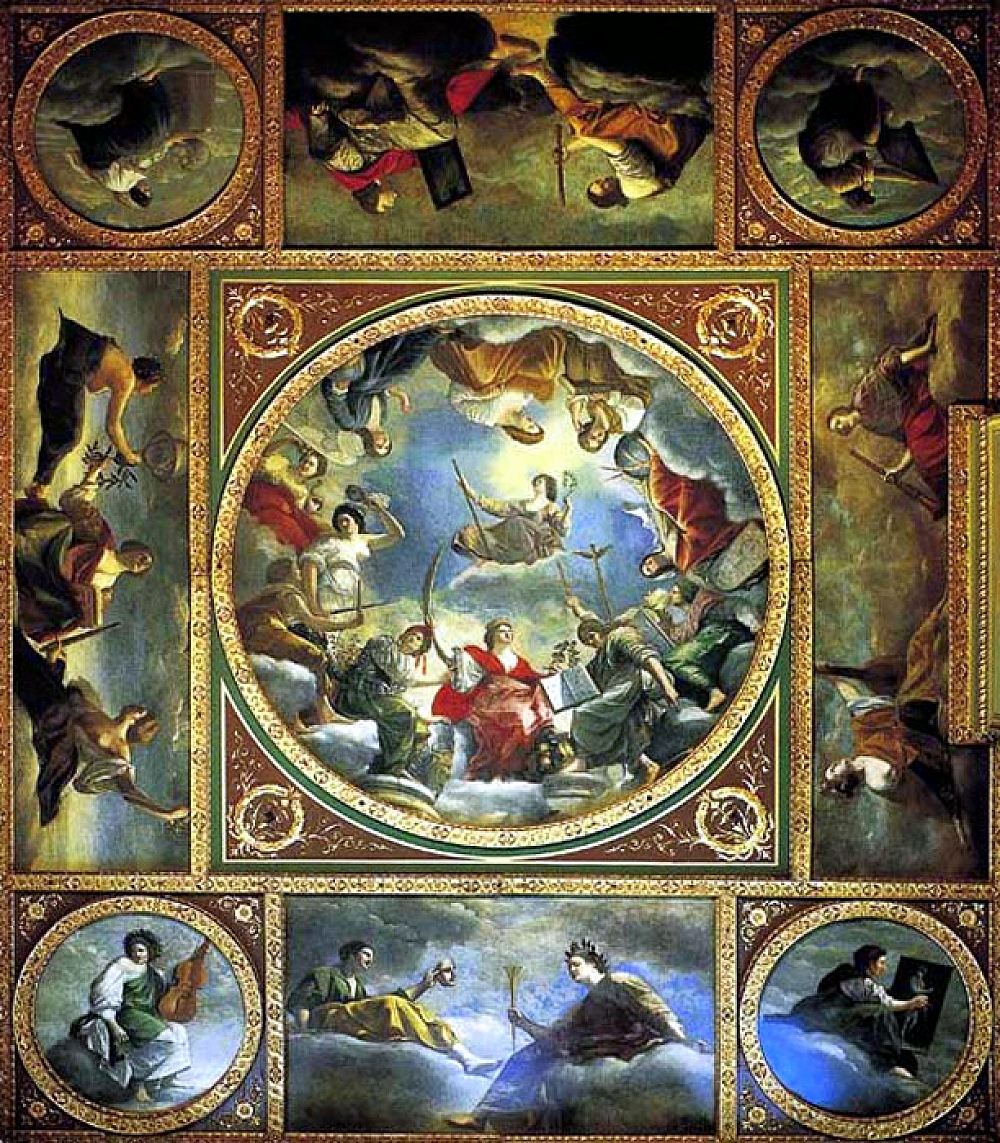
Họa phẩm: Allegory of Peace, vẽ năm 1638 - 1639 bởi cha con Orazio và Artemisia tại Cung điện Anh.

- Lucretia
Thời gian vẽ 1645 - 1650
Nơi lưu trữ Neues Palais in Potsdam
Catalogue 261×226 cm
Catalogue MET (Figure 99.), WB (48b)
- Judith and Maidservant with Head of Holofernes
Thời gian vẽ Những năm 1640
Nơi lưu trữ Museo di Capodimonte, Napoli
Catalogue 272x221 cm
nr: Q377
Catalogue MET (69 Museo di Capodimonte), WB (48c)
- Judith and her Maidservant (Cannes)'
Thời gian vẽ Những năm 1640
Nơi lưu trữ Musee de la Castre, Cannes
Catalogue 235x172 cm
NR: 2006.O.751
Catalogue WB (47), Locker Figure 3.31
- Esther before Ahasuerus
Thời gian vẽ 1628 - 1635
Nơi lưu trữ Metropolitan Museum of Art
Catalogue 208,3x273,7 cm
nr: 69.281
Catalogue MET (71), WB (28)
- Christ Blessing the Children
Thời gian vẽ Những năm 1640
Nơi lưu trữ formerly MET
Catalogue 134,6x97,7 cm
Catalogue MET (Figure 132.)
- Corisca and the Satyr
Thời gian vẽ 1630 - 1635
Nơi lưu trữ Bộ sưu tập cá nhân
Catalogue 155x210 cm
Catalogue MET (74), WB (30)
- Self Portrait
Thời gian vẽ 1630 - 1635
Nơi lưu trữ Palazzo Barberini Rome
Catalogue 98x74,5 cm
nr: 1952 (F.N. 33598)
Catalogue Locker (Figure 5.2)
- Clio: the Muse of History
Thời gian vẽ 1632
Nơi lưu trữ Palazzo Blu
Catalogue 127,6x97,2 cm
Catalogue MET (75), WB (27)
- Cleopatra (Artemisia)
Thời gian vẽ 1633 - 1635
Nơi lưu trữ Bộ sưu tập cá nhân
Catalogue 117x175,5 cm
Catalogue MET (76), WB (22)
- Nativity of St. John the Baptist
Thời gian vẽ 1633 - 1635
Nơi lưu trữ Museo del Prado
Catalogue 184x158 cm
nr: P00149
Catalogue MET (77), WB (32)
- Lot and his Daughters
Thời gian vẽ 1635 - 1638
Nơi lưu trữ Toledo Museum of Art
Catalogue 230,5x183 cm
nr: 1983.107
Catalogue MET (78), WB (39)
- The Martyrdom of St Januarius in the Amphitheatre at Pozzuoli
Thời gian vẽ 1636 - 1637
Nơi lưu trữ Bảo tàng Capodimonte
Catalogue 300 x 200 cm
Catalogue MET (79), WB (33b)
- Adoration of the Magi
Thời gian vẽ 1636 - 1637
Nơi lưu trữ Bảo tàng Capodimonte
Catalogue 300x188 cm
Catalogue MET (Figure 142.), WB (33c)
- Saint Proculus of Pozzuoli and his mother Santa Nicaea
Thời gian vẽ 1636 - 1637
Nơi lưu trữ Bảo tàng Capodimonte
Catalogue 300x180 cm
Catalogue MET (Figure 143.), WB (33a)
- David and Bathsheba
Thời gian vẽ 1636 - 1638
Nơi lưu trữ Columbus Museum of Art
Catalogue 265,4x209,6 cm
nr: 1967.006
Catalogue MET (80), WB (37)
- David and Bathsheba
Thời gian vẽ 1645
Nơi lưu trữ Prussian Palaces and Gardens Foundation Berlin-Brandenburg
Catalogue 265,4x209,6 cm
Catalogue MET (80 (related pictures: Neues Palais, Potsdam)), WB (48a)
- Bathsheba
Thời gian vẽ 1638
Nơi lưu trữ Bộ sưu tập cá nhân
Catalogue MET (80 (related pictures: formerly Ramunni, Naples, ex-Leipzig)), WB (40)
- David and Bathsheba
Thời gian vẽ 1645
Nơi lưu trữ Cung điện Palazzo Pitti
Catalogue 286x214 cm
Catalogue MET (80 (related pictures:Palazzo Pitti))
- Bathsheba
Thời gian vẽ 1640 - 1645
Nơi lưu trữ Bộ sưu tập cá nhân
Catalogue MET (80 (related pictures: Haas collection, Vienna)), WB (45)
- Self-Portrait as the Allegory of Painting
Thời gian vẽ 1638 - 1639
Nơi lưu trữ Royal Collection
Catalogue 96,5x73,7 cm
nr: RCIN 405551
Catalogue MET (81), WB (42)
- Venus Embracing Cupid
Thời gian vẽ Những năm 1640
Nơi lưu trữ Bộ sưu tập cá nhân
Catalogue 121x160 cm
Catalogue MET (82), WB (31)
- Susanna and the Elders
Thời gian vẽ 1649
Nơi lưu trữ Moravian Gallery in Brno
Catalogue 205x168 cm
Catalogue MET (83), WB (50)
- Susanna and the Elders
Thời gian vẽ 1650
Nơi lưu trữ Bassano Civic Museum
Catalogue 168x112cm
Catalogue MET (83 (related pictures: Bassano del Grappo)); Locker, Figure 6.1
- Virgin and Child with a Rosary
Thời gian vẽ 1651
Nơi lưu trữ El Escorial
Catalogue 58x50 cm
Catalogue MET (84), WB (51)
- Samson and Delilah
Thời gian vẽ 1630 - 1638
Nơi lưu trữ Palazzo Zevallos, Napoli
Catalogue WB (35)
- Họa phẩm: Allegory of Peace, vẽ năm 1638 - 1639 bởi cha con Orazio và Artemisia tại Cung điện Anh.